# アメリカ横断ウルトラクイズの各大会の詳細
アメリカ横断ウルトラクイズの各大会の詳細（アメリカおうだんウルトラクイズのかくたいかいのしょうさい）では、日本テレビで放送された『アメリカ横断ウルトラクイズ』の各大会の詳細について記述する。
- この項目で述べる地名[注 1]およびクイズ名称の表記は、番組内での表記に従うものとする。「CP」は「チェックポイント」の略記。
- 実際の大会では実施されたが放映されなかったクイズ（どろんこクイズの勝者決定戦など）や、席順決めのためのクイズ、3位決定戦、勝敗に無関係なクイズ（敗者予想クイズなど）は割愛する。また、各クイズの参加・通過人数は放送上でのものであり、実際とは異なる場合がある。
- 「決勝戦の結果」は放送上のポイントであり、実際と異なる場合がある[注 2]。また、名前の順はテレビの画面通り。
- 決勝戦進出者・機内1位・その他の参加者の氏名、年齢、職業は特記がない限り開催当時のものであり、現在のものではない。
- 各挑戦者にある番号は、参加したときのネームプレートに書かれた番号を指す（第1回のみネームプレートではなく、ペーパークイズの勝ち抜け者を発表する時に使われた番号）。
- その他の参加者については、出場回数や成績に関わらず、様々な面で大会を沸かせたり、視聴者やファンに強い印象を残した人物を挙げていく。

## 第1回（1977年〈昭和52年〉）
日本テレビ開局25周年記念番組という形の特別番組として開催。そのため「第1回」という表記はなく、番組タイトルも「史上最大! アメリカ横断ウルトラクイズ」だった。当初は1週のみの放送予定であったが、放送時間が不足したために2週連続に拡大された。
スタジオパートの石川牧子アナウンサーは、この回のみ肩書は「アシスタント」であり、また第2週では国内リポーター（敗者の味方）・徳光和夫アナウンサーがこの回のみメイン司会・高島忠夫と共に「総合司会」であった。そのスタジオでは観客100名に対し、アメリカ本土上陸を果たした10名の挑戦者からクイズ王を予想し、正解者に賞金10万円プレゼントが行われた。
第一次予選の会場として押さえたのは、読売ジャイアンツの練習が始まる前の後楽園球場ということで、午前中に終わらせなければならず、挑戦者は午前9時集合厳守であった。しかし午前8時頃になっても集まっていたのはわずか8人ほどで、急遽挑戦者を集めるために当時隣接していた後楽園競輪場の客に向けて、拡声器で参加を呼び掛けたほどだった。
また、この第一次予選が行われた9月4日は、読売ジャイアンツの王貞治が後楽園球場で通算756号本塁打の世界記録を達成した翌日のことであった。
各チェックポイントで行われたクイズの大半が早押しクイズであった。当時は成田空港（新東京国際空港、現・成田国際空港）が未開港で、第二次予選は羽田空港（東京国際空港）で行われた。羽田からグァムへはパンアメリカン航空が使用された。
×はこの回の第一次予選のみ「ペケ」と呼称されていた。「バツ」と言う様になったのはグァムの敗者復活戦からである。
第一次予選の通過者は「80名」と歴代では最も少なく（100名を切ったのは唯一）、ジャンケンもこの回のみ「4勝先取」、「機内ペーパークイズ」も800問と多かった。またこの回のみ「優勝旗」が無い代わりにトロフィーが贈呈され、優勝したクイズ王は各CPの通過で使う「勝抜けメダル」を首に掛けていた。
各チェックポイントでの勝者と敗者の場所に掲げられていた看板は、この回のみ白地に「おめでとう 次は○○」「さようなら 東京直行」の文字が青で書かれていた。青地に白文字で書かれたボードが登場するのは次回から。
各回のエンディングクレジットでは、この回のみ「制作 日本テレビ」の部分にはマーク（当時は○にNTVの文字が書かれていたもの。初代）が一切無かった（「日本テレビ」の「日」と地球をイメージした2代目のマークを採用したのは翌年から）。
関東地区での『ビッグサタデー』内の再放送は後述の通り第3回からだが、第1回は翌1978年10月14日と同年同月21日の2週にわたって、第2回の宣伝を兼ねて『ビッグサタデー』で再放送、「放送翌年に通常形態で再放送」という珍しい形式だった。
| CP                                                                                                 | 地名 会場                                             | クイズ                                |
| -------------------------------------------------------------------------------------------------- | ----------------------------------------------------- | ------------------------------------- |
| 第一次予選                                                                                         | 後楽園球場 一塁側内野スタンド                         | ○×札上げクイズ                        |
| 人数：404→80 通過条件：規定人数決定まで勝ち残り 罰ゲーム：―                                        |                                                       |                                       |
| 第二次予選                                                                                         | 羽田空港 羽田東急ホテル                               | ジャンケン                            |
| 人数：78※1→40 通過条件：4本先取 罰ゲーム：―                                                        |                                                       |                                       |
| 第1CP                                                                                              | 東京→グァム 太平洋上空                                | 機内800問ペーパークイズ               |
| 人数：40→29 通過条件：上位30位まで 罰ゲーム：―                                                     |                                                       |                                       |
| 第1CP                                                                                              | 東京→グァム 機内                                      | 同点決勝 ○×札上げクイズ               |
| 人数：2→1 通過条件：サドンデス 罰ゲーム：―                                                         |                                                       |                                       |
| 第2CP                                                                                              | グァム ヒルトンホテル前                               | ○×札上げクイズ                        |
| 人数：30→17 通過条件：規定人数決定まで勝ち残り 罰ゲーム：―                                         |                                                       |                                       |
| 第2CP 敗者復活戦                                                                                   | グァム グァム国際空港内カウンター前                   | ○×札上げクイズ ※2                     |
| 人数：7→3 通過条件：サドンデス 罰ゲーム：―                                                         |                                                       |                                       |
| 第3CP                                                                                              | ハワイ ワイキキビーチ沖の双胴船アイカネ3号上          | 1対1早押しクイズ                      |
| 人数：20→10 通過条件：3ポイント先取。-3ポイントで失格 罰ゲーム：小舟に乗ってワイキキビーチまで帰る |                                                       |                                       |
| 第4CP                                                                                              | サンディエゴ シーワールド・サンディエゴ               | インスピレーションクイズ              |
| 人数：10→6 通過条件：5ポイント獲得 罰ゲーム：シャチとキス                                          |                                                       |                                       |
| 第5CP                                                                                              | フェニックス サグアロ                                 | 灼熱の早押しクイズ                    |
| 人数：6→5 通過条件：3ポイント獲得 罰ゲーム：ヒッチハイク※3                                         |                                                       |                                       |
| 第6CP                                                                                              | ダラス フェンダーパーク牧場                           | 早押しクイズ                          |
| 人数：5→4 通過条件：3ポイント獲得 罰ゲーム：猛疾走する馬に乗って帰国                               |                                                       |                                       |
| 第7CP                                                                                              | ニューオルリンズ ナッチェス号船上ミシシッピ川クルーズ | 早押しクイズ                          |
| 人数：4→3 通過条件：5ポイント獲得 罰ゲーム：ビックリ箱（現地では行わず、スタジオで行われた※4。）   |                                                       |                                       |
| 第8CP                                                                                              | アトランタ ストーンマウンテン公園                     | インスピレーションクイズ+早押しクイズ |
| 人数：3→2 通過条件：7ポイント獲得 罰ゲーム：インディアンショーの生け贄                             |                                                       |                                       |
| 決勝ポイント                                                                                       | ニューヨーク パンナムビル屋上                         | 早押しクイズ                          |
| 人数：2→1 通過条件：10ポイント先取 罰ゲーム：―                                                     |                                                       |                                       |

- ※1：2名出場辞退。
- ※2：直前の○×クイズの最終問題での失格者7名のみ参加。
- ※3：タクシーをヒッチハイクしたものの、タクシードライバーは耳が遠く、その上銃を突きつけられるが、実はドッキリ。
- ※4：クイズ会場で号泣しまくったため、会場での罰ゲームは免除。その後、クイズ王・松尾や準優勝者・藤原と共に日本テレビスタジオに現れ、福留から「4位賞」を授与されたが、それがびっくり箱だった。

決勝戦進出者
- クイズ王 ： 松尾清三（京都府出身・No.15・38歳・機内1位）
800問中712点。立命館大学出身、材木店経営。優勝時の年齢は最年長であり、決勝進出者全員の中で唯一の戦前（1938年）生まれ、かつ司会の福留（当時35歳）より年齢が上でもあった。関西地区収録のクイズ番組を中心に参加し、数多くの優勝歴も持っていた[注 4]。クイズ本番前に歌い出したり口笛を吹くといったマイペースぶりを見せており、フェニックス以降2位通過で決勝へ進出した。再挑戦は第7回・第12回と、当時の『ウルトラクイズ』上限時のみ（前者は45歳、後者は50歳）だったが、第11回準決勝ではゲスト「ミスターX」として登場し、彼との勝負に勝てば決勝進出というクイズ形式が採られた。その際、芸能人に関する問題[注 5] を自分の娘に近い年齢の挑戦者に正解され、芸能人に関する情報は都はるみで止まっていると告白。後年は幾多の大型クイズ番組に出場している。
2024年5月24日死去、85歳没[2]。
- 準優勝 ： 藤原滋子[注 6]（愛知県出身・No.74・27歳・機内8位（女性2位））
800問中613点。クイズ番組優勝歴を多数持っていた実力者[注 4]。グァムで敗者復活。本土上陸後はフェニックス以外は全てトップ通過で決勝へ進出した。後に結婚して「五島」と改名、『史上最大の敗者復活戦』で関西予選に参加した事もあった。
- 決勝戦の結果 ： （松尾…桃）+10 VS +3（藤原…緑）

その他の参加者
優勝賞品
- ラスベガスの土地1エーカー （砂漠のど真ん中・1226坪分）

テレビ放送（全2週）
- 第1週…1977年（昭和52年）10月20日：サンディエゴまで
- 第2週…1977年10月27日：「西部の大混戦」

放送時間は双方とも19:30 - 20:54（JST）。以後第7回までこの時間で放送。

## 第2回（1978年〈昭和53年〉）
『史上最大! アメリカ横断ウルトラクイズ』が予想を上回る好評を得たことにより、年1回のレギュラー化が決まった。準決勝のクイズ形式がボストンの地元紙アクトン・ミニットマンに掲載される など、アメリカでも話題になった。
今大会より、第一次予選が後楽園球場のグラウンドで行われるようになり、「○×走りクイズ」が初登場した。また、第1問に初めて自由の女神関連問題が出題されたが、その第1問と続く第2問が「群集心理」により「片方（不正解側）が1人、もう片方（正解側）が残り全て」というハプニングが起きたため、次回の第3回で「○×ボール」を登場させることになる。
前回では、徳光は第二次予選だけの担当だったが、今回より（第4回を除き）第一次予選も担当する様になった。ただしこの回だけはピコピコハンマーで殴らせず、素手などで叩かれた。
成田空港の開港により、第二次予選会場は羽田から成田へと移され、ジャンケンも「3勝先取」に縮小、以後このルールとなる。その一方で機内ペーパークイズは前回より減ったものの、「500問」とまだ多い方であり、またペーパークイズ時のCP名称も通常は「東京→グアム（サイパン）と双方の場所を表記するのに対し、この回だけは「サイパンへ」だった。アメリカ合衆国本土上陸後のルートは、前大会がアメリカ南部を経由するルートであったのに対し、今大会ではアメリカ北部を経由するルートとなった(サンフランシスコ初上陸でもある)。
クイズにバリエーションを出し始めるものの、その後の本番組の原型になるようなものはリレークイズが初登場以外まだそれほどなかった。今大会より「機内クイズ」の判定機、通称「ブーブーゲート」が初登場している。
決勝戦では、日本にいる挑戦者の親族（成田のジャンケンの会場で待機）と国際電話を用いた音声のみの衛星中継を行った。そして今大会から「優勝旗」が登場した。
成田→グァム間を移動する際に使用する航空会社がパン・アメリカン航空からコンチネンタル・ミクロネシア航空に変更された。
| CP | 地名 会場                                        | クイズ                       |
| --- | ------------------------------------------------ | ---------------------------- |
| 第一次予選 | 後楽園球場 球場内グラウンド                      | ○×クイズ                     |
| 人数：700→100 通過条件：規定人数決定まで勝ち残り 罰ゲーム：―                                                                                   |                                                  |                              |
| 第二次予選 | 成田空港 成田エアポートレストハウス              | ジャンケン                   |
| 人数：100→50 通過条件：3本先取 罰ゲーム：― |                                                  |                              |
| 第1CP | サイパンへ 太平洋上空                            | 機内500問ペーパークイズ      |
| 人数：50→40 通過条件：上位40位まで 罰ゲーム：―                                                                                                 |                                                  |                              |
| 第2CP | サイパン ガラパン マイクロビーチ                 | ○×札上げクイズ               |
| 人数：40→7 通過条件：規定人数決定まで勝ち残り 罰ゲーム：船を漕いで空港へ向かう                                                                 |                                                  |                              |
| 第2CP 敗者復活戦 | サイパン サイパン国際空港内ロビー                | カルタクイズ ※1              |
| 人数：25→13 通過条件：1ポイント獲得。お手付き2回で失格 罰ゲーム：―                                                                             |                                                  |                              |
| 第3CP | ハワイ ホノルル カピオラニ・パーク               | 記憶力クイズ                 |
| 人数：20→10 通過条件：3ポイント獲得 罰ゲーム：自転車タクシー「ペディー・キャブ」の運転手が客席に乗り、敗者が自転車タクシーを漕いで空港に向かう |                                                  |                              |
| 第4CP | サンフランシスコ ヴァレーホ マリンワールド       | インスピレーションクイズ     |
| 人数：10→9 通過条件：5ポイント獲得 罰ゲーム：象に踏まれそうになる                                                                              |                                                  |                              |
| 第5CP | レイクタホ タホ湖湖畔                            | リレークイズ                 |
| 人数：9→8 通過条件：1ポイント獲得 罰ゲーム：レストランでパイを投げられる                                                                       |                                                  |                              |
| 第6CP | リノ ステートライン サハラ・タホ・ホテル内カジノ | 一発逆転 ギャンブルクイズ ※3 |
| 人数：8→6 通過条件：6ドル以上獲得※2 罰ゲーム：―                                                                                                |                                                  |                              |
| 第6CP 敗者決定戦 | リノ ステートライン サハラ・タホ・ホテル内カジノ | ルーレット                   |
| 人数：2→1 通過条件：ルーレットによるサドンデス 罰ゲーム：ルーレットで決めた方法（スキーに決定※4）で帰国                                        |                                                  |                              |
| 第7CP | デンバー パイクスピーク標高約4000m地点           | 酸素欠乏・耐寒クイズ         |
| 人数：7→6 通過条件：3ポイント獲得 罰ゲーム：なし（寒さにより敗者にドクターストップがかかったため）※5                                           |                                                  |                              |
| 第8CP | シカゴ ガーニー マリオット・グレート・アメリカ   | 国際電話連想クイズ           |
| 人数：6→5 通過条件：最下位以外 罰ゲーム：ジェットコースター                                                                                    |                                                  |                              |
| 第9CP | ナイアガラ ゴート島                              | 早押しクイズ                 |
| 人数：5→4 通過条件：5ポイント獲得 罰ゲーム：滝の下から雨具なしで観賞                                                                           |                                                  |                              |
| 第10CP | ボストン バンカーヒル                            | 熱気球ダウンアップクイズ     |
| 人数：4→2 通過条件：3ポイント獲得。-3ポイントで失格 罰ゲーム：熱気球で帰国                                                                     |                                                  |                              |
| 決勝ポイント | ニューヨーク パンナムビル屋上                    | 早押しクイズ                 |
| 人数：2→1 通過条件：10ポイント先取 罰ゲーム：―                                                                                                 |                                                  |                              |

- ※1：○×クイズの最終問題での失格者25名のみ参加。
- ※2：$6を超える額を獲得した挑戦者には差額が現金支給された。
- ※3：挑戦者を男女別に2組に分け、4名ずつで対戦。男女の敗者が、敗者復活戦に回る。
- ※4：他は「鉄下駄」・「長袴」・「後ろ向き」・「キャデラック」の4つで、「鉄下駄」が一番高確率、逆に「キャデラック」が一番低確率だった（因みに「キャデラック」は本物ではなく「子供の玩具」というオチ）。
- ※5：高地の低酸素に加え気温マイナス2℃（途中でマイナス3℃に低下した）という中、お手つき・誤答した解答者に加え、誰も答えられない場合も全員が服を1枚脱ぐというルールで行われたため、敗者となった女性参加者は敗退時Tシャツに素足という姿になっており、クイズ終了後スタッフに毛布で包まれ近くの山小屋に運ばれた[注 8]。本来は、歩いて下山する途中に着ぐるみの熊が出て驚かすという罰ゲームが実施される予定だったという[3]。

決勝戦進出者
- クイズ王 ： 北川宣浩（東京都出身・No.69・24歳・機内1位）
500問中426点。東京都立大学 (1949-2011)（現・東京都立大学）出身。それまで勤めていた建築会社を辞めての初参加。妹である北川洋子(東京都・No.1・20歳)と共に、それまでにもクイズ番組の優勝経験を多数持つ実力者として知られていた。サイパンで敗者復活を果たし、ハワイ以降はリノで2位通過、準決勝では最初の問題で1人だけ間違え、間下（後述）と別の男性挑戦者がともにあと1問正解すれば敗退という状況から男性挑戦者と同点に追いつき同点決勝で勝つという際どい勝負を演じたものの、それらを除いてトップ通過の連続で決勝へ進出した。共に後楽園予選を通過した妹は成田で最初にジャンケンに臨み敗退しているが、シカゴの国際電話連想クイズで兄をサポートし全挑戦者中最多の9問正解を記録した。第3回では後楽園の第5問目で妹共々敗退、それも「○ボール」を拾って「×サークル」に移動したところを、監視員に見つかって失格するという、クイズ王らしからぬミスを演じてしまい、徳光のツッコミを受けた妹によってピコピコハンマーで一撃された。2年後の第4回でも国内予選を突破、機内ペーパークイズも第2回と同じく機内トップとなるが、グァムでどろんこクイズ初挑戦者にして、不正解で泥まみれになった敗者第1号となってしまった。その後も番組に参加するも第一次予選は通過出来ず、特に第15回ではあと3問残して失格となった[注 9]。
- 準優勝 ： 間下友美子（東京都出身・No.42・27歳）
クイズ番組ファンという一家の末っ子で、共に後楽園予選を通過した兄は成田で、姉はサイパンで敗退する。本人もサイパンで敗れたものの、敗者復活を果たす。最初は正解率が低く、レイクタホまでコンピューターにより敗者に予想されていた。リノでは獲得額が$21となり差額として$15を受け取った[注 10]。シカゴの国際電話連想クイズでは姉のサポートを受けて勝ち抜け、デンバーとナイアガラで2位、リノとボストンでは1位通過し、クイズ番組初挑戦ながら決勝まで勝ち残った。ヨーロッパ旅行は数回あるが、アメリカ旅行は初めてだった。
- 決勝戦の結果 ： （間下…赤）0 VS +10（北川…緑）

その他の参加者
優勝賞品
- ニューヨークの最高級ホテル・エセックスハウス宿泊権 （北川の母親と妹を呼んで1泊）

テレビ放送（全3週）
- 第1週…1978年（昭和53年）11月9日 『日本脱出大乱戦』 [4]：サンフランシスコ途中まで
- 第2週…1978年11月16日 『西部の大混戦』 [5] ：デンバーまで
- 第3週…1978年11月23日 『摩天楼の大決戦』 [6]

## 第3回（1979年〈昭和54年〉）
番組テーマ曲が今大会から「スタートレックのテーマ」となり、番組内で使われる他の楽曲の多くも今大会から使用された。早押しテーブルなどの機材も今大会のものが基本になっているものが多い。勝ち抜き時の『○○行き決定!』 スーパーもこの大会から登場した。
成田空港では最初に予選方式のアンケートを実施、クイズ希望24人、あみだくじ希望52人、ジャンケン希望は26人（2名が重複して押している）だったが、アンケート結果に関係なく予定通りじゃんけんとなった。
機内ペーパークイズはこの回から「400問」に固定、また体力系のクイズが行われ始め、バラマキクイズやダイビングクイズ（ドボンクイズ）など、その後の番組の代名詞になるようなクイズが初登場し、クイズ形式の基礎が確立された。この他、2度の国内予選終了時の「敗者によるシュプレヒコール」がこの回から行われた。
ルートは第1回よりも更に南側のコースとなり、ロサンゼルスとフロリダ半島に初上陸した。また、機内トップの挑戦者が途中で敗退、途中で女性が全滅、全編を通じて敗者復活戦が行われなかったのは、いずれも今大会が初めてである。なお北米大陸上陸者のうち女性が2名だけなのは、第13回で0人となるまで番組史上最少（第8回以降は最少タイ）であった。
この回からスタジオパートの「電飾ルート」にくどう昭（法廷画家）によるイラストが初めて登場した。
第一次予選の勝者の「バンザイ」場面で『crazy rhythm』のBGMが初使用。この回での使用はこのシーンのみだった。
第5CP・グランドキャニオンの「罰ゲーム」パート開始時のジングルに、レニー・ホワイトの『Big City』が初使用された。この後はしばらく使用されなくなるも、第6回のアラスカ（第3CP）・ロサンゼルス（第4CP）・ダラス（第7CP）で3年振りに使用、そして第7回から本格的に使用される。
関東地区では、この回から土曜昼の単発再放送枠『ビッグサタデー』で本放送直後に再放送を開始した。また翌1980年には第4回開催直前に同枠で本大会のダイジェストを放送、以後大会開催前には前回開催分のダイジェストを放送する様になる。
| CP                                                                                                | 地名 会場                                          | クイズ                                      |
| ------------------------------------------------------------------------------------------------- | -------------------------------------------------- | ------------------------------------------- |
| 第一次予選                                                                                        | 後楽園球場 球場内グラウンド                        | ○×クイズ                                    |
| 人数：1362→100 通過条件：規定人数決定まで勝ち残り 罰ゲーム：―                                     |                                                    |                                             |
| 第二次予選                                                                                        | 成田空港 成田エアポートレストハウス                | ジャンケン                                  |
| 人数：100→50 通過条件：3本先取 罰ゲーム：―                                                        |                                                    |                                             |
| 第1CP                                                                                             | 東京→サイパン 太平洋上空                           | 機内400問ペーパークイズ                     |
| 人数：50→40 通過条件：上位40位まで 罰ゲーム：―                                                    |                                                    |                                             |
| 第2CP                                                                                             | サイパン ガラパン マイクロビーチ                   | お泊まりクイズ                              |
| 人数：40→20 通過条件：規定人数決定まで勝ち残り 罰ゲーム：ビーチで一晩野宿                         |                                                    |                                             |
| 第3CP                                                                                             | ハワイ ワイキキビーチ沖の海上                      | ダイビングクイズ                            |
| 人数：20→10 通過条件：2ポイント獲得。誤答2回で失格 罰ゲーム：船を漕いで帰国                       |                                                    |                                             |
| 第4CP                                                                                             | ロスアンジェルス ブエナパーク ナッツベリーファーム | ゲストインスピレーションクイズ              |
| 人数：10→8 通過条件：4ポイント獲得 罰ゲーム：ローラースケートで二人三脚しながら帰国               |                                                    |                                             |
| 第5CP                                                                                             | グランドキャニオン グランドキャニオン国立公園      | 早押しクイズ                                |
| 人数：8→7 通過条件：3ポイント獲得 罰ゲーム：グランドキャニオンを下って帰国                        |                                                    |                                             |
| 第6CP                                                                                             | ツーソン オールド・ツーソン                        | バラマキクイズ                              |
| 人数：7→6 通過条件：2ポイント獲得 罰ゲーム：ギャングに襲われ小屋に置き去り                        |                                                    |                                             |
| 第7CP                                                                                             | サンアントニオ アラモ砦前                          | 早押しクイズ                                |
| 人数：6→5 通過条件：3ポイント獲得 罰ゲーム：メキシコ激辛料理を食べる+ペダルボートで川を下って帰る |                                                    |                                             |
| 第8CP                                                                                             | ヒューストン オークツリー牧場                      | ゲストインスピレーションクイズ+早押しクイズ |
| 人数：5→4 通過条件：5ポイント獲得 罰ゲーム：トラックにブタ※1と一緒に乗って空港まで帰る            |                                                    |                                             |
| 第9CP                                                                                             | マイアミ マイアミビーチ                            | リ・タイヤクイズ※2                          |
| 人数：4→3 通過条件：4ポイント獲得 罰ゲーム：海を泳いで帰国                                        |                                                    |                                             |
| 第10CP                                                                                            | ワシントン ホワイトハウス南庭・エリプス広場        | 早押し封鎖クイズ                            |
| 人数：3→2 通過条件：5ポイント獲得 罰ゲーム：ゴミ拾い※3                                            |                                                    |                                             |
| 決勝ポイント                                                                                      | ニューヨーク パンナムビル屋上                      | 早押しクイズ                                |
| 人数：2→1 通過条件：10ポイント先取 罰ゲーム：―                                                    |                                                    |                                             |

- ※1：クイズに登場した当時全米一太っていたメスブタ「ブレンダ」（当時337kg）、そしてブレンダの比較用として登場した標準サイズのメスブタ「リンダ」の計2匹と共に、トラックに載せられた。
- ※2：早押しクイズを行う予定になっていたが、女性参加者が全滅した為に変更となった。
- ※3：背中に「ウルトラクイズに負けるとこうなる」と英語で書かれた囚人服を着て、スタッフがまいたゴミを拾う。

決勝戦進出者・機内1位
- クイズ王 ： 宗田利八郎（福島県出身・No.17・29歳・機内5位）
早稲田大学出身、造り酒屋の若旦那。大学時代は落語研究会に所属しており、高座名は当時から無類の競馬好きだったことから「狂亭競馬」[7]。クイズ番組での優勝経験があったものの、眠気と胃痛に悩まされることが多く準々決勝までトップ通過は無かった。ハワイでのドボンクイズでは泳げないマークをつけられた6人のうちの1人で、その際宗田に敗退した機内2位の挑戦者[注 12] から、悪役プロレスラーのアブドーラ・ザ・ブッチャーにちなんだ「ブッチャー」というあだ名で呼ばれたのがきっかけで、他の参加者もそう呼ぶようになり、司会の福留までそう呼ぶようになった。アメリカ本土上陸したメンバーでは年長だったこともあり、福留から「中年」と呼ばれたこともあり、また若手参加者と飲み明かしていたため寝不足になり、グランドキャニオンのクイズ中に居眠りし通過が遅れるという失態も演じている[8]。2年後の第5回[注 13] でも国内予選を突破、この時はサイパンで初登場した空席待ちクイズを残り2席の状態で出番が回り一発解答(19番目)で勝ち抜けるが、続くハワイでクイズ前日にディスコで豪遊していた他の挑戦者たちと共に敗れた。
優勝賞品の競走馬は、優勝後のスタジオパート時点では、1位3回2位1回という好成績を収め、宗田は賞金の取り分として、ウルトラクイズ審査委員長の佐藤孝吉プロデューサーから$550を受け取ったものの契約事項がとても難しかった上にオーナーになるのに色々な制約もあったなどのことから、後に売却したという。本人は競馬好きなことから「ぴったりの賞品だと思っていたのに」と話している[7][9]。2019年1月24日、心不全のため死去。69歳[10]。
- 準優勝 ： 田上 滋（京都府出身・No.69・18歳・機内5位（宗田と同点））
浪人生。宗田とは対照的に、本番組がクイズ番組初挑戦であった。体力系に強く、バラマキクイズとリ・タイヤクイズでトップ通過している。歴代全ての決勝進出者の中で、唯一の決勝進出時の年齢が10代の挑戦者。
- 決勝戦の結果 ： （宗田…赤）+10 VS +7（田上…青）
- 機内1位 ： 岩崎悠一（サイパンにて敗退）
400問中329点。機内トップの挑戦者で、初の敗者（及び本土上陸前に敗退）となった。

その他の参加者
- 小林妙子（静岡県出身・No.48・19歳・ツーソンで敗退）
お茶屋の箱入り娘。海外旅行初参加。ハワイでのドボンクイズでは泳げないマークをつけられた6人のうちの1人で、福留からは「妙子」と呼ばれていた。スタジオのコンピューター予想では「理科は非常に良くできているが芸術はまるっきり駄目、一般常識にも欠ける」と分析されロスアンジェルス以降必ず敗者に選ばれていたが、そのロスアンジェルスでは、スタジオの石川牧子曰く「女の勘」で2位タイで通過。しかし行くのが目標だったグランドキャニオンではラスト通過し涙を流し、続くツーソンでは放送されただけでも4回もハズレを引き、引き当てた問題「『走る』の五段活用」も答えられず敗退。4度目のハズレを引いた際と、敗退が決まった際には地面に仰向けに倒れた。
- 宮村千春（静岡県出身・No.24・21歳・ヒューストンで敗退）
早稲田大学の学生。女性参加者最後の生き残り。ハワイでは泳げないマークをつけられ「泳いでも前に進まない」と発言。ロスアンジェルスではラストタイで勝ち抜け、グランドキャニオンでは宗田より先に通過、ヒューストンでは最初の3択問題で正解し先行、最後は+4ポイントで並んでいたものの敗退。直後に駆け寄った宗田に抱き寄せられ頭を撫でられ慰められていた。罰ゲームで豚とトラックに載せられた際は、通過した他の挑戦者全員が手を振り見送った。決勝戦放送後のスタジオパートに宗田には知らせずサプライズゲスト出演、競走馬に自分の名前がつけられたことについては当初「複雑」と言っていたが、好成績を収めたことを聞くと「名前が良かったんですよ」と態度を変えていた。スタジオでは宗田の横に立たされ、高島から「お祝いムード」石川から「近い将来『宗田千春さん』なんてことも」と冷やかされた。

優勝賞品
- 競走馬一頭（第8CPヒューストンにて発表された。ダラスにて贈呈。数え年で8歳、人間でいうと45歳程度の老馬だった。ヒューストンまで進出した女性挑戦者の名前「千春」から「サウザンド・プランタン」（英語の「サウザンド」とフランス語の「プランタン」を組み合わせた造語）と命名）

テレビ放送（全3週）
- 第1週…1979年（昭和54年）11月8日 [注 14]『脱出激闘編』 [11]：ハワイまで
- 第2週…1979年11月15日 『熱砂猛闘編』 [12]：ヒューストン・第1問の3択表記まで（正解は第3週で公開。第3週はヒューストンの最初から改めて放送された）
- 第3週…1979年11月22日 『栄光死闘編』 [13]

## 第4回（1980年〈昭和55年〉）
視聴率は歴代2位を記録。成田での敗者復活戦が今大会から始まり、ジャンケンに負けた人にも国外脱出のチャンスが与えられるようになった。また、どろんこクイズが初登場、更に通せんぼクイズの前身・通過クイズが登場し、各クイズ形式にも一ひねりを入れ始めた。ルートでも横断の要素に加え縦断の要素が強い回となる。
準決勝では全大会で唯一、プエルトリコ自治連邦区に上陸した。そのプエルトリコに駒を進めたのは4名とも女性で、グァムから勝ち抜いて以降、誰一人脱落しなかった（うち1名は、歴代唯一の夫婦そろってアメリカ本土上陸を果たした夫婦の妻だった）。歴代で唯一、男性が途中で全滅する とともに、女性がクイズ王となった大会であり、決勝戦は初めてクイズ番組未経験者同士の対決となった。
この回から第1問は自由の女神関連問題で定着するようになった。また、この回から第一次国内予選冒頭で「優勝旗返還」のセレモニーが行われる様になり（第5回と“今世紀最後”は除く）、冒頭、前回のクイズ王・宗田利八郎が優勝賞品・競走馬に乗って登場し、佐藤孝吉審査委員長（総合演出）に優勝旗を返還し「選手宣誓」を行うと、故郷である「福島県」解答者列に移動した。だが宗田は第1問目でいきなり失格（過去のクイズ王が第1問で失格は初）、更に宗田を頼って不正解側に移動した福島県挑戦者が第1問目で全滅してしまった。一方、第2回クイズ王・北川宣浩は第一次予選を突破し、その後も順調に勝ち進んだが、どろんこクイズに初めて挑戦するもいきなり失格となった。
| CP | 地名 会場                                             | クイズ                               |
| --- | ----------------------------------------------------- | ------------------------------------ |
| 第一次予選 | 後楽園球場 球場内グラウンド                           | ○×クイズ                             |
| 人数：2707→100 通過条件：規定人数決定まで勝ち残り 罰ゲーム：―                                                    |                                                       |                                      |
| 第二次予選 | 成田空港 成田エアポートレストハウス                   | ジャンケン                           |
| 人数：100→50 通過条件：3本先取 罰ゲーム：―                                                                       |                                                       |                                      |
| 第二次予選 敗者復活戦                                                                                            | 成田空港 空港へ移動中のバス車中                       | ビンゴマシーン                       |
| 人数：50→1 通過条件：ビンゴ当選者 罰ゲーム：―                                                                    |                                                       |                                      |
| 第1CP | 東京→グァム コンチネンタル航空674便機内               | 機内400問ペーパークイズ              |
| 人数：51→50→40 ※1 通過条件：上位40位まで 罰ゲーム：―                                                             |                                                       |                                      |
| 第2CP | グァム コンチネンタルホテル・ビーチ                   | ○×どろんこクイズ                     |
| 人数：40→20 通過条件：1問正解 罰ゲーム：どろんこプールに入る                                                     |                                                       |                                      |
| 第3CP | ハワイ ウインドジャマー号船上                         | 新ダイビングクイズ                   |
| 人数：20→10 通過条件：2ポイント先取。お手付き2回で失格 罰ゲーム：ボートで帰国                                    |                                                       |                                      |
| 第4CP | サンフランシスコ フィッシャーマンズワーフ ピア39      | ゲストクイズ                         |
| 人数：10→8 通過条件：各組最下位以外 ※2 罰ゲーム：―                                                               |                                                       |                                      |
| 第4CP 敗者決定戦                                                                                                 | サンフランシスコ アルカトラズ島行きの船の上           | 船上クイズ                           |
| 人数：2→1 通過条件：サドンデス 罰ゲーム：アルカトラス島内の牢獄収監                                              |                                                       |                                      |
| 第5CP | ソルトレイクシティー グレートソルトレイク砂漠         | 新バラマキクイズ                     |
| 人数：9→8 通過条件：2ポイント獲得 罰ゲーム：アクロバット飛行体験                                                 |                                                       |                                      |
| 第6CP | イエローストーン オールド・フェイスフル・ガイザー前   | 輝け! 熱湯早押しクイズ               |
| 人数：8→7 通過条件：3ポイント獲得 罰ゲーム：熊と一緒に自転車で帰国                                               |                                                       |                                      |
| 第7CP | コロラドスプリングス ブラッドムーア・アイススケート場 | 裸足の駆けっ氷クイズ※3               |
| 人数：7→6 通過条件：3ポイント獲得 罰ゲーム：トラックの冷凍庫の中に入りながら帰国                                 |                                                       |                                      |
| 第8CP | アルバカーキ ラグーナ族居住地                         | インディアン嘘つかない! 早駆けクイズ |
| 人数：6→5 通過条件：2ポイント獲得 罰ゲーム：インディアンの呪い※4                                                 |                                                       |                                      |
| 第9CP | ニューオリンズ ルイジアナ・スーパードーム             | 水風船タッチダウンクイズ             |
| 人数：5→4 通過条件：3ポイント獲得 罰ゲーム：自動車に大勢のアメフト選手・チアガールに押し込められながら空港へ直行 |                                                       |                                      |
| 第10CP | プエルトリコ サンフアン デル・モロ要塞                | 早押し通過クイズ                     |
| 人数：4→2 通過条件：3ポイント獲得後、通過クイズに正解 罰ゲーム：妊婦・赤ちゃんのコスプレで帰国                   |                                                       |                                      |
| 決勝ポイント | ニューヨーク パンナムビル屋上                         | 早押しクイズ                         |
| 人数：2→1 通過条件：10ポイント先取 罰ゲーム：―                                                                   |                                                       |                                      |

- ※1：途中サイパン国際空港に立ち寄り、機内成績最下位者1名がサイパンで降ろされた。
- ※2：挑戦者を年齢順に5名ずつ「年長組」「年少組」の2組に分け、問題数限定クイズを両組に出題し各組の最下位が敗者決定戦に回る。
- ※3：お手つき誤答の場合、マイナスポイントにはならず、スケートリンクの上を裸足で早押し機の30m後方にあるロボットまで往復。通過者へのレイのプレゼンターは、渡部絵美の姉、渡部麻里。
- ※4：男性敗者に対し、「これから1年以内に女になって、一人の子供を産む。だがその子供は人間ではない」という呪いを受ける。これは当然ジョークであり、約2年後に開催の「史上最大の敗者復活戦」では関西予選にて男性敗者が参加する姿が放送された。

決勝戦進出者・機内1位
- クイズ王 ： 上田由美（千葉県市川市出身・No.24・21歳→22歳[注 18]）
1958（昭和33）年9月20日生まれのため、旅の途中に22歳の誕生日を迎えた。父親が経営する不動産会社勤務、いわゆる「お茶くみ」であった。高校時代にフェンシングでインターハイ優勝の経歴を持つ。本番組唯一の女性優勝者で、他のクイズ番組出場経験はない。成田のジャンケンで対戦相手・横田昇からもらった「必勝」のハチマキを締めて以降のクイズに臨んだことから「ハチマキ娘」と呼ばれた。当初、コンピュータ予想の評価は高くなかったものの、イエローストーン以降は全てトップ通過で決勝まで進出した。アルバカーキではクイズに使った馬が怖くて泣き、プエルトリコではトップ通過して涙を流した。イエローストーンでバイクに関する質問に正解した際、福留から「彼がバイクに乗るのかな?」と聞かれて「はい」と即答、トップ通過した際福留に「彼のおかげなのかな、その必勝（ハチマキ）のおかげなのかね、どっちなんだろう?」と聞かれた際も「両方です」とコメント、優勝決定後、クイズ会場のパンナムビル屋上から日本の恋人に「勝ったの、私!! すごいでしょ!!」と絶叫、その恋人と1986年（昭和61年）に結婚して姓が「山口」となる。後に日本航空の国際線フライトアテンダント（アシスタントパーサー）になり、その職業柄日本にいないことが多く、優勝以降は本番組へ参加できない時期があったが[14]（『史上最大の敗者復活戦』では、クイズ王連合軍として参加した）、第14回から再び参加するようになった[注 19]。“今世紀最後”にも出場したものの本戦映像では映らなかったが、事前番組『今世紀最後!!史上最大!アメリカ横断ウルトラクイズ ㊙密着ドキュメント』では娘（当時4歳）を連れてインタビューに答えている場面が放送、『史上最大の敗者復活戦』以来16年弱振りの『ウルトラクイズ』映像となった（番組ではハチマキをもらった場面[注 20] と優勝決定の瞬間も放送）。
番組史上唯一、正式な女性のクイズ王である。
放送してから36年後の2016年11月11日に日本テレビで放送された『衝撃のアノ人に会ってみた!』に出演、当時を振り返った。
現在は「ヤマグチユミ」名義で断捨離トレーナーとして『ウチ、"断捨離"しました!』（BS朝日）に不定期に出演している。2020年5月25日放送分では『ウルトラクイズ』の番組名は伏せられていたが第4回に優勝したことや、『今世紀最後』でインタビューを受けていた娘（現在はバイオリニストとして活躍）も出演した。
- 準優勝 ： 松澤典子（東京都中野区出身・No.51・20歳）
1960（昭和35）年生まれ。クイズ番組初挑戦。初の親子での予選通過を果たすが、母親は機内ペーパークイズで脱落[注 21]。高所恐怖症。田原俊彦の大ファンで、ハワイでのクイズ前に福留から田原に何か一言と促され「お嫁さんにもらってください」と発言。旅の間、毎日巣鴨とげぬき地蔵のお守り（紙）を食べて願掛けをしていた。長旅の疲労で体調を崩し、丸2日間食事が喉を通らず水しか飲めない状況ながらもニューヨーク行きを決める。
- 決勝戦の結果 ： （上田…赤）+10 VS +4（松澤…青） 放送上では不正解が出ず、出題された問題は両者全問正解していた。ちなみに優勝決定の問題は「将棋でお互いに同じ手を三度繰り返すことを何と言う?」であり、答えは「千日手」であった。
- 機内1位 ： 北川宣浩（東京都出身・26歳・グァムにて敗退）
400問中360点。広告代理店勤務。第2回に続いて、2度目の機内1位。詳細は前述の第2回大会の項目を参照。

優勝賞品
- 1人乗り小型飛行機 （第8CPアルバカーキにて発表。最新型の飛行機と紹介された。上田は機名を「スピリットオブイチカワ」と命名。モハーベ空港にて贈呈。部品の状態で渡され、自分で組み立てなければならなかった）

テレビ放送（全3週）
- 第1週…1980年（昭和55年）10月30日 『○×突撃編』[15]：ハワイ・新ダイビングクイズ1組挑戦まで
- 第2週…1980年11月6日 『爆笑号泣編』[16]：コロラドスプリングスまで
- 第3週…1980年11月13日 『栄冠争奪編』[17]

## 第5回（1981年〈昭和56年〉）
第1問が球場前で発表されるようになった。ルートはアメリカ本土上陸直後の前半にメキシコを経由（アメリカ以外の国に上陸した初めての回である）。大会5周年を記念して近畿日本ツーリストがメキシコ国内3つのCP（チェックポイント）を進呈したため前期ウルトラクイズの中では最もCPの多い大会となった。以後、第6回と第16回を除き、第7回以降はアメリカ以外の国へ上陸することが定着した。
勝ち抜き時の『○○行き決定!』のゴシック体のスーパーが初登場。空席待ちクイズ、奇襲クイズ、通せんぼクイズが初登場。
一方、罰ゲームはますます厳しくなり、「72歳の老婦人と強制的に結婚」（ラスベガス）、「闘牛」（メキシコシティー）、「イグアナのフルコース料理を食べる」（テオティワカン）、「スカイダイビング」（フェニックス）、「ゴムボートで川下り」（ノックスビル）などが登場、その厳しさに批判的な意見が新聞（読売新聞など）の投書欄に出るようになった。
この年から後楽園球場のスクリーンビジョンが「オーロラビジョン」に変更、そのため、一次予選の正解発表のフレーズ「オーロラビジョンに聞いてみよう!!」が定番となった。また放送最後の口上「勝てば天国、負ければ地獄…『史上最大!第○回アメリカ横断ウルトラクイズ』でお会いいたしましょう!!」がこの回から始まった。
前回のクイズ王・上田由美は本大会不参加のため、「優勝旗返還」は行われなかった。優勝旗が誕生し、「優勝旗返還」セレモニーが始まって以降、「優勝旗返還」が行われなかったのは、本大会と“今世紀最後”だけである。
前回グアムまで勝ち進んだ第2代クイズ王・北川は第1問目を正解するも途中で失格、一方の第3代クイズ王・宗田は第一次予選突破、宗田はその後も勝ち進んだがハワイで失格、アメリカ本土上陸はならなかった。
準決勝地ノックスビルで行われた「通せんぼクイズ」は前期ウルトラクイズで最も激しい戦いが繰り広げられ、第10回・決勝戦や第13回・準決勝の激戦が行われるまでは大会最大の名勝負と位置付けられていた。
この回より放送が4週に拡大されるが、後述の通り第3週と第4週の間に『第12回日本歌謡大賞』（この年の『日本歌謡大賞』は日本テレビが制作放送権を持っていた）ノミネート中継が編成されたため、1週間が空いての放送となった。放送継続中に別の特番で中断したのはこの回が唯一である。
| CP | 地名 会場                                                    | クイズ                                 |
| --- | ------------------------------------------------------------ | -------------------------------------- |
| 第一次予選                                                                                                | 後楽園球場                                                   | ○×クイズ                               |
| 人数：6473→100 通過条件：規定人数決定まで勝ち残り 罰ゲーム：―                                             |                                                              |                                        |
| 第二次予選                                                                                                | 成田空港 成田エアポートレストハウス                          | ジャンケン                             |
| 人数：100→50 通過条件：3本先取 罰ゲーム：―                                                                |                                                              |                                        |
| 第二次予選 敗者復活戦                                                                                     | 成田空港 成田空港・北ウイング前                              | 仁義なき○×クイズ                       |
| 人数：50→5 通過条件：サドンデス 罰ゲーム：―                                                               |                                                              |                                        |
| 第1CP | 東京→サイパン 太平洋上空                                     | 機内400問ペーパークイズ                |
| 人数：55→45 通過条件：上位45位まで 罰ゲーム：―                                                            |                                                              |                                        |
| 第2CP | サイパン ガラパン マイクロビーチ                             | 早起き空席待ちクイズ※1                 |
| 人数：45→20 通過条件：1ポイント獲得 罰ゲーム：―                                                           |                                                              |                                        |
| 第2CP 敗者復活戦                                                                                          | サイパン ガラパン マイクロビーチ                             | ○×どろんこクイズ                       |
| 人数：25→10 通過条件：1問正解 罰ゲーム：どろんこプールに入る                                              |                                                              |                                        |
| 第3CP | ハワイ マカハ・ビーチ                                        | クレーン宙づりドボンクイズ             |
| 人数：30→14 通過条件：1問正解。不正解は即失格 罰ゲーム：カヌーで帰国                                      |                                                              |                                        |
| 第4CP | ロスアンジェルス（ホノルル空港） ホノルル国際空港入口 ※2     | 眠気ざましの奇襲クイズ                 |
| 人数：14→13 通過条件：最下位以外 罰ゲーム：荷物との生き別れ（敗者の荷物だけが先に、東京へ送られていた）※3 |                                                              |                                        |
| 第5CP | ラスベガス カジノ通りフレモント・ストリート                  | ゲストインスピレーションクイズ         |
| 人数：13→12 通過条件：4ポイント獲得 罰ゲーム：72歳の老婦人との強制結婚※4                                  |                                                              |                                        |
| 第6CP | アカプルコ アカプルコ・デ・ファレス                          | ドラフトクイズ                         |
| 人数：12→11 通過条件：3ポイント先取 罰ゲーム：パラセーリングで帰国                                        |                                                              |                                        |
| 第7CP | メキシコシティー プラサメヒコ闘牛場                          | メキシコの子供たち95人に聞きますクイズ |
| 人数：11→10 通過条件：4ポイント獲得 罰ゲーム：闘牛士体験                                                  |                                                              |                                        |
| 第8CP | テオティワカン 太陽のピラミッド前方100m地点                  | 早押し 急がば祈れクイズ                |
| 人数：10→9 通過条件：3ポイント獲得 罰ゲーム：イグアナの料理体験                                           |                                                              |                                        |
| 第9CP | フェニックス サグアロ                                        | 落下傘バラマキクイズ                   |
| 人数：9→8 通過条件：2ポイント獲得 罰ゲーム：スカイダイビング                                              |                                                              |                                        |
| 第10CP | エルパソ ホワイトサンズ (ニューメキシコ州)                   | 早押しクイズ                           |
| 人数：8→6 通過条件：3ポイント獲得 罰ゲーム：―                                                             |                                                              |                                        |
| 第10CP 敗者復活戦                                                                                         | エルパソ ホテル内                                            | 先に眠った方の勝ち                     |
| 人数：2→1 通過条件：先に眠る 罰ゲーム：脳波計を付けながら砂漠を歩いて帰国                                 |                                                              |                                        |
| 第11CP | ヒューストン ジョンソン宇宙センター サターンIB型ロケット前   | 早押しクイズ                           |
| 人数：7→6 通過条件：3ポイント獲得 罰ゲーム：宇宙服姿で犬・猿を連れて帰国※5                                |                                                              |                                        |
| 第12CP | メンフィス 市街観光 ※6                                       | ダウンタウンツアークイズ               |
| 人数：6→4 通過条件：5ポイント獲得 罰ゲーム：プレスリーのコスプレによるパフォーマンス                      |                                                              |                                        |
| 第13CP | ノックスビル グレート・スモーキー山脈国立公園 ケーズ・コーブ | 通せんぼクイズ                         |
| 人数：4→2 通過条件：3ポイント獲得後、通過クイズに正解 罰ゲーム：ゴムボートで川を下って帰国                |                                                              |                                        |
| 決勝ポイント                                                                                              | ニューヨーク パンナムビル屋上                                | 早押しクイズ                           |
| 人数：2→1 通過条件：10ポイント先取 罰ゲーム：―                                                            |                                                              |                                        |

- ※1 : 前日に全参加者に「翌朝8時ハファダイホテル・ビーチでクイズ開始」とのみ説明され、当日4時には早押し機が設置された。最初に到着し着席した参加者に解答権があり、それ以降に到着した参加者は好きな早押し機の列に並ぶ。早押しは1問正解で通過だが、お手つき誤答の場合は待機列最後尾に並ぶ。そのため解答権が回らないまま終わった参加者も複数いた。
- ※2：ロスアンジェルス空港で結果発表。
- ※3：クイズ形式発表時に、福留から「敗者はロスアンジェルス空港での6時間の拘束を含め、（ホノルル出発から計時して）22時間半かけて帰国してもらう」ということが挑戦者に伝えられ、この帰国過程も罰ゲームに含まれていた。
- ※4：ラスベガスでは結婚や離婚の手続きが短時間で出来ることから実施された罰ゲーム。放送時には明かされなかったが、この老婦人は俳優であり、実際は強制結婚という体裁のドッキリであった[19]。なお、当CPで女性挑戦者が敗退した場合、どのような内容になっていたかは不明。
- ※5：敗者には知らされてないが、ヒューストンが所在するテキサス州の法律では「猿を連れて歩くと有罪になる」とされている。
- ※6：ミッド・アメリカン・モール→ミシシッピ川ショーボート乗り場→ミシシッピ川の橋の上（バス車内）→ライブハウス「ブルース・アレイ」→洋服店「ランスキー」→プレスリー・プラザと廻り、それぞれの場所で出題した。

決勝戦進出者・機内1位
- クイズ王 ： 真木法男（茨城県出身・東京都在住・No.6・24歳）
中央大学の学生。番組初の現役大学生クイズ王。クイズ番組の優勝経験が複数回ある実力者であったが、サイパンでは解答権を得ながらも誤答し敗者復活したのを皮切りにテオティワカンとフェニックスで苦戦しラスト通過、腹痛にも悩まされた末、全大会で唯一となる決勝以外で一度もトップ通過が無かった優勝者となった。細身の体形と眼鏡をかけていたことから「メガネカマキリ」と通称された。優勝した後は「石油王」の称号がついた。続く第6回では優勝旗返還後、「またニューヨークへ行ってみたい」と意気込むも、福留に「夢でしょ!」と突っ込まれ、事実以後は第一次予選を突破出来なかった。
- 準優勝 ： 杉山 眞（東京都出身・No.73・32歳）
武蔵工業大学（現・東京都市大学）出身、電気会社勤務。真木と同様に、クイズ番組の優勝経験が複数回ある実力者だった。実力派が多かった当大会にあって常時3〜4位前後通過が多く、安定感では真木を上回っていた。義兄弟で国内予選を通過し（杉山は義弟）、義兄[注 23] はハワイまで進出した。真木とは『クイズグランプリ』の優勝賞品でヨーロッパ旅行を共にした間柄。
- 決勝戦の結果 ： （真木…赤）+10 VS +2（杉山…青）
- 機内1位 ： 道蔦岳史（神奈川県出身・No.69・19歳・メンフィスにて敗退）
400問中334点。東京学芸大学の学生。「学生クイズ王」として名を馳せており、ハワイでは第3回優勝者の宗田に出題されていた。その後、多くのチェックポイントでトップ通過を繰り返し優勝候補と呼ばれていたが、ラスベガスの3択クイズではラスト通過であり、同じ3択クイズのメンフィスで、道蔦が全く興味も知識もなかった同地出身のエルヴィス・プレスリーに関する問題を多く集めたクイズでライバル（機内2位の慶應義塾大学の学生）共々敗退した。

その他の参加者
優勝賞品
- テキサスの油田採掘権 （第10CPエルパソにて発表された。イーグルパスで贈呈。しかし掘り当てても獲得配当の割合が微少のため、相当の大鉱脈が当たることを期待するしかない）

テレビ放送（全4週）
- 第1週…1981年（昭和56年）10月8日 『海外大脱出編』[21]：サイパン・敗者復活戦の前振りまで
- 第2週…1981年10月15日 『本土上陸大激戦』 [22]：アカプルコまで
- 第3週…1981年10月22日 『国境突破進撃編』 [23]：エルパソまで
- 第4週…1981年11月5日 『栄冠争奪大逆転編』 [24]（10月29日は『決定!!第12回日本歌謡大賞入賞者生中継』放送のため1週空いての放送となった）

## 第6回（1982年〈昭和57年〉）
番組の総合演出が佐藤孝吉から、制作協力のテレビマンユニオン取締役副社長・白井博に交代した事で、審査委員長も佐藤から白井に交代する（ - 第10回）。
オープニングの出演者クレジット順は、前回までは「高島→石川→徳光→福留」 だったが、今回から福留がトップに変更された。
福留の冒頭のキャッチフレーズ「ニューヨークへ行きたいかーっ!!」が初めて使用された回。後楽園球場の第一次予選で番組のテーマソング『ウルトラ音頭』（『東京音頭』の替え歌）が披露、『ウルトラ音頭』は準決勝地ワシントンの罰ゲームでも使用されたが、結局この回だけの使用だった。なお『東京音頭』のインストルメンタルは第一次予選のアイキャッチBGMにも使用された。
成田第二次予選ではクイズ（ただしジャンケンで3勝した挑戦者が解答権優先）が行われた。ルートはアメリカのみだったが、常夏のサイパンから極寒のアラスカへと駒を進めるといった工夫がなされた（最後のサイパンであり、初めてハワイに上陸しなかった回でもある）。双子神経衰弱クイズが初登場。準決勝参加者が5名だった唯一の大会である。
今大会から早押しクイズの効果音（解答権取得・正解・不正解）がアナログ音から電子音に変更された（この回の正解音は1音1音が現在のより約2倍くらい長い。また、この電子音は現在でも、姉妹番組の『全国高等学校クイズ選手権』や同局のみならず他局のバラエティ番組などで広く使用されている。）。勝ち抜き時の万歳三唱もこの大会から定着する。また第一次予選第1問正解発表後、放送では福留（福澤）の解説にBGM（主にアメリカ国歌『星条旗』）と解説場面を放送するのが、この回から始まった。この他、罰ゲームのパートでは手書き風による「罰ゲーム」テロップ が表示された。
司会の福留が旅の途中で食中毒になったこと や、制作費の一部を持ったAD が強盗に襲われ、またそのADが優勝賞品の旅行のロケに同行中に体調を崩し、帰国後赤痢に感染していたことが判明、本人と優勝者らが保健所に行く事態になるなど事件が多発したことから、福留自身「呪われた回」と述べている。
毎回最終週のエンディングでは優勝者を讃えたりやその大会を振り返る旨のナレーションが流れていたが、この回の最終週では一切それがなく、BGMも通常の「スタートレックのテーマ」だった。
優勝旗返還が2年ぶりに登場。前大会クイズ王・真木法男と共に北川宣浩と宗田利八郎も入場、以後「歴代クイズ王の入場パレード」は恒例となる。しかし第一次予選では宗田が2年振りに第1問で失格、北川と真木は第1問と第2問は正解するも、第3問目で北川が失格、続く第4問目で真木も失格し、初めてクイズ王全員が第一次予選で失格した。以後第12回まで歴代クイズ王は第一次予選を突破出来ない事になる。
| CP | 地名 会場                                                      | クイズ                              |
| --- | -------------------------------------------------------------- | ----------------------------------- |
| 第一次予選 | 後楽園球場                                                     | ○×クイズ                            |
| 人数：7332→100 通過条件：規定人数決定まで勝ち残り 罰ゲーム：―                                                                     |                                                                |                                     |
| 第二次予選 | 成田空港 成田エアポートレストハウス                            | ジャンケン+1対1対決クイズ           |
| 人数：100→49 通過条件：1問正解 ※1 罰ゲーム：―                                                                                     |                                                                |                                     |
| 第二次予選 敗者復活戦 | 成田空港 成田エアポートレストハウス                            | 早押しクイズ                        |
| 人数：51→1 通過条件：1問正解。不正解は即失格 罰ゲーム：―                                                                          |                                                                |                                     |
| 第1CP | 東京→サイパン コンチネンタル航空562便機内                      | 機内400問ペーパークイズ             |
| 人数：50→40 通過条件：上位40位まで 罰ゲーム：―                                                                                    |                                                                |                                     |
| 第2CP | サイパン ガラパン マイクロビーチ                               | 早起き読書犯人当て+空席待ちクイズ※2 |
| 人数：40→20 通過条件：1ポイント獲得 罰ゲーム：空港までトラックの荷台で帰る                                                        |                                                                |                                     |
| 第2CP 敗者復活戦 | 成田空港 成田空港（現・同第1ターミナル）北ウイング到着ロビー外 | ○×クイズ                            |
| 人数：20→4 通過条件：サドンデス 罰ゲーム：―                                                                                       |                                                                |                                     |
| 第3CP | アラスカ アンカレッジ ポーテージ氷河                           | 1対1早押しクイズ                    |
| 人数：24→12 通過条件：2ポイント先取 罰ゲーム：砂金採り（採った砂金は勝者のものになる）+ムカデ競走の要領で一列に並んで空港へ向かう |                                                                |                                     |
| 第4CP | ロサンジェルス サンタクララ マジック・マウンテン               | リレークイズ                        |
| 人数：12→11 通過条件：1ポイント獲得 罰ゲーム：フリーフォール試乗                                                                  |                                                                |                                     |
| 第5CP | バーストー キャリコ・ゴーストタウン                            | ゴーストうらめし早押しクイズ        |
| 人数：11→10 通過条件：2ポイント獲得 罰ゲーム：砂漠を歩いて帰国                                                                    |                                                                |                                     |
| 第6CP | モニュメントバレー ナバホランド                                | 荒野の決闘 バラマキクイズ!          |
| 人数：10→8 通過条件：2ポイント獲得 罰ゲーム：メサの頂上でキャンプ                                                                 |                                                                |                                     |
| 第7CP | ダラス ハイウェイ移動（モービルハウス車内）                    | テキサス宅急便早押しクイズ          |
| 人数：8→7 通過条件：3ポイント獲得 罰ゲーム：空港までヒッチハイクで帰る※3                                                          |                                                                |                                     |
| 第8CP | ニューオリンズ ヴァシュリー オークアレイ大農園                 | 早押し双子神経衰弱クイズ            |
| 人数：7→6 通過条件：クイズ正解後、双子2組を当てる※4 罰ゲーム：屋敷で洗濯の手伝い                                                  |                                                                |                                     |
| 第9CP | ルイビル レキシントン ケンタッキー・ホース・パーク             | ケンタッキーダービークイズ※5        |
| 人数：6→4 通過条件：4コーナー合計10ポイント獲得 罰ゲーム：―                                                                       |                                                                |                                     |
| 第9CP 敗者復活戦 | ルイビル レキシントン ケンタッキー・ホース・パーク             | ニワトリ追っかけバラマキクイズ      |
| 人数：2→1 通過条件：1問正解 罰ゲーム：ニワトリ全羽回収                                                                            |                                                                |                                     |
| 第10CP | ワシントンDC バージニア州クアンティコ FBIナショナルアカデミー  | 通せんぼクイズ                      |
| 人数：5→2 通過条件：3ポイント獲得後、通過クイズに正解 罰ゲーム：「ウルトラ音頭」を踊る                                            |                                                                |                                     |
| 決勝ポイント | ニューヨーク パンナムビル屋上                                  | 早押しクイズ                        |
| 人数：2→1 通過条件：10ポイント先取 罰ゲーム：―                                                                                    |                                                                |                                     |

- ※1：ジャンケンで3本先取した方がクイズの先攻解答権を獲得。不正解の場合ジャンケン敗者に解答権移動。敗者が正解すればジャンケンの勝数に関わらず敗者側が通過。不正解の場合は両者敗者復活戦に回る。
- ※2：午前4時30分から、推理小説「ウルトラクイズ殺人事件」が配布され、犯人がわかった順から推理小説の解答者列に並び、犯人を当てた順に、最初の5名は5つある早押しクイズ解答者席の好きな所に着席、それ以降は推理小説の犯人を当てた順に、解答者席5つのいずれかの待機列に並ぶ。推理小説の犯人を当てられなかった場合は、小説最後部にある袋綴じを開くことが許され、犯人がわかり次第再度推理小説解答者列の最後尾に並び解答、再度間違えた場合は正解するまで繰り返す。早押しは1問正解で通過だが、お手つき誤答の場合は待機列最後尾に並ぶ。
- ※3：ヒッチハイクで乗った車にいたのが実は銀行強盗のカップルで、途中乗っていた車が警察の検問で摘発され、カップルは別の車で逃亡、挑戦者が警官に逮捕され後ろ手に手錠をかけられるというドッキリ。なお銀行強盗役は俳優だが、警官役はダラス警察の現役警官による演技だった。
- ※4：クイズに正解すると双子神経衰弱の解答権が与えられ、1組目を当てた場合そのまま2組目を選ぶことが出来た。なお全15組中1組のみ3つ子のため、3つ子の1人を選んだ場合3人とも当てられなければ不正解。
- ※5：4つのクイズ形式で行われる。行われるのは、第1コーナー=クイズショックタイム!（各挑戦者5問ずつ連答）→第2コーナー=馬上◯×クイズ→第3コーナー=ケンタッキーの人100人に聞きますクイズ（3択）→第4コーナー=追いこみ!!早押しクイズ!

決勝戦進出者・機内1位
- クイズ王 ： 高橋直樹（静岡県静岡市出身・No.59・29歳・機内3位）
1953年（昭和28年）8月3日生まれ。父親が経営する税理士事務所勤務。決勝時点で2児の父。体重が100キロという巨漢であることから、愛称は「トドさん」。強気な姿勢にもかかわらず準決勝までトップ通過はなく、サイパンの「ウルトラクイズ殺人事件」では推理小説好きを活かし犯人を真っ先に当てたものの、続く空席待ちクイズでは誤答のため一旦最後尾に回った結果残り2席の状態で(19番目)通過、ロサンジェルスでも11人中7番目の通過、バーストーでも開始早々の誤答で解答権のないゴーストに暫く回り10人中7番目、ニューオリンズの双子神経衰弱では「神経衰弱苦手」なためラストで通過するなど苦戦が多かった。結婚式をまだ挙げていなかったため、スタジオで披露宴（ケーキカット）を挙げ、その際に、決勝で対戦した高木がブーケとコサージュを持参、更に準決勝で敗れた3人も花束を持参し祝福、揃って記念撮影が行われた。3年前の第3回でも後楽園予選を通過していたが、成田で敗退している。この後第8回の後楽園予選ではあと1問残して失格となった[注 35]（歴代クイズ王が勝ち抜き者決定後に失格となったのは初）。優勝賞品の世界一周から帰った時点で4歳だった娘とウルトラクイズに参加するという夢が、“今世紀最後”で実現した（“今世紀最後”にて後述。なお、娘が生まれたのと相前後してアメリカ横断ウルトラクイズが開始された）。しかし、高橋は2011年秋に末期の癌が発覚し、それを自身のブログで公表。発覚直後より2012年夏頃まで入退院を繰り返していた[注 36] が、翌2013年に死去し歴代クイズ王の中で最初の物故者となってしまった。死去は高橋が当時開設していたホームページ（現在閉鎖）内で親族が公表していた。
- 準優勝 ： 高木 剛（茨城県土浦市出身・No.70・21歳・機内2位）
青山学院大学の学生。都内の大学に通いながらも茨城弁が抜けないこともあり、愛称は「田舎っぺ」ということから「カッペくん」、準決勝以降は「パンプキン」。サイパンの空席待ちクイズでは残り6席の状態で出番が回り一発解答で(15番目)通過。コンピュータ予想では常時トップにいて、ロサンジェルスで11人中9番目、ニューオリンズで6人中4番目だったことを除けば、ダラス、ルイビルでのトップ通過をはじめほとんどのチェックポイントを上位で通過していた。しかし決勝戦では自滅し、福留にも冷たく詰られた結果、ほぼ逆転不可能な状態まで点差が開いた。翌年の第7回でも後楽園予選を通過するが、成田で敗退。
- 決勝戦の結果 ： （高橋…赤）+10 VS -1（高木…青）
- 機内1位 ： 石倉由美子（東京都出身・No.90・25歳・モニュメントバレーにて敗退）
400問中354点。大田区役所勤務。女性で初の機内トップ。サイパンの空席待ちクイズでは高橋と同じ列に並んで出番が回り一発解答で通過。ロサンジェルスでは高橋と高木と同様に苦戦し11人中10番目。バーストーでは10人中4番目で通過。続くモニュメントバレーにて同じ区役所に勤務する女性とともに敗退した。

その他の参加者
優勝賞品
- 世界一周の旅 （第9CPルイビルにて発表。9月17日に行われた決勝戦後、優勝セレモニーの直後にパンナムビルからロールス・ロイスで出発、ジョン・F・ケネディ国際空港を同日の夜7時に出発し、ローマ→アテネ→カイロ→バンコク→ホンコンというルートを1週間で回り9月25日に日本に帰国した駆け足の旅。途中ドバイ国際空港では無許可撮影でスパイ容疑をかけられ逮捕拘禁された。その後出国を許されことなきを得たが、このハプニングは放映されなかった）

テレビ放送（全4週）
- 第1週…1982年（昭和57年）10月7日 『熱狂○×爆笑編』 [26]：サイパン・早起き読書犯人当て開始まで。なお「10月7日放送」は歴代で最も早い。
- 第2週…1982年10月14日 『激突・アメリカ本土縦断編』 [27]：ロサンジェルスまで
- 第3週…1982年10月21日 『ああ西部名勝負編』 [28]：ニューオリンズまで
- 第4週…1982年10月28日 『心技体激闘の優勝決定戦』 [29]

## 第7回（1983年〈昭和58年〉）
福留が「歴代ベスト」と評した大会。参加者が1万人を突破し、視聴率も歴代で最高を記録した。番組放送1週目で初めて名前が出た挑戦者（第1問発表直後に公衆電話を掛けるシーンが放送された）で、敗退後も「あの岩瀬の仲間の」と福留の言葉に登場したほど名前を記憶されていた岩瀬明彦（東京都出身・No.7・20歳・レイクパウエルで敗退）をはじめ、番組のムード盛り上げに貢献した挑戦者が複数存在し、多くが終盤、最終週まで勝ち残った。
前回大会における福留の食中毒事件を踏まえ、今大会からサポートアナウンサーが同行するようになり、第8回までは石川牧子が担当した。
綱引きクイズとダブルチャンスクイズが初登場。
ルートはアメリカ本土への上陸の前と途中（ナイアガラの滝）でカナダを経由、番組では初めてカナダへ上陸した（バンクーバー編放送の際、福留がナレーションで「ウルトラクイズ初上陸」と明言している。）。またアメリカ初のチェックポイントはそれまではグァムかサイパンのどちらかと一定していなかったが、今回以降グァムに固定、同時にクイズも2年ぶりにどろんこクイズが復活、以後第14回・第16回・“今世紀最後” を除いて毎回行われた。スタジオの電飾ルートのセット形式（CPからCPの丸みのあるフォルム）がこの回より定着する。
全大会で唯一、アメリカ上陸後に急病による脱落者 が発生した。
また、この回のみのルールとして早押しクイズでは手のひらで押すタイプのキノコ型早押しボタンが解答席中央に配置され、さらにボタンを押すまでは解答席両端に付いているバーを左右それぞれの手で握っていなくてはならないというルールがあったが、次回以降は従来の方式に戻った。
第一次予選は8月14日に開催、当日は台風6号が接近中のため、珍しく悪天候でのスタート、第1問の挑戦者の中には傘をさしている人も大勢いた。
この回、それまで再挑戦しなかった初代クイズ王・松尾清三が、当時の参加者上限である45歳になったのを機に初めて再挑戦、優勝旗返還で前回のクイズ王・高橋や、第3代の宗田・第5代の真木と共に入場（第2代の北川は初めて不参加。また第4代の上田は今回も不参加）、第1問では全員正解したが、続く第2問目で松尾以外の3名は失格、唯一残った松尾も第3問目で失格し、クイズ王は全員敗退した。また、前年末に開催された『史上最大の敗者復活戦』の優勝者がシード権によりグァム空港から参加したが、合流クイズで機内最下位同点の挑戦者に敗れ敗退した。
手書き風ロゴでの「失格!!」というテロップが使われる様になったのもこの回から。
優勝者のスタジオ入場のシーンの紹介テロップに「198○(その年)日本一のクイズ王」という肩書が付いたのもこの回から。。
2016年7月7日からファミリー劇場にて4週連続で再放送された。初回放送の翌週に、後追いで再放送するキャッチアップ放送も行われた。
| CP | 地名 会場                                             | クイズ                     |
| --- | ----------------------------------------------------- | -------------------------- |
| 第一次予選 | 後楽園球場                                            | ○×クイズ                   |
| 人数：10203→100 通過条件：規定人数決定まで勝ち残り 罰ゲーム：― |                                                       |                            |
| 第二次予選 | 成田空港 成田エアポートレストハウス                   | ジャンケン ※1              |
| 人数：100→50 通過条件：3本先取 罰ゲーム：― |                                                       |                            |
| 第二次予選 敗者復活戦 | 成田空港 成田エアポートレストハウス                   | 早押しクイズ               |
| 人数：50→1 ※2 通過条件：1問正解。不正解は即失格 罰ゲーム：― |                                                       |                            |
| 第1CP | 東京→グァム コンチネンタル航空562便機内               | 機内400問ペーパークイズ    |
| 人数：51→38 通過条件：上位39位まで 罰ゲーム：― |                                                       |                            |
| 第1CP | 東京→グァム グァム国際空港                            | 40人目の上陸決戦 ※3        |
| 人数：3→2 通過条件：サドンデス○×クイズ 罰ゲーム：― |                                                       |                            |
| 第2CP | グァム コンチネンタルホテル・ビーチ                   | 突撃○×どろんこクイズ       |
| 人数：40→19 通過条件：1問正解 罰ゲーム：泥まみれになる |                                                       |                            |
| 第2CP 敗者復活戦 | グァム コンチネンタルホテル・ビーチ                   | 激突! どろレスカルタクイズ |
| 人数：21→5 通過条件：1問正解 罰ゲーム：海で泥を洗い流す |                                                       |                            |
| 第3CP | ハワイ ワイキキビーチ                                 | 早起きつな引きクイズ       |
| 人数：24→12 通過条件：1ポイント獲得 罰ゲーム：文字のシールを貼った状態で日焼け※4 |                                                       |                            |
| 第4CP | バンクーバー ロガー・スタジアム                       | 恐怖の三択ふだ捨てクイズ   |
| 人数：12→7 ※5 通過条件：3ポイント獲得 罰ゲーム：― |                                                       |                            |
| 第4CP 敗者決定戦 | バンクーバー ロガー・スタジアム                       | 敗者決定切り株ド〜ン       |
| 人数：5→4 通過条件：切った切り株の重さと自分の体重との差が最も大きい1名以外。 罰ゲーム：他の挑戦者が切った切り株を薪に割る作業の後、自分が切った切り株（敗者の体重+26kgの重さ）を持って帰国 |                                                       |                            |
| 第5CP | ジャスパー コロンビア氷原                             | 氷河イス取り早押しクイズ   |
| 人数：10→9 ※6 通過条件：2ポイント獲得 ※7 罰ゲーム：氷河の氷でカキ氷作り&食事 |                                                       |                            |
| 第6CP | ロサンゼルス ロングビーチ停泊中のクイーン・メリー船上 | 双子神経衰弱               |
| 人数：9→8 通過条件：クイズ正解後、双子または三つ子1組を当てる 罰ゲーム：クイーン・メリーの甲板掃除                                                                                          |                                                       |                            |
| 第7CP | デスバレー パナミント渓谷                             | 猛暑早押しダブルチャンス   |
| 人数：8→7 通過条件：3ポイント獲得※8 罰ゲーム：防寒具を着て帰国 |                                                       |                            |
| 第8CP | レイクパウエル グレンキャニオンダム・湖畔             | クイズヨットスクール ※9    |
| 人数：7→6 通過条件：3ポイント獲得 罰ゲーム：ヨットスクール風のスパルタ訓練 ※9→巨大折り紙の船※10を作り、それに乗って帰国                                                                     |                                                       |                            |
| 第9CP | セントルイス ジェファーソン国立記念公園               | リレー珍発明クイズ         |
| 人数：6→5 通過条件：1ポイント獲得 罰ゲーム：発明品の“強制マラソンマシン”※11を装着して帰国                                                                                                   |                                                       |                            |
| 第10CP | ナイアガラ ※12 スカイロン・タワー近くの展望台         | 早押しクイズ               |
| 人数：5→4 通過条件：3ポイント獲得 罰ゲーム：霧の乙女号船上で“人間ワイパー” |                                                       |                            |
| 第11CP | オルバニー オールド・ラインベック・エアロドローム     | 新・落下傘パラマキクイズ   |
| 人数：4→3 通過条件：3ポイント獲得 罰ゲーム：複葉機によるアクロバット飛行体験 |                                                       |                            |
| 第12CP | ボストン クインシー・マーケット ファヌアル・ホール前  | 早押しビンゴ通過クイズ     |
| 人数：3→2 通過条件：5マスのビンゴ成立後、通過クイズに正解 罰ゲーム：美大のアトリエで絵のモデル                                                                                              |                                                       |                            |
| 決勝 | ニューヨーク パンナムビル屋上                         | 早押しクイズ               |
| 人数：2→1 通過条件：10ポイント先取 罰ゲーム：― |                                                       |                            |

- ※1：対戦50組中10組は、負けジャンケンで行われた。この場合、ジャンケンに3回負けた者が勝ち抜けで3回勝ってしまった者は敗者復活戦に回る。また、この時成田に来た挑戦者は男女とも50名だったため、全てのジャンケンが「男性」対「女性」の組み合わせで行われた。
- ※2：チケットは3枚用意されていたが、問題も3問しかなく時間切れで正解がでなかった場合はその問題に対応するチケットが徳光の手によって七輪で燃やされた。
- ※3：機内最下位通過者（同率39位）2名と『史上最大の敗者復活戦』優勝者の計3名が参加。
- ※4：うち男性敗者の何人かは女性向きの水着を着せられた。
- ※5：不正解の場合、解答に使用した三択の札を捨て、札のうち1枚は自由に記入可能、三択の札がなくなった時点で敗退というルールだったが、三択札を使い果たした挑戦者が5名出たため。
- ※6：バンクーバー→ジャスパー間で急病のため1名がドクターストップとなり帰国している。
- ※7：椅子取りゲームで負けた場合、および不正解の場合は「凍結席」へ移動、凍結席では問題がキャンセルになるまで解答権は無し。キャンセルの問題を凍結席の挑戦者が正解すれば解答席の中から1名を選び、入れ替わる。
- ※8：不正解の場合、早押し機後方の離れた場所に置かれた自分の荷物から服を取り出し、1枚重ね着して戻るルール。なおクイズ開催時の気温は摂氏47度。
- ※9：番組放送年に社会問題化した戸塚ヨットスクール事件と、同スクールが行っていたスパルタ教育をモチーフとしたもの。
- ※10：使用したのはケント紙25枚、両面テープ5本分、防水スプレー7本分。その他根性少々、安全性の保証はなし。
- ※11：リレー珍発明クイズで出題されたものを使用。
- ※12：カナダ側（オンタリオ州）のナイアガラフォールズにて行われた。

決勝戦進出者
- クイズ王 ： 横田尚（東京都出身・No.37・25歳・機内1位）
400問中312点。新宿駅南口、現在の高島屋タイムズスクエア前に番組当時あった桂屋旅館（旅館は2007年に撤去され現在は別の店舗となっているが、他の場所で経営を続けているかは不明）の若旦那。日本大学出身。血液型O。183cmの長身で、コンピュータ予想では常時トップにいて、ハワイの綱引きでは前列の二人が誤答し解答権が回りトップ通過をするが、グァムの敗者復活戦では残り最後1つに辛くも滑り込んだり、オルバニーでのパラマキクイズでは真っ先に2問正解しながら3問目に苦戦しラスト通過、同クイズでクラシック音楽の問題を誤答した際には、福留から「松田聖子ばっかり聞いているとこういう事になる」と揶揄された。本番組以外のクイズ番組の出場経験はない。決戦前には決戦前夜に食べた食事の献立がアナウンスされた。優勝決定後はグリニッジ・ビレッジ・ハイスクール・バンドの学生たちによる万歳三唱で讃えられ、うち4人から担ぎ上げられた。下戸のため、映像では優勝者に与えられるシャンペンに口をつけただけ程度にもかかわらず、その後「急に酔いが回ってきた」と発言。なお、オルバニーで敗れた当時18歳の女性挑戦者とは遠い親戚同士であったことを後になって知ったと、『アメリカ横断ウルトラクイズ クイズ王の本』の中で横田自身が明かしている[32]。次の第8回では、優勝旗返還の際に優勝賞品「クラシックカー」に乗って参加し、福留に「史上初の連覇を狙うと豪語」と言わせたものの、第一次予選第6問目で失格、以後も第一次予選は突破出来なかった。
- 準優勝 ： 渡辺晶夫（千葉県出身・No.42・29歳）
空港モーターサービス（現 JALエアテック）勤務のサラリーマン。血液型A。彼もグァムで敗者復活を果たした以外は各チェックポイントのほとんどを上位で通過しており、安定感では横田を上回っていた。決勝前日には会社の同僚に国際電話をかけ「まだロッカーある?」と確認していた。決戦前には決戦前夜に食べた食事の献立がアナウンスされた。決戦当日は緊張で朝ごはんが喉を通らなかった。敗者になった時、負けたことよりも、やっとクイズから解放されたという安堵感の方が先立った。笑顔で横田と握手を交わし勝者を讃えた[注 41]
- 決勝戦の結果 ： （横田…赤）+10 VS +6（渡辺…青）放送上では不正解が出ず、出題された問題は両者全問正解していた。

優勝賞品
- カナダ産ログハウス （第9CPセントルイスで発表される。カナダ西部のカムループスで贈呈。材木と建築技術のみで土地も与えられず[注 42]、自身が別途購入した土地に自分で丸太を切って組み立てなければならなかった）

テレビ放送（全4週）
- 第1週…1983年（昭和58年）10月20日『海外大脱走編』[33]：グァム・ドロンコクイズ数名挑戦[注 43]まで
- 第2週…1983年10月27日『快汗爆笑涙編』[34]：ジャスパーまで
- 第3週…1983年11月3日『地獄の西部スパルタ編』[35]：セントルイスまで
- 第4週…1983年11月10日『栄冠争奪激突編』[36]

## 第8回（1984年〈昭和59年〉）
初めて全都道府県から参加者が集まった。今大会から第一次予選での敗者復活戦が行われるようになった。予選の段階での優勝賞品発表が唯一行われた大会でもある。大学生のクイズ研究会の進出が、今大会から本格的に始まった。
社会人・主婦は最終週まで二人が勝ち残っていたが、主婦はキーウエスト、社会人はバハマで準決勝進出者の一人 に敗れて散っている。
スタジオパートの「電飾ルート」で、史上唯一「国内予選」開催地の「東京」にイラストが置かれた（イラストは上野の西郷隆盛像）。
大声クイズとジョギング（マラソン）クイズ初登場。ルートは第3回以来のフロリダ半島で、その後第12回まで5大会連続上陸となる。更に準々決勝ではバハマに上陸し、「クイズ史上初」 と銘打たれ、当時の最新鋭の技術を駆使した海底クイズが実施された。パンナムビルで決勝戦を行った最後の大会である。
放送は第1週のみ、19:00アニメ『ミッキーマウスとドナルドダック』を休止して初の2時間枠で放送、以後は通常の90分枠で放送された。そして最終週のエンディングは、予選で発表された優勝賞品を見せたところで全スタッフクレジットを出して終りと思いきや、エピローグで賞品名物の「オチ」を見せるという2段式だった。
2017年5月11日からファミリー劇場で再放送が行われた（2016年に放送された第7回同様キャッチアップ放送方式を本番組においても採用）。
| CP | 地名 会場                                                       | クイズ                             |
| --- | --------------------------------------------------------------- | ---------------------------------- |
| 第一次予選 | 後楽園球場                                                      | ○×クイズ                           |
| 人数：11048→100 通過条件：規定人数決定まで勝ち残り 罰ゲーム：―                                                                       |                                                                 |                                    |
| 第一次予選 敗者復活戦 | 後楽園球場                                                      | パスポート番号抽選                 |
| 人数：10947→1 通過条件：パスポート番号が一致した人 罰ゲーム：―                                                                       |                                                                 |                                    |
| 第二次予選 | 成田空港 成田エアポートレストハウス                             | ジャンケン                         |
| 人数：101→51 通過条件：3本先取 罰ゲーム：―                                                                                           |                                                                 |                                    |
| 第二次予選 敗者復活戦 | 成田空港 成田空港送迎デッキ                                     | 航空券争奪敗者復活戦               |
| 人数：50→3 通過条件：金庫の鍵開けに成功 罰ゲーム：―                                                                                  |                                                                 |                                    |
| 第1CP | 東京→グァム コンチネンタル航空500便機内                         | 機内400問ペーパークイズ            |
| 人数：54→39 通過条件：上位40位まで 罰ゲーム：―                                                                                       |                                                                 |                                    |
| 第1CP 敗者決定戦 | 東京→グァム グァム国際空港                                      | 最下位同点決勝○×女神クイズ         |
| 人数：2→1 通過条件：サドンデス 罰ゲーム：―                                                                                           |                                                                 |                                    |
| 第2CP | グァム ココス島                                                 | 突撃○×どろんこクイズ               |
| 人数：40→22 通過条件：1問正解 罰ゲーム：どろんこプールに入る                                                                         |                                                                 |                                    |
| 第2CP 敗者復活戦 | グァム ココス島                                                 | どろんこボール争奪戦               |
| 人数：18→3 通過条件：1問正解 罰ゲーム：どろんこプールに入る                                                                          |                                                                 |                                    |
| 第2CP | グァム ココス島                                                 | 時差ボケ調整 暁の奇襲作戦          |
| 人数：25→24 通過条件：1ポイント獲得 罰ゲーム：墓地で闇鍋、ファニヒ（フルーツコウモリ）の姿煮を食べる                                 |                                                                 |                                    |
| 第3CP | ハワイ ワイキキビーチ                                           | 朝めし早食い つな引きクイズ        |
| 人数：24→12 通過条件：1ポイント獲得 罰ゲーム：冬服を着てコタツに入り鍋焼きうどん・湯豆腐を食べる                                     |                                                                 |                                    |
| 第4CP | サンフランシスコ サンノゼ カリフォルニア・グレート・アメリカ    | ふたご神経衰弱クイズ               |
| 人数：12→11 通過条件：クイズ正解後、双子または三つ子1組を当てる 罰ゲーム：キャンプ用のゴムボートで太平洋を横断し帰国                 |                                                                 |                                    |
| 第5CP | リノ スコーバレー                                               | 遙かなる山の大声クイズ             |
| 人数：11→10 通過条件：2ポイント獲得 罰ゲーム：長時間笑いっぱなし世界チャンピオンと一緒に大笑いしながら空港まで歩く                   |                                                                 |                                    |
| 第6CP | フェニックス サグアロ                                           | 時間差バラマキクイズ               |
| 人数：10→9 通過条件：2ポイント獲得※1 罰ゲーム：灼熱の砂漠を生き抜くサバイバル講座（水の作り方）受講後、徒歩で砂漠を横断し帰国        |                                                                 |                                    |
| 第7CP | ラピッドシティー ラシュモア山国立記念公園                       | ご先祖様リレークイズ               |
| 人数：9→8 通過条件：2ポイント獲得 罰ゲーム：北北西へ、どんな障害物があろうと一直線に歩いて帰国                                       |                                                                 |                                    |
| 第8CP | ダコタ ノースダコタ州ビスマーク郊外グレートプレーンズ           | 早押しクイズ                       |
| 人数：8→6 通過条件：3ポイント獲得※2 罰ゲーム：―                                                                                      |                                                                 |                                    |
| 第8CP 敗者復活戦 | ダコタ ノースダコタ州ビスマーク郊外グレートプレーンズ           | 先に泣いた方が勝ち                 |
| 人数：2→1 通過条件：先に泣く（目に触るのは禁止） 罰ゲーム：一晩中玉ねぎの皮むきをする                                                |                                                                 |                                    |
| 第9CP | インディアナポリス インディアナポリス・モーター・スピードウェイ | ジョギング早押しクイズ             |
| 人数：7→6 通過条件：3ポイント獲得 罰ゲーム：マンボを踊りながら空港まで歩く                                                           |                                                                 |                                    |
| 第10CP | キーウェスト                                                    | 早押しダブルチャンス潮干狩りクイズ |
| 人数：6→5 通過条件：3ポイント獲得※3 罰ゲーム：満潮になると沈む島に置き去りにされる                                                   |                                                                 |                                    |
| 第11CP | バハマ カリブ海海底                                             | 海底早押しクイズ                   |
| 人数：5→4 通過条件：3ポイント獲得 罰ゲーム：海底を歩いて帰国                                                                         |                                                                 |                                    |
| 第12CP | フィラデルフィア インティペンデンス・ホール前                   | 決勝進出通過クイズ                 |
| 人数：4→2 通過条件：3ポイント獲得後、通過クイズに正解 罰ゲーム：ロッキーと同様のトレーニング及びジョー・フレージャーとのスパーリング |                                                                 |                                    |
| 決勝 | ニューヨーク パンナムビル屋上                                   | 早押しクイズ                       |
| 人数：2→1 通過条件：10ポイント先取 罰ゲーム：―                                                                                       |                                                                 |                                    |

- ※1:解答席にジョッキに入った氷水が用意され、1ポイントと交換で飲むことができるという設定だったが、放送上この権利を使用した参加者はいなかった。
- ※2:お手つき・誤答の場合、早押し席後方にいるロバにニンジンもしくはリンゴを1つ食べさせ終わらないと解答席に戻れない。
- ※3:お手つき・誤答の場合、早押し席後方の海からハマグリを取り、解答席前の網に入れないと解答席に戻れない。

決勝戦進出者・機内1位
- クイズ王 ： 石橋史行（東京都出身・No.63・27歳・機内2位）
麻布大学の学生。クイズ番組の優勝経験を複数回持つ実力者で、第4回から後楽園予選に参加しており、5回目で予選通過を果たす。歴代クイズ王の中では最も危なげなく各チェックポイントを勝ち抜け、グァムでの奇襲クイズはくじ順が比較的不利でも寝起きながら余裕を持って解答し一発勝利、ゲストクイズや体力系のクイズも余裕を持って上位通過を果たした[注 49]。準決勝フィラデルフィアでは最初に通過クイズに挑戦するも失敗、苦戦するが別の挑戦者[注 50] の通過クイズ誤答、宍戸の通過後二度目の通過クイズ阻止を狙った挑戦者のニアピン的な誤答[注 51] によって通過クイズの権利が持ちこされ、この二問目で決勝進出を決めた。なお優勝決定後の「凱旋入場」で、彼について福留は「決勝戦で、画面向かって右の解答者が優勝したのは初」と述べたが、これは間違いで、「2人目」が正しい（初は2代・北川）。リノの大声フレーズはリノの標高が富士山の7合目付近の2700mと同等の標高対し石橋本人はその標高を忘れてしまったことから「忘れた！」になった。
- 準優勝 ： 宍戸浩明（福島県出身・東京都在住・No.5・22歳・機内3位）
創価大学の学生。石橋とはクイズを通して知り合った友人同士で、第5回から後楽園予選に一緒に参加していた。ラピッドシティーではラスト通過だったものの、他は石橋と各チェックポイントのトップ通過を競い合っていた。リノの大声フレーズは「ばんだい山！」。準決勝フィラデルフィアでは通過クイズ二度目で一抜けを果たした。オリンピックに造詣が深く、1992年（平成4年）のNHK『クイズ難問即答』のオリンピック編で優勝し[注 52]、その後2017年末のNHK第一のラジオ特番『とっておきの雑学をあなたに クイズ王が教える究極の雑学2』のオリンピックのコーナーにも出演した。
- 決勝戦の結果 ： （宍戸…青）+7 VS +10（石橋…赤）放送上では1問のキャンセルがあったものの両者不正解が出なかった。
- 機内1位 ： 道蔦岳史（神奈川県出身・東京都在住・No.28・22歳・ハワイにて敗退[注 48]）
400問中316点。第5回に続き2度目の機内1位を達成。グァムでの奇襲クイズは石橋と同様問題なく解答し一発勝利するが（歴代挑戦者で唯一、二度の奇襲クイズ経験者でもある）、続くハワイの綱引きクイズでは解答権を（あと一つ手前で）取ることなく敗退した。現在はクイズ作家（今世紀最後ではクイズ作家のひとりに名を連ねた）。

その他の参加者
優勝賞品
- 高級クラシックカー （第一次予選で発表された。マイアミで贈呈。部品の状態で渡され、自分で組み立てなければならず、しかもエンジンを自前で調達しなければならなかった。賞品地ロケでは試乗中スコールに見舞われ石橋と同乗したドライバーがずぶ濡れになる場面もあった。）

テレビ放送（全4週）
- 第1週…1984年（昭和59年）10月11日『開幕延長特別版！日本脱出○×大祭典』[39]：グァム・ドロンコボール争奪クイズまで
- 第2週…1984年10月18日『汗激突絶叫編』[40]：リノまで
- 第3週…1984年10月25日『大陸強行突破編』[41]：インディアナポリスまで
- 第4週…1984年11月1日『今夜日本一クイズ王決定編』[42]

## 第9回（1985年〈昭和60年〉）
当時のパリ市長ジャック・シラクの招致で今大会はパリが決勝地になり、ニューヨークは北米大陸最後のCP（チェックポイント） となっていた。それに伴い第1問もパリのランドマークであるエッフェル塔関連の問題が出題された。
それまで例年第二次まで行われた予選は、「敗者の味方」徳光の提案により第二次予選が全員通過。全員第1CPに行けると思われたところで、突如として第三次予選が出現し、結局は例年通りジャンケンで第1CP進出が決まった。
アメリカ横断後、大西洋を越え、ヨーロッパのイギリス、フランスに上陸。CPの数も増加し、1人が通過するCP数は17と歴代最多、ニューヨークに到達した挑戦者および男性の人数が最も多い（7人、うち5人が男性。女性の2名は第4回大会と並ぶ最多タイ）回でもあり、これまで以上にスケールの大きい大会となった。団体戦クイズが初登場。また、歴代では唯一アメリカ西海岸の2大都市・サンフランシスコとロサンゼルスの双方に行った回であり、ニューヨークのクイズ会場がパンナムビル以外となった初めての回でもあった。
この回から、成田や一部のCPでの「敗者復活戦」で復活出来た挑戦者に、「敗者復活タスキ」という襷を装着する様になった。この襷は敗者復活戦が一切行われなかった第15回を除き、最後まで使用された。
司会の福留が事あるごとに挑戦者を窘めるようになったり、例年にないほどの珍答の続出や随所のハプニングが演出であることをカミングアウトするなど開き直った展開の多発と、機内ペーパークイズのベスト3が本土上陸前に全員敗退（1、2位はハワイで、3位はグァムで敗退）し、本土上陸後最年長挑戦者（アナポリスの時点で次に年長の挑戦者より10歳年上の34歳）かつ正解率トップを誇り優勝最有力と目され、特にナッシュビル以降アナポリスで金子に次ぐ2位だった以外ニューヨークまで全てトップ通過していた女性が、ロンドンで方向音痴だったため迷路から解答席に1度しか戻れず 敗退するなど波乱含みの大会となった。
番組制作サイドは常々「知力・体力・時の運」を銘打っており、第4週エンディングのナレーションでは、「普通の人の、普通の人による、普通の人のためのクイズ」を番組のモットーとし、クイズ番組で活躍を重ねる人でなくても勝てることが強調された。
ドーバー横断◯×クイズ（準決勝）まで勝ち進み、直前のロンドン、ドーバーと連続トップ通過していた伊澤浩樹（No.90 千葉県出身 23歳）は、常にスーツ（ラスベガスのエアロビクスの際はレオタードにジャケット）でクイズに参加し、福留から「サラリーマンの鑑」と呼ばれていたが、本放送最後のスタジオ収録で同じくドーバー海峡横断◯×クイズで敗退した島畑哲哉（No.5 奈良県出身 19歳）と共に出演した際、勤務先だった小伝馬町の企業から解雇されていたことを公表、一方で石川アナが、伊澤を雇いたいという問い合わせが日本テレビに多数あったことを併せて公表していた。
第9回の決勝戦は、第10回までの最長の収録時間で、挑戦者が誤答を連発してなかなか決着しなかったため、優勝決定時には既に日が陰っていたという。
この年の10月より直前のアニメ枠が廃枠されたのに伴い、『木曜スペシャル』が2時間枠に拡大されたため、第11回まで毎回2時間枠で放送された。
| CP | 地名 会場                                                                   | 形式                                    |
| --- | --------------------------------------------------------------------------- | --------------------------------------- |
| 第一次予選 | 後楽園球場                                                                  | ○×クイズ                                |
| 人数：11754→100 通過条件：規定人数決定まで勝ち残り 罰ゲーム：―                                                                                                  |                                                                             |                                         |
| 第一次予選 敗者復活戦 | 後楽園球場 一塁側スタンド                                                   | お守りを発見した人が復活                |
| 人数：11654→1 通過条件：座っている座席の下部に貼られた、成田山新勝寺のお守りを見つける 罰ゲーム：―                                                              |                                                                             |                                         |
| 第二次予選 | 成田空港 成田エアポートレストハウス                                         | 日高直人アナ腕立て伏せ                  |
| 人数：101→101 通過条件：ノルマ達成 罰ゲーム：― |                                                                             |                                         |
| 第三次予選 | 成田空港 成田エアポートレストハウス                                         | ジャンケン                              |
| 人数：101→50 通過条件：3本先取 罰ゲーム：― |                                                                             |                                         |
| 第三次予選 敗者復活戦 | 成田空港 成田空港・北ウイング前                                             | 離陸直前空席待ち早押しクイズ            |
| 人数：51→9 ※1 通過条件：1問正解 罰ゲーム：― |                                                                             |                                         |
| 第1CP | 東京→グァム コンチネンタル航空500便機内                                     | 機内400問ペーパークイズ                 |
| 人数：59→45 通過条件：上位45位まで 罰ゲーム：― |                                                                             |                                         |
| 第2CP | グァム パシフィックアイランドクラブ・ビーチ                                 | 突撃○×どろんこクイズ                    |
| 人数：45→24 通過条件：1問正解 罰ゲーム：どろんこ3択カルタクイズ                                                                                                 |                                                                             |                                         |
| 第2CP 敗者復活戦 | グァム パシフィックアイランドクラブ・ビーチ                                 | （兼罰ゲーム） どろんこ3択カルタクイズ  |
| 人数：21→6 通過条件：サドンデス 罰ゲーム：形式自体 |                                                                             |                                         |
| 第3CP | ハワイ ワイキキビーチ沖の海上                                               | クイズ・ジャポン ワイらキキ一髪         |
| 人数：30→15 通過条件：2ポイント先取、もしくは相手が誤答2回で失格 罰ゲーム：日系移民への奉仕活動                                                                 |                                                                             |                                         |
| 第3CP 敗者復活戦 | ハワイ 天台宗布哇（ハワイ）別院                                             | アンケートクイズ                        |
| 人数：15→3 通過条件：サドンデス 罰ゲーム：― |                                                                             |                                         |
| 第4CP | サンフランシスコ キャンドルスティック・パーク                               | バケツリレー6連発クイズ                 |
| 人数：18→12（6名×2チーム） 通過条件：一問多答問題をチーム全員が正解 罰ゲーム：―                                                                                 |                                                                             |                                         |
| 第4CP 敗者決定戦 | サンフランシスコ キャンドルスティック・パーク                               | 一問三答早押しクイズ                    |
| 人数：6→4 通過条件：一問三答問題を1人で全て正解 罰ゲーム：消防士実習体験                                                                                        |                                                                             |                                         |
| 第5CP | ヨセミテ エル・キャピタン前                                                 | ヨセミテや 岩にしみいる 大声クイズ      |
| 人数：16→14※2 通過条件：2ポイント獲得 罰ゲーム：SLの前に立っての人間警笛                                                                                        |                                                                             |                                         |
| 第6CP | ロスアンジェルス ユニバーサル・スタジオ・ハリウッド                         | 懐かしのTVスターハリウッド版 あの人は今 |
| 人数：14→13 通過条件：4ポイント獲得 罰ゲーム：特殊メイクを施しての帰国                                                                                          |                                                                             |                                         |
| 第7CP | ラスベガス フーバーダム・ミード湖湖畔                                       | 足あげエアロビクスクイズ                |
| 人数：13→12 通過条件：2ポイント獲得 罰ゲーム：浮き輪の穴からお尻を出した状態で仰向けに乗り、多くの魚が泳いでいるフーバーダムを渡って帰国                        |                                                                             |                                         |
| 第8CP | アルバカーキ 熱気球飛行場                                                   | 夕陽の決闘!! イバラマキクイズ           |
| 人数：12→11 通過条件：2ポイント獲得 罰ゲーム：熱気球で持ち去られた荷物を追いかけて、大きな虫取り網を持ちイーグルの羽根を付けて帰国                              |                                                                             |                                         |
| 第9CP | ナッシュビル パルテノン神殿前広場                                           | パルテノン 双子ペアマッチクイズ         |
| 人数：11→10 通過条件：クイズ正解後、双子1組を当てる 罰ゲーム：人間ビックリ箱                                                                                    |                                                                             |                                         |
| 第10CP | オーランド サーカス・ワールド                                               | 絶叫!! 恐怖のジェットコースター・クイズ |
| 人数：10→9 通過条件：2ポイント獲得※3 罰ゲーム：サーカス出演 |                                                                             |                                         |
| 第11CP | アナポリス 海軍士官学校                                                     | アナポリス 早押しダブルチャンスクイズ   |
| 人数：9→8 通過条件：3ポイント獲得 罰ゲーム：海軍士官学校体験入学                                                                                                |                                                                             |                                         |
| 第12CP | アトランティックシティ ボードウォーク・ビーチサイド                         | 21のババ抜きギャンブル・クイズ          |
| 人数：8→6 通過条件：クイズに正解する毎にトランプ1枚を獲得し、数字の合計を17以上21以下にする 罰ゲーム：―                                                         |                                                                             |                                         |
| 第12CP 敗者決定戦 | アトランティックシティ カジノ・アトランティス                               | スロットマシン                          |
| 人数：2→1 通過条件：777を当てる 罰ゲーム：小型スロットマシンを持ちお金を稼ぎつつ帰国                                                                            |                                                                             |                                         |
| 第13CP | ニューヨーク セントラル・パーク→5番街→エンパイア・ステート・ビル            | ニューヨークシティマラソンクイズ        |
| 人数：7→6 通過条件：3ポイント獲得 罰ゲーム：高層ビルの屋上まで階段で登り、そこにあるジョギングコース（1周100メートル）を422周走る（フルマラソンとほぼ同じ長さ） |                                                                             |                                         |
| 第14CP | ロンドン ウィルトシャー州ロングリート・ハウス内メイズ・ガーデン（生垣迷路） | 迷路バラマキクイズ                      |
| 人数：6→5 通過条件：3ポイント獲得 罰ゲーム：より大きい生垣迷路に挑戦（トラが待ち受けるドッキリ付）                                                              |                                                                             |                                         |
| 第15CP | ドーバー リド空港入口                                                       | おかしなおかしなゲストクイズ            |
| 人数：5→4 通過条件：2ポイント獲得 罰ゲーム：犬の着ぐるみを着て芸に挑戦                                                                                          |                                                                             |                                         |
| 第16CP | ドーバー リド空港→ドーバー海峡上空                                          | ドーバー横断○×クイズ ※4                 |
| 人数：4→2 ※5 通過条件：1問正解 罰ゲーム：800問ペーパークイズ（3位決定戦という名目で行われたが、採点・順位付けは一切しなかった）                                 |                                                                             |                                         |
| 決勝 | パリ パリ16区 トロカデロ広場                                                | 早押しクイズ                            |
| 人数：2→1 通過条件：10ポイント先取 罰ゲーム：― |                                                                             |                                         |

- ※1：解答権は持って来た荷物の重量が重い順。当初10名敗者復活となっていたが、解答権のある挑戦者が1組キャンセルが出たため1名分減らされた。
- ※2:16名を苗字の50音順に8名ずつ2組（ヨセ組・ミテ組）に分け、各組1名ずつが敗退。
- ※3:累計2回お手つき・誤答した解答者にジェットコースターに搭乗。終わるまで解答席に戻れない。
- ※4：ゲストクイズを勝ち抜いた順に、空港の出国手続き所にて○×を選択。
- ※5：勝者2名はル・ブルジェ空港ヘ。

決勝戦進出者・機内1位
- クイズ王 ： 金子孝雄（東京都港区芝浦出身・No.73・20歳・機内31位）
埼玉大学クイズ研究会所属。同研究会全員でウルトラクイズに参加することになったため参加したものの、大半の参加者が間違えた第一次予選の3問目で「うっかりしていて、みんなとはぐれてしまい」、結果勝ち残ることとなる[44]。愛称は、顔が似ていることから「林真理子」、ヨセミテの大声クイズでの絶叫フレーズも林真理子にされた。優勝時の年齢が歴代最年少。成田ではじゃんけんに1度も勝てず敗退するも、「お母様が梅干しや目覚まし時計やインスタントラーメンを作る電熱器まで詰めてくれた」ため、荷物が重い方から順に解答席につけるという敗者復活戦ルールが幸いし、敗者復活[44]（じゃんけんに負けて敗者復活を経験した初の優勝者となる）、アルバカーキのバラマキクイズではハズレを何度も引き当てた結果、背後に次の回答者(後楽園の敗者復活者。そして直前に林真理子に関する問題を出題されたが誤答した)が迫り間違えれば敗退確実という状況でのラスト抜け、アトランティックシティではクイズの正解数は15と最多ながら、ブラックジャックでカードに恵まれずドボン（バスト）を3回連発し本戦敗退するも敗者決定戦のスロットマシーンでじゃんけんに勝ち後攻を選び777を出し勝利、ドーバーでも最後に通過したためドーバー横断○×クイズでは座席が残った側の飛行機に乗り結果正解するなど運に恵まれた部分もあった。ロサンゼルスの3択クイズでは「昔からテレビばかり見ていた（中略）テレビっ子のぼくにはピッタリの問題」だったこともあり同率でトップ通過、アナポリスでは本人曰く「ファミコンで指先を鍛えてあった」ことが幸いし早々にトップ通過[45] などもあったものの、福留からはそのアナポリス以外は「超低空飛行」「運が彼をパリまで連れて来た」と評され、ロンドンで「『リア王』の悲劇の舞台で、ロンドンの海の玄関口ともなっている港は?」という問題に「パールハーバー」と解答した際には（正解はドーバー）福留に頭を押さえつけられながら叱られたり、スタッフからも「今年は知力には期待してない、体力でがんばってくれ」と言われていた[45]。ドーバー海峡横断◯×クイズで正解を見た後は疲労から機内で睡眠。優勝後には「やりました、お母様!勝ってしまいました!」と叫び、トロカデロ広場の噴水に入り喜びを表したが、噴水に入ったのはスタッフに促されたためで、本人は嫌だったが仕方なく入ったとのこと[43]。本放送のスタジオ収録で優勝者紹介の際には、「お母様」と父も出演した。第9回本放送終了の翌週の『ザ・トップテン』に福留と共に出演し（ただし新聞には記載なし）、近藤真彦との早押し対決が企画された（実際の早押しハットやテーブルなどの機材を持ち込んでの3問勝負。結果は金子は誤答し、近藤が1問正解で勝利）。
- 準優勝 ： 長谷川威夫（東京都杉並区出身・No.77・23歳・機内10位）
リクルートフロムエー（現リクルートジョブズ）の営業マン。勤務先が発行していた「週刊就職情報」の名前が記載された法被（別の機会には「FromA」の名前入りTシャツを着用）姿でクイズに臨むなどしていたこともあり、同誌のコマーシャルのキャッチフレーズ「ヤリガイ満々」から「ヤリガイ」と呼ばれていたが、グァム・ハワイでの体たらくから「バカガイ」とも呼ばれるようになった。ヨセミテの大声クイズでの絶叫フレーズもバカガイにされた。そのグァム・ハワイでは連続で敗者復活。特に2択3択の選択問題に強かった。一方で体力系のクイズではアルバカーキでは思考力が鈍って、「北欧の料理、スモーガスボードにヒントを得て日本で始められたのは何料理?」という問題に対し「ちゃんこ鍋」というとんでもない誤答をし（正解はバイキング）福留に窘められ、解答までに時間がかかったりほてった体を冷やすために頭から水をかぶる、ニューヨークのマラソンクイズでは敗者とのラスト抜け争いとなり誤答・キャンセルの連続でなかなか決着をつけられず、敗者が誤答ペナルティで解答席を離れた間に通過を決めるなど苦戦し、またドーバーでは3番目に通過した時点で、続くドーバー横断○×クイズにおいて自らの予測した解答と違う側の飛行機の座席しか残っておらず嫌々乗り込んだもののそちらが正解であったりと運で勝ち上がった面もあった。
リクルート退職後はアパレルベンチャー、食品業界などを経て、現在はHRテックとDXを推進する人材業界の会社に所属。
- 決勝戦の結果 ： （金子…青）+10 VS +8（長谷川…赤）
- 機内1位 ： 永田研自（大阪府出身・神奈川県在住・No.8・19歳・ハワイにて敗退）
400問中314点。早稲田大学の学生で、同大学のクイズ研究会所属。グァム上陸後最初に登場した。ハワイで後にオーランドまで勝ち残った挑戦者に敗退。ハワイでは機内2位の東大の学生も社会人挑戦者(運輸省職員、第8・11回ではグァムで敗退している)に敗北したほか、機内3位の男性もグァムで敗退し、機内ベスト3全員がアメリカ本土に上陸できなかった。

優勝賞品
- 1人乗り小型潜水艦 （第14CPロンドンの問題会場到着前に発表、サイパンで贈呈。性能諸元：全長：2.5m 重量：150 kg 潜水能力：100m 巡航速度：8 km/h。初名はウルトラ9号、金子が優勝時に叫んだ言葉から「お母さまヤッタ号」と命名。「ウェット型」という形式で潜水艦内部に水が入ってくるため乗員はアクアラング等の潜水具が必要になる。エンディングではほとんど罰ゲームのような優勝賞品と言われた[注 58]。金子は、パリで噴水に入ったため台無しになったスーツの代わりに「お母様」が新調してくれたスーツでこれに乗り込んだが、再び濡れて台無しにすることとなった[43]。翌年の第10回の優勝旗返還にも登場した。なお、賞品地訪問前に金子を始め番組スタッフは一時帰国している。）

テレビ放送（全4週）
- 第1週…1985年（昭和60年）10月24日『嵐呼ぶ3万キロ大旅行いざ出陣編』[46]：グァムまで
- 第2週…1985年10月31日『泣き笑い脱線上陸編』[47]：ラスベガスまで
- 第3週…1985年11月7日『大陸イッキ暴走編』[48]：アトランティックシティまで
- 第4週…1985年11月14日『栄光のパリ大決戦』[49]

## 第10回（1986年〈昭和61年〉）
10周年 記念大会となった今大会は、後楽園球場での第1問出題前に、同年7月4日に100周年を迎えた自由の女神像への万歳三唱で始められた。第1問正解発表前に行われた優勝旗返還では、第5回から第9回までのチャンピオンが揃い、優勝旗返還に臨んだ金子には、「あの『お母様』」と父も同行、併せて、前年度優勝商品の潜水艦も"FOR SALE"（=売り出し中）と書かれた台車に載せられ登場した。
飛行機を2機用意して日本で第1CP（チェックポイント）が行われたり（うち1機には徳光が同乗）、本土上陸最初のCPがサンフランシスコとロサンゼルスでもなかったのは初回以来、途中アトランタから1本のルートが北米コースと南米コースに分岐され、それぞれのチャンピオンがニューヨークで合流するという初の試みが取り入れられた。またスタジオパートでも「電飾ルート」の南北分断部分は「雲」のセットで覆い、視聴者や観客には秘密にさせる（アトランタまで）演出をとらせた。総移動距離5万キロは第12回に次いで2番目、総CP数18は歴代大会で最も多い（1人が通過するCPは15で歴代3位）。
機内ペーパークイズのCP名称は第2回を除き「東京→グアム（サイパン）」だったが、この回から「成田→グアム」に変更された。
福留が担当する北米ルートは通称「天国組ルート」と呼ばれ、ウォルト・ディズニー・ワールド・リゾートや、カリブ海クルーズ客船上などでクイズが行われた。チェックポイントはアメリカ合衆国のみだが、クイズの無い日にはバハマも訪れている。一方、同行アナウンサーの日高直人が担当する南米ルートは通称「地獄組ルート」と呼ばれ、ボリビアとブラジルに上陸し、ボリビアでは標高4,000mで酸素濃度が平地の60%程度という過酷な環境下でクイズが行われた。なお、南米ルート第14CP（準決勝）は最初、北米第14CP（準決勝）のナイアガラに対してイグアスで行われる予定だったが、当日、現地が洪水などコンディション不良だったなどのこともあって、リオデジャネイロに変更された。
全大会で唯一、第二次予選が「腕ズモウ」で行われ、機内ペーパークイズが2機で同時に行われた。ロサンゼルス、アトランタではギャラリーの雑音・騒音に恐怖して敗者になる挑戦者が出、エルパソでは焦りから作戦をミスした挑戦者が敗退するなど、精神的なタフさが勝負を分けた戦いが多かった。中盤戦のモニュメントバレー、エルパソ、ダラスは3連続で体力クイズ が続き、体力面のタフさも求められた。女性最後の1人の挑戦者が最終週を待たずに敗退して全滅するなど、この頃から女性挑戦者の弱体化が目立ちはじめるようになった。
今大会と翌年の第11回ではリバティ島・自由の女神像の前で決勝戦が行われた。
前年とは一変して機内ペーパークイズの上位5名が全員本土上陸を果たした。決勝戦では実力者同士の激戦が繰り広げられ、第5回・第13回の準決勝と並ぶ名勝負とされている。
今大会は横浜市の放送ライブラリーに全4回とも保存されていて視聴可能。
| CP | 地名 会場                                                                 | クイズ                                             |
| --- | ------------------------------------------------------------------------- | -------------------------------------------------- |
| 第一次予選 | 後楽園球場                                                                | ○×クイズ                                           |
| 人数：17162→100 通過条件：規定人数決定まで勝ち残り 罰ゲーム：―                                                                                                |                                                                           |                                                    |
| 第一次予選 敗者復活戦1 | 後楽園球場 一塁側スタンド                                                 | ○×正解予想 ※1                                      |
| 人数：8729→4 通過条件：第2問〜第11問の出題前○×予想に全問的中する 罰ゲーム：―                                                                                  |                                                                           |                                                    |
| 第一次予選 敗者復活戦2 | 後楽園球場 球場内グラウンド                                               | ウルトラチェック                                   |
| 人数：17058→6 通過条件：福留が提示した条件の該当者 ※2 罰ゲーム：―                                                                                             |                                                                           |                                                    |
| 第二次予選 | 成田空港 成田エアポートレストハウス                                       | 腕ズモウ                                           |
| 人数：110→55 通過条件：腕ズモウに勝利 罰ゲーム：― |                                                                           |                                                    |
| 第二次予選 敗者復活戦 | 成田空港 成田エアポートレストハウス                                       | 敗者復活なぞなぞ団体戦                             |
| 人数：55→15（5名×3チーム） 通過条件：縦列に座っている1名が1問正解 罰ゲーム：―                                                                                 |                                                                           |                                                    |
| 第1CP | 成田★旅立ち 成田空港・北ウイング前 ※3                                     | ○×クイズ1問を○機と×機に別れて搭乗                  |
| 人数：70→○機/×機ともに35 通過条件：1問正解 罰ゲーム：機内400問ペーパークイズ終了後の機内食は不正解で失格となった×機（=敗者機）の挑戦者に限りメロンパン1食のみ |                                                                           |                                                    |
| ○機第2CP + ×機敗者復活戦 | 成田→グァム ○機コンチネンタル航空562便機内 ×機コンチネンタル航空566便機内 | 機内400問ペーパークイズ                            |
| 人数：○機35→33、×機35→10 ※4 通過条件：○機×機の最下位（116点）以下の点数獲得者、×機成績上位者（○機の失格者数×5名）が通過 罰ゲーム：―                           |                                                                           |                                                    |
| 第3CP | グァム パシフィックアイランドクラブ・ビーチ                               | 突撃○×どろんこクイズ                               |
| 人数：43→28 通過条件：1問正解 罰ゲーム：どろんこプールに入る                                                                                                  |                                                                           |                                                    |
| 第4CP | ハワイ ワイキキビーチ                                                     | 富める者も貧しき者も 一問多答つな引きクイズ        |
| 人数：28→21（7名×3チーム） 通過条件：一問多答問題をチーム全員が正解 罰ゲーム：―                                                                               |                                                                           |                                                    |
| 第4CP 敗者復活戦 | ハワイ ワイキキビーチ                                                     | 山手線サバイバルクイズ                             |
| 人数：7→1 通過条件：最後の1名まで勝ち残り 罰ゲーム：強力な磁石でペディー・キャブを引っ張りながら空港へ直行                                                    |                                                                           |                                                    |
| 第5CP | シアトル スペースニードル前の公園                                         | 日米親善 インスピレーションクイズ                  |
| 人数：22→17 通過条件：1ポイント獲得 罰ゲーム：美容体験→しわ取りテープを顔に貼って帰国                                                                         |                                                                           |                                                    |
| 第6CP | モハーベ砂漠                                                              | 驚異のゲスト三択クイズ                             |
| 人数：17→16 通過条件：2ポイント獲得 罰ゲーム：高さ10メートルからの飛び降りスタント体験→夕日に向かって歩いて帰国                                               |                                                                           |                                                    |
| 第7CP | ロサンゼルス カリフォルニア州立チノ刑務所                                 | Wチャンス大声+念力クイズ                           |
| 人数：16→15 通過条件：2ポイント獲得 罰ゲーム：潜水夫訓練所入所テストの後、刑務所に一泊                                                                        |                                                                           |                                                    |
| 第8CP | モニュメントバレー ナバホランド                                           | 大西部マラソンクイズ                               |
| 人数：15→13 通過条件：2ポイント獲得 罰ゲーム：メサの頂上に一泊                                                                                                |                                                                           |                                                    |
| 第9CP | エルパソ ホワイトサンズ（ニューメキシコ州）                               | 13人の金曜日!! 砂地獄早押しクイズ                  |
| 人数：13→12 通過条件：2ポイント獲得 罰ゲーム：目印を掘り起こしながら砂漠を横断                                                                                |                                                                           |                                                    |
| 第10CP | ダラス ウルトラライトプレーン停泊広場                                     | 飛んで飛んで飛んで ばらまきクイズ                  |
| 人数：12→11 通過条件：2ポイント獲得 罰ゲーム：セスナによる粉責め                                                                                              |                                                                           |                                                    |
| 第11CP | アトランタ ケネソー古戦場                                                 | 南・北お別れ早押しクイズ                           |
| 人数：11→5+5（10） ※5 通過条件：2ポイント獲得 罰ゲーム：128000匹 のミツバチによるミツバチ責め                                                                 |                                                                           |                                                    |
| 第12CP 北米ルート | オーランド ディズニー・ワールド内エプコット・センター                     | そっくりファミリー 一家総出の双子神経衰弱クイズ    |
| 人数：5→4 通過条件：2ポイント獲得後、双子1組を当てる 罰ゲーム：針療治体験                                                                                     |                                                                           |                                                    |
| 第12CP 南米ルート | ラパス アルティプラーノ                                                   | 標高4080m 酸欠早押しクイズ                         |
| 人数：5→4 通過条件：3ポイント獲得 罰ゲーム：クイ（アンデス地方生息のネズミ）の食体験                                                                          |                                                                           |                                                    |
| 第13CP 北米ルート | マイアミ カーニバルクルーズライン カリブ海クルーズ                        | カリブ海ぞうきんがけ早押しクイズ                   |
| 人数：4→3 ※6 通過条件：4ポイント獲得 罰ゲーム：豪華船内の労働作業                                                                                             |                                                                           |                                                    |
| 第13CP 南米ルート | チチカカ湖                                                                | インディオの小舟 トトーラ早押しクイズ              |
| 人数：4→3 通過条件：4ポイント獲得 罰ゲーム：農作物の掘削作業                                                                                                  |                                                                           |                                                    |
| 第14CP 北米ルート | ナイアガラ ゴート島                                                       | 北米チャンピオン決定戦 ナイアガラ通過クイズ        |
| 人数：3→1 通過条件：3ポイント獲得後、通過クイズに正解 罰ゲーム：樽の被り物を着たまま帰国                                                                      |                                                                           |                                                    |
| 第14CP 南米ルート | リオデジャネイロ コルコバードの丘                                         | 南米チャンピオン決定戦 弱肉強食 ポイント略奪クイズ |
| 人数：3→1 通過条件：最後の1名まで勝ち残り 罰ゲーム：トロッコロープウェイによる下山                                                                            |                                                                           |                                                    |
| 決勝 | ニューヨーク リバティ島 自由の女神像前                                    | 早押しクイズ                                       |
| 人数：2→1 ※7 通過条件：10ポイント先取 罰ゲーム：― |                                                                           |                                                    |

- ※1：第1問不正解者のみ参加。
- ※2：口笛がふける人（ホーホケキョ）→ブラジャー（福留が抽選で◯を引いたため女性）→出身都道府県（現住所）（福留の抽選により奈良県）→ぶら下がり機（落ちずに長くぶら下がっていられた6名）
- ※3：正解発表は○機/×機ともに機内上空。◯機が正解で全員合格、×機が不正解で全員失格となった。
- ※4：○機側は2名失格者が出たため、×機側の成績上位者10名が敗者復活。
- ※5：北米ルートへ5名・南米ルートへ5名。
- ※6：勝者3名はバハマ・リゾート後、ナイアガラへ。
- ※7：北米ルート・南米ルートから各1名が合流。

決勝戦進出者・機内1位
- クイズ王 ： 森田敬和（岐阜県出身・東京都港区南青山在住・No.33・26歳・機内総合2位（×機1位）・南米チャンピオン）
拓殖大学出身、企画会社社長。20歳でスーパーダイスQのチャンピオンとなって以来、アップダウンクイズ、クイズタイムショックなど、ウルトラクイズ優勝前に計8つのクイズ番組を制覇していた実力者。成田の○×問題で一度失格したものの、機内ペーパークイズで敗者復活。ハワイの団体戦では後述の西沢と山本で機内トップ3が同じチームとなり、最後の3チーム目で通過（これにより2年連続機内トップ3が本土上陸前に敗退は免れた）。モハーベ砂漠の三択クイズではラスト通過、回答権が大声組の後となる念力組に回ったロサンゼルスでは15人中9番目の通過、ダラスのばらまきクイズでも10人中8番目の通過と苦戦したが、モニュメントバレーでのトップ通過など、早押しクイズでは常に上位で通過し、アトランタでもトップで通過、そのアトランタでルートの南北分けを選択する際、同地が南北戦争における南軍側であったことから「南行かなきゃどこ行くのよ?」と南米行きを選択したものの[注 69]、ボリビアでは風邪をひき、39度近い高熱と腹痛、高山病に伴う頭痛などに苦しみ、南米ルートの他の挑戦者がサポートを行った[注 70]。これによって挑戦者間の連帯感が強まり、準決勝では挑戦者間で「お互い全力を尽くして、勝者を南米ルート代表として快く送り出そう」「南の方から優勝者を出そう」という約束が交わされた。体調不良ながらもラパス、チチカカ湖はトップで通過した森田だったが、体調も回復して臨んだリオデジャネイロでの準決勝では強敵・山本を先に敗退に追い込みながらも、自身も不正解などで+1対+5となり、あと1ポイント失えば敗退という瀬戸際に追い込まれる。しかしそこから5ポイント連取（1問キャンセルを挟む）で南米ルートを制し、勝利を祝うサンバ隊からキスの嵐による祝福を受けた。なお北米ルートとの合流前、南米ルートスタッフ全員から手厚い激励を受けたという[52]。優勝した際に、南米に同行した同い年の日高アナウンサーと抱擁し喜び合い、森田が飲み残した勝利のシャンパンを日高が森田の頭からかけ手荒い祝福をする姿や、福留から自由の女神に向けて何か一言と問われ「愛してます」と言う様子も放送された。優勝直後にクイズ引退を表明するが、後スタジオでV2宣言をして撤回。福留からは「10年目にふさわしい実力派のクイズ王」と評された。しかし第11回以降は後楽園・ドーム予選を突破できなかった。
- 準優勝 ： 西沢泰生（神奈川県出身・東京都八王子市在住・No.89・24歳・機内総合3位（○機2位）・北米チャンピオン）
東海大学出身、社内報編集者。14歳でウルトラクイズ第1回の放送を見て衝撃を受け、18歳からクイズ番組に挑戦、パネルクイズ アタック25、世界一周双六ゲームなど数多くのクイズ番組を制覇した、森田同様のクイズの実力者。福留からは、その見た目から「とっちゃん坊や」と呼ばれた。「勝負は何でも勝たなければ駄目。人に好かれる人物は絶対に勝てない。」という哲学の持ち主。機内の成績は、森田とはわずか1点差であった。ロサンゼルスではトップ通過、エルパソでは森田に次ぐ3位通過。アトランタで再び森田に次ぐ2位で通過した際、「ナイアガラの滝に行きたいので」と北米を選択したが、その際福留から「ひょっとすると森田を避けたか?」とコメントされた。北米ルートではオーランド、マイアミと2位通過、ナイアガラの準決勝では一旦不正解で-2ポイントまで落とすなど計4問の誤答をしながらも盛り返し、通過クイズ1回目（他挑戦者の不正解のため出題は2問）で決勝進出を決め、決勝での対戦相手について「90%森田敬和君」と予想し[注 71]、予想通り森田との対戦となった決勝では、序盤の自身の誤答直後から森田に連続正解を許し、一旦+2対+9と大量リードで王手をかけられた後から一気に盛り返し、相手の不正解もあり逆転、逆に+9対+8と王手をかける（その後森田の不正解で一旦+9対+7に開く）も、勝負をかけた問題で不正解し+8に後退、最後は2ポイント差で敗れた（優勝に王手をかけた準優勝者は西沢が唯一）。帰国後、スタジオで「永遠に縮まらない2ポイント」と語っている。優勝賞品贈呈に際して「もう本当に二度とクイズに出るなョ」とマジックで書いた水色のTシャツを森田に送った。準優勝ではあるが、第11回大会では「北米チャンピオン」という肩書きで紹介され、（「第1回FNS1億2,000万人のクイズ王決定戦!」でも当大会での最終成績として紹介された）北米ルート決勝を戦った挑戦者と共闘して後楽園を突破したが、成田予選は辞退している。現在もクイズサークルに所属しており、会社員のかたわら執筆活動も行っている。
- 決勝戦の結果 ： （森田…赤）+10 VS +8（西沢…青）
- 機内総合1位 （○機1位）： 山本道夫（茨城県出身・No.25・35歳・南米ルート・リオデジャネイロにて敗退）
結城病院勤務で、成田空港以降クイズの際には病院名が記されたシャツを頻繁に着用していた。第二次予選の腕ズモウで敗退したものの「敗者復活なぞなぞ団体戦」で、同グループにいた挑戦者が正解し敗者復活（その正解した挑戦者はロサンゼルスまで進出。また別の問題の正解者も南米コースチチカカ湖（準々決勝）、同グループにいた挑戦者も同じくリオデジャネイロまで進出している）。第1CPでは○機に搭乗して合格した。その後もハワイの団体戦で最後の3チーム目で通過（これにより機内1位が三年連続ハワイで敗退が免れた）以外全般的に安定した実力で勝ち進んでいった。南米ルートでは準決勝リオデジャネイロまで進出するが、森田に徹底マークされ減点の集中攻撃を受けたために1問も正解することが出来ず最初に敗退が決まった（唯一解答権をとった問題は不正解だった。なお、機内1位の挑戦者で唯一準決勝での敗退となった）。

その他の参加者
優勝賞品
- 熱気球 （南米ルート第12CPラパスで発表(※北米ルートは放送では発表されなかった)、アルバカーキで贈呈。アメリカ製3人乗りガスボンベ付きの本格派で、ウルトラクイズのロゴの入ったバーナー付[注 72]。本人は「これで東京に帰りたい」と飛び立ったが、ゴンドラからは「南米直行」の垂れ幕がぶら下がるというオチがついた）

テレビ放送（全4週）
- 第1週…1986年（昭和61年）10月30日『日本脱出大作戦』[53]：グァムまで
- 第2週…1986年11月6日『米本土上陸作戦』[54]：モニュメントバレーまで
- 第3週…1986年11月13日『天国地獄大合戦』[51]：南米ラパス・北米オーランドまで
- 第4週…1986年11月20日『南北激突決勝戦』[55]

## 第11回（1987年〈昭和62年〉）
後楽園球場での第一次予選及びテレビマンユニオンが制作協力に携わった最後の大会であった。第一次予選の際、当時建設中で翌年から第一次予選会場となった東京ドームが映り込んでいる。
福留が引退を宣言するが、敗者の味方・徳光和夫と総合司会の高島忠夫の説得により宣言は保留され、結果的には翌年も登場しているため事実上の撤回となった。またテレビマンユニオンの白井博の名前がスタッフロールから消え、それに伴いそれまで彼が担当していた総合演出が加藤就一に、優勝旗の返還と贈呈が日本テレビの北川信と高橋靖二に交代した。
この回、当時の上限である45歳の参加者を集めた「敬老団」が登場、通常では数問正解しないと踏めないグラウンドを最初から踏んで参加、高島も「敬老団」の添乗員的な扱いとして参加した。「優勝旗返還」では前回のクイズ王・森田敬和、そして第2回・第5〜9回のクイズ王がトラックに積まれた早押しテーブルと共に入場、その後高橋委員長に優勝旗を返還した森田と共に、歴代クイズ王による早押しエキシビションが行われ、挑戦者を唸らせた。しかし森田を含む歴代クイズ王と高島は、いきなり第1問で全員失格となった（クイズ王が第1問目で全員失格は史上初）。敬老団も大半が第1問で敗退した。
成田へ行く前に埼玉県岩槻市（現・さいたま市岩槻区）の岩槻久伊豆神社（正式な読み方は「ひさいず神社」だが番組中では「クイズ神社」と呼ばれていた）で第二次予選を、また敗者復活戦を名古屋近郊（愛知県小牧市）でそれぞれ行った。このため、成田での予選は今大会に限り第三次予選となった。
今大会も成田からの飛行機を勝者機と敗者機との2機を用意し（敗者機が先に出発）、勝者機はそのままグァムに直行して機内で400問ペーパークイズを実施したが、敗者機の方では単なる敗者復活と銘打たず、敗者復活 名古屋縦断ミニトラクイズ名古屋飛行場から敗者を乗せたバス車内で三択クイズを行うが、答えの正誤に関係なく「時間の都合上全員通過」とし、その後、第3CP（チェックポイント）「喫茶ハワイ」前、第4CP「喫茶ロスアンゼルス」前を通過、最終CP、名鉄小牧線小牧駅前のパチンコ店「ニューヨーク」前でクイズを出題（出題者は徳光→増田隆生アナウンサー）、正解者から順にパチンコ玉200個を受け取り、先に2000発以上出した7名が敗者復活。7名のグァムまでの渡航同行、機内ペーパークイズ試験官は増田アナウンサーが担当。その後増田はツアーに合流し、同行アナウンサーを担当。 と称するなど、日本国内からグァムに至るまでの行程において一工夫が施された。敗者復活戦には第二次予選での敗者も参加した。
また、成田での第三次予選に際しては挑戦者代表に柳井秀人（No.87、マイアミで敗退） が予選方式（ジャンケンか腕ズモウか）の決定の鍵を握る存在として登場し、日高直人と腕ズモウを行うが、敗北したという趣向もあった。
なお、成田→グァム間を移動する航空会社がこれまでのコンチネンタル・ミクロネシア航空から、かねてより同番組のスポンサーの1つでもあり、かつ前年3月に初の国際定期路線として成田ーグァム便を就航させた全日本空輸 へと変更された。
グァムの○×ドロンコクイズ前に福留が「現役の女の子が強いですね大学生。女性上位の第11回目ということになるような気がいたします」と言ったように、アメリカ本土に上陸した24人中、女性が半数近い11人を占めたが、最初のCPであるロサンゼルスで7人が脱落し、続くパームスプリングスで更に1人が脱落、「3人娘」と呼ばれた1967年生まれの3人が残った。また途中のCPを免除できるルールを採用、その部分はスタジオパートでも前年に引き続き伏せたが、今回は「竜巻」のセットを使用した。ルートは第4回よりも北上と南下の縦断要素に加え中盤では第5回以来6年ぶりにメキシコに上陸、ユカタン半島を経由。タイムショッククイズ（タイムレース）が初登場。ベスト8にグァム泥んこ復活組が4人、ハワイ敗者復活、後楽園敗者復活、名古屋敗者復活組が1人ずつランクインするなど敗者復活者が健闘し、準々決勝進出者となる上位5名は全員敗者復活者であった。
準決勝では第1回クイズ王・松尾清三との対決クイズが行われた結果、全大会で唯一3名が決勝戦に進出した。準決勝会場がハドソン川をはさみマンハッタン対岸のジャージーシティであったため、ニューヨークが決勝会場でなかった第9回大会を除けば、決勝進出者以外の参加者がマンハッタン島を見ることが出来た唯一の大会でもあり、準決勝と決勝戦が同日に収録された大会でもあった。またこの回から、決勝戦開始前名物の「ニューヨーク上空の飛行シーン」には、挑戦者の今大会のハイライトシーンがインサートされる様になった。
決勝戦終了後の「クイズ王の凱旋スタジオ入場」は、クイズ王・稲川だけ入場、他の決勝戦参加の2名や準決勝敗者、そして稲川の親族は入場しなかった（“今世紀最後”を除けば唯一）。
2015年7月と8月、2016年5月にファミリー劇場にて再放送された（2015年7月は4週連続、8月は2回×2週連続。2016年5月は4日連続）。
| CP | 地名 会場 | クイズ                                      |
| --- | --- | ------------------------------------------- |
| 第一次予選 | 後楽園球場 | ○×クイズ                                    |
| 人数：18017→100 通過条件：規定人数決定まで勝ち残り 罰ゲーム：― | |                                             |
| 第一次予選 敗者復活戦 | 後楽園球場 三塁側スタンド                                                                                            | 歯医者と縁のない人 の卵割り                 |
| 人数：17917→4 通過条件：頭で割った卵が生卵であること 罰ゲーム：― | |                                             |
| 第二次予選 | 久伊豆神社 岩槻久伊豆神社境内                                                                                        | 凶の出来事クイズ                            |
| 人数：104→103 ※1 通過条件：おみくじで凶以外は通過、凶を引いた挑戦者は2ポイント獲得 罰ゲーム：―                                                                                               | |                                             |
| 第三次予選 | 成田空港 成田エアポートレストハウス                                                                                  | ジャンケン                                  |
| 人数：103→52 通過条件：3本先取 罰ゲーム：― | |                                             |
| 敗者復活戦 | 名古屋 小牧駅前パチンコ「ニューヨーク」                                                                              | 名古屋縦断ミニトラクイズ（クイズ&パチンコ） |
| 人数：52→7 ※2 通過条件：クイズ正解後、パチンコで2,000発以上出す 罰ゲーム：― | |                                             |
| 第1CP | 勝者組成田→グァム（復活組名古屋→グァム） 太平洋上空                                                                  | 機内400問ペーパークイズ                     |
| 人数：勝者組52→40、復活組7→3 通過条件：勝者組上位40位まで、復活組勝者機の平均点以上を獲得 罰ゲーム：―                                                                                        | |                                             |
| ― | グァム パシフィックアイランドホテル内プールリゾート                                                                  | 深夜トレード早押しクイズ                    |
| 人数：6→3 ※3 通過条件：2ポイント獲得 罰ゲーム：― | |                                             |
| 第2CP | グァム パシフィックアイランドクラブ・ビーチ                                                                          | 突撃○×ドロンコクイズ                        |
| 人数：40→21 通過条件：1問正解 罰ゲーム：どろんこプールに入る | |                                             |
| 第2CP 敗者復活戦 | グァム パシフィックアイランドクラブ・ビーチ                                                                          | 泥んこリンボー早押しクイズ                  |
| 人数：19→7 通過条件：1問正解 罰ゲーム：どろんこプールに入る | |                                             |
| 第3CP | ハワイ ワイキキビーチ（ヒルトン・ハワイアン・ビレッジ前）                                                            | 命預けます 一問多答つな引きクイズ           |
| 人数：28→21（7名×3チーム） 通過条件：一問多答問題をチーム全員が正解 ※4 罰ゲーム：― | |                                             |
| 第3CP 敗者復活戦 | ハワイ ワイキキビーチ（ヒルトン・ハワイアン・ビレッジ前）                                                            | あつあつワイキキ新婚クイズ                  |
| 人数：7→3 通過条件：クイズ正解後、新婚カップルを当てる 罰ゲーム：空き缶を引きつつ、新婚夫婦にまつわる問題が出題されるマラソンクイズをしながら空港に向かう                                    | |                                             |
| 第4CP | ロサンゼルス ハリウッド郊外サンフェルナンド・バレー地区 映画牧場                                                     | 戦車ロシアン・ルーレットクイズ              |
| 人数：24→12 通過条件：クイズ正解後、弾が出る戦車を当てる※5 罰ゲーム：ポリスアカデミー体験入学後、悪者に襲われそうになるドッキリを仕掛けられる                                                | |                                             |
| 第5CP | パームスプリングス テハチャピ山地・風力発電所近辺                                                                    | 強風かけこみ大声クイズ                      |
| 人数：12→11 通過条件：2ポイント獲得 罰ゲーム：強風かつ向かい風の中、「東京直行」の大きな旗を持って空港に向かう                                                                               | |                                             |
| 第6CP | デビルスタワー デビルスタワー・モニュメント前                                                                        | ご存知バラまきクイズ                        |
| 人数：11→10 通過条件：2ポイント獲得 罰ゲーム：鳴き真似で牛とコンタクト | |                                             |
| 第7CP | バッドランド バッドランド国立公園                                                                                    | 国境突破!! 一足跳びクイズ                   |
| 人数：10→2+7（9） ※6 通過条件：一足飛び組2ポイント獲得後、通過クイズに正解、遠回り組通過クイズ無しの2ポイント獲得 罰ゲーム：バッドランドの「出口の無い迷路（敗者には知らせず）」を歩いて帰国 | |                                             |
| 第8CP | リンカーン トウモロコシ畑前                                                                                          | 一問多答早押しリレークイズ                  |
| 人数：7→6 通過条件：5ポイント獲得 罰ゲーム：ヘイスタック競技体験、その後干し草のドームに埋められる                                                                                           | |                                             |
| 第9CP | チチェンイツァ カスティーヨ（マヤのピラミッド）                                                                      | 恐怖のピラミッドかけのぼり数字クイズ        |
| 人数：8→7 通過条件：獲得数値合計92以上 罰ゲーム：ピラミッドの玄室に二泊 | |                                             |
| 第10CP | カンクン NHクリスタル・カンクン・ホテル内 パルテノン神殿風列柱前                                                     | 日の出タイムショック                        |
| 人数：7→6 通過条件：最下位以外（0ポイントでの勝ち残りも可能） 罰ゲーム：パラセーリング「スピンネッカー」の体験                                                                               | |                                             |
| 第11CP | マイアミ エバーグレーズ国立公園                                                                                      | 爆走エアーボートカルタクイズ                |
| 人数：6→4 通過条件：3ポイント獲得 罰ゲーム：― | |                                             |
| 第11CP 敗者復活戦 | マイアミ エバーグレーズ                                                                                              | 日本・米国早起き連想クイズ                  |
| 人数：2→1 通過条件：獲得ポイントが多い方 罰ゲーム：護衛としてワニを連れて帰国 | |                                             |
| 第12CP | ワシントン ウィラード・ホテル                                                                                        | ワシントンつぶし合いクイズサミット ※8       |
| 人数：5→4 通過条件：5ポイント獲得 ※7 罰ゲーム：ガード・ドッグに道案内されつつ帰国 | |                                             |
| 第13CP | ニュージャージー ジャージーシティ （リバティー・ステイト・パーク、セントラル・レールロード・オブ・ニュージャージー） | ニュージャージー封鎖クイズ ※9               |
| 人数：4→3 ※10 通過条件：初代チャンピオンとの直接対決（5問出題）で、3ポイントを先取 罰ゲーム：水上歩行器でハドソン川を渡って帰国                                                              | |                                             |
| 決勝戦 | ニューヨーク リバティ島 自由の女神像前                                                                               | 早押しクイズ ※9                             |
| 人数：3→1 通過条件：10ポイント先取 罰ゲーム：― | |                                             |

- ※1：早押しクイズには凶を引いた3名が参加。ここの敗者は名古屋の敗者復活戦に回る。凶の3名は第1CP：機内ペーパークイズまでの段階で全滅した。
- ※2：第二次予選敗者1名と第三次予選敗者51名の計52名が参加。○×クイズ正解でパチンコ玉200発支給、使い果たした場合は再びクイズに正解して追加で200発支給。
- ※3：敗者復活者3名（名古屋→グァム間の機内400問ペーパークイズで勝者機の平均点を上回る成績を記録した挑戦者）と勝者側の機内通過下位3名が参加。結果復活組3名が通過し、宴会の果てた直後を狙われた勝者側は1問も解答権を得ることなく敗退（押した者はいたが押し負けた）。
- ※4：「ワイキキの母」による手相診断により、「クイズ寿命」を判断、診断された寿命の長さの順に、亀組、鶴組、人並み組、かげろう組の4組に分けられ綱引きを行い、最後尾の挑戦者が早押し機に触れると解答権獲得。
- ※5：戦車5台のうち弾が込められている2台のいずれかを指定すれば通過。弾の入っていない戦車を指定すると「ハズレ」と書かれた小さな旗が掲げられた。
- ※6：バットランド通過者先着2名がメキシコ（チチェンイツァ）へ一足飛び、3着以降の勝ち抜け7名が遠回りコースのリンカーンへ。
- ※7：最初に各挑戦者に、クイズ問題の書かれたカードが3枚ずつ配られ、まず早押しクイズで指名権を争い、指名権を獲得した挑戦者が、手持ちのカードから1問を選び他の挑戦者に出題、出題された挑戦者が正解しなければ出題者が1ポイント獲得しそのまま続けて出題（次の出題相手は同一人物でも他の挑戦者でも良い）、正解した場合は答えた挑戦者が1ポイント獲得の上、指名権もその挑戦者に移行する。通過者が出た場合は再度指名権を争う早押しクイズから再開。
- ※8：クイズ開始前、ナンシー・レーガン（ロナルド・レーガン大統領夫人）のそっくりさんが登場し挨拶、英語では偽者である旨に触れていたものの、その場にいた挑戦者5人は誰一人偽者と気付かなかった。
- ※9：準決勝と決勝戦は同日収録だった。[注 85]
- ※10：挑戦者4名それぞれ初代クイズ王松尾との対決方式であったため、通過人数が不定であった（最低2名以上で全員通過もあり得た）。結果、通過を果たしたのは3名だった。[注 86]

決勝戦進出者・敗者機1位
- クイズ王 ： 稲川良夫（岐阜県大垣市出身・大阪府在住・No.94・25歳・機内総合1位）
立命館大学出身、凸版印刷（現・TOPPANホールディングスもしくは傘下企業）勤務。立命館大学クイズ研究会（正式名称「立命館大学クイズソサエティ」・通称RUQS）の設立者にして初代会長。「クイズMr.ロンリー」「パネルクイズ アタック25」優勝経験あり。ウルトラクイズには第5回で初参加し、第7回からはRUQSを引き連れて後楽園予選に出場していた。出場前に申請していた有給休暇は6日、それを遥かに超え、上司から「君の将来に良くない」と言い渡されるなど、会社を解雇されるかも知れないという状況の中で当大会に臨んだ成田で敗退したが、「名古屋縦断ミニトラクイズ」では真っ先に正解し敗者復活パチンコに挑戦を開始、復活条件の2,000発を大きく上回る3,499発を叩き出し、敗者機内での400問ペーパークイズで勝者機を含めた総合1位を獲得、グァム深夜トレードクイズで2抜けと4連勝し敗者復活・合流を果たした。中盤ではバッドランドでの一足飛びクイズに2番手で勝利しリンカーンをスルー。優勝を果たした後は、優勝者へのシャンパンを飲みかけた残りを自ら頭に被り、その後リバティ島から海（アッパー・ニューヨーク湾）に飛び込み、喜びを表現した。カンクンでの日の出タイムショッククイズなど早押しクイズでは他を圧倒し、バッドランドの一足飛びクイズやワシントンでのクイズサミットなどでは勝負師に徹して早々に勝ち抜けを決めていたが、その反面、決勝戦などでの重要な局面を含め的外れな解答[注 87] をすることも多かった。なお、一般企業の社員で決勝進出を果たした挑戦者は数名いるが、優勝を果たしたのは稲川だけである。パームスプリングスでの「強風かけこみ大声クイズ」で絶叫する言葉を「辞表覚悟」にされ、優勝直後には福留に「会社クビになってるかもしれないのによくやったな」とコメントされていたように、稲川は帰国後、解雇されているものと思いながら出社したところ、上司の配慮により解雇されてはおらず、日本テレビも、優勝後のスタジオ収録の際に石川が「（勤務先の）名を世に知らしめたことを広告費用に換算すると数億円に上る」と述べたり、福留も「大変な営業マンだと思いますよ」と稲川を擁護した（ただし稲川は翌1988年には凸版印刷を退職している）。2年後の第13回でも国内予選を突破するが、この時はグァムで敗退、敗者復活逆ドロンコクイズでも敗れて敗退している。後年『史上最強のクイズ王決定戦』や『FNS1億2,000万人のクイズ王決定戦!』に常連で出場。現在は地元岐阜のイベント会社に勤務。2024年5月1日に放送された『こどもディレクター』（中京テレビ制作、日本テレビ系列）で、偶然街頭インタビューを受けた稲川の娘が、実家（稲川の自宅）に帰り稲川になぜクイズ参加をやめたのかを尋ねるシーンが放送された。
- 準優勝 ： 山賀恵美子（埼玉県大宮市（現・さいたま市大宮区）出身・No.86・20歳・機内総合6位（勝者機5位））
7年ぶりの女性決勝戦進出者[注 88]。青山学院女子短期大学英文科2年生だったため、ニックネーム、および大声クイズの絶叫フレーズは「青短」。グァムで敗者復活。この年の上位進出を果たした彼女と他の女性2名と合わせて「三人娘」と呼ばれ、放送当時は番組視聴者の間で非常に人気があった。参加中に短大の同級生が全員就職先を決めたことを知り、焦りを隠せなかった。リンカーンでは温井和佳奈[注 89][57]（東京都出身、No.52、20歳・リンカーンで敗退）との三人娘対決[注 90] の末にラスト抜けを果たした。歴代最後の女性決勝進出者。決勝では一問だけ正解することができ、その際にはファンファーレ演奏のため待機していたグリニッジ・ビレッジ・ハイスクール・バンドの学生たちから歓声があがった。
- 第3位 ： 高橋充成（神奈川県逗子市出身・No.22・21歳・機内総合8位（勝者機7位））
神奈川大学工学部電気工学科4年生で、同大学のクイズ研究会元会長。ハワイで敗者復活。クールかつ、福留に「旅の間、いつもウンチングスタイルで座っている孤独な高橋」「今回の旅では、明るいグループ交際の集団の中にあって、ほとんど口をききませんでした。声を出すのはクイズに答える時だけ」と評されたほどの無口で、バッドランドでの一足飛びクイズでトップ通過し稲川と同様にリンカーンをスルーすることが決定した際も万歳三唱の動きこそするものの声を張らない高橋に福留が「声が出てないじゃないか」と肩を掴み突っ込んでいた。その一方で久伊豆神社に奉納した絵馬には「勝つ」と9つも書いていた。コーヒーと紅茶と烏龍茶が苦手なことが愛称となり、パームスプリングスでの大声クイズの絶叫フレーズとして取り上げられた。マイアミ、ワシントンD.C.でもトップ通過。後年「クイズタイムショック」に出場、11問正解という成績を残している。
- 決勝戦の結果 ： +10（稲川…赤） VS 0（高橋…青） VS +1（山賀…黄）[注 91]
- 勝者機1位（機内総合2位）： 高橋麻里子（東京都葛飾区出身・No.68・19歳・カンクンにて敗退）
駒澤大学2年生で前述の「三人娘」の1名。グァムでは強制送還を恐れてなかなかブーブーゲートをくぐれず、ステップを団扇の柄でツンツンとつつく、指で押すなどした後、思いきって飛び降りたところ通過。この時は「機内1位」と紹介されるも、稲川が成績で上回ったため放送の泥んこクイズ挑戦のテロップでは「機内女性1位」と紹介され、以降「機内女性1位」で定着したが、そのグァムで「ピアノ教則本バイエルは、西ドイツのバイエルン地方に伝わる音楽を元にして作られた」という問題で○と答え泥に飛び込み、「実力No.1、今散ってしまいました」とアナウンスされたものの敗者復活した。読売ジャイアンツ中畑清のファンだったため、中畑のキャッチフレーズ「絶好調」にちなみ「絶好調娘」と呼ばれ、パームスプリングスでの絶叫フレーズも「絶好調」、他の挑戦者からは、「チャリンコ姉ちゃん」略して「チャーリー」とも呼ばれていた。リンカーンではトップ通過、パームスプリングスでも2番目に通過するなどした一方、デビルスタワーのバラまきクイズはラスト通過[注 92]、チチェンイツァでも通過者7人中6番目と出入りが激しかった。最終的に、カンクンで序盤に連発した早とちりの誤答が最後まで尾を引き-1ポイント、全く解答できず0ポイントだった挑戦者[注 93]に1ポイント及ばず敗退した。

その他の挑戦者
- 矢野由利子（神奈川県出身・No.55・23歳・ロサンゼルスにて敗退）
後楽園で最後に勝ち抜けを決めた2人のうちの1人。成田のジャンケン前に福留から仕事を聞かれ「某テレビ局関係のキーパンチャー」と答えたため、それに反応した福留から局の所在地を問われ「曙橋」[注 94]と言ったことからフジテレビ関連会社勤務と判明[注 95]。リアクションが大きく、ジャンケン勝利直後に福留と握手をしながら「トメさん命」と絶叫[注 96]、グァムではクイズ前に震えながら「もうダメ〜ああ帰りたい」と言い出し、問題を聞いた後履いていたサンダルを脱いで走り飛び込んだため、正解後に福留が「まるで自殺をしに行ったみたいです」と揶揄、更にあまりの狂喜乱舞ぶりに福留が呆れた様子で「私はああいう人を連れてハワイ行くんですか」と発言。ハワイの団体戦では上述の高橋麻里子と同じチームだった。ハワイでは通過を決めた直後、福留に抱きつき号泣、ロサンゼルスで敗退した際は、改めて名前、年齢、勤務先を自己紹介した後「全国のお金持ちの男性の方、お待ちしてます」とコメントを残して去って行った。
- 宇田川敦史（東京都出身・No.100・24歳・ニュージャージーにて敗退）
東武百貨店本店地下1階酒売り場勤務。民間企業勤務ながら、稲川とは異なり会社人事部から特別許可が下りたため、多くの場面で社名とCI入りの法被を着用してクイズに臨んでいた。グァムでは「地球上には、おっぱいのある鳥もいる」という問題で○を選び泥に飛び込んだ瞬間福留に「そんなわけねえだろ」と揶揄されたが山賀と同様に敗者復活戦で復活。ハワイの団体戦では上述の高橋麻里子と矢野と同じチームだった。パームスプリングスでの絶叫フレーズは「打倒！西武」にされトップ通過、チチェンイツァでもトップタイで通過したものの、デビルスタワーでは放送上3連続でハズレを引き、バッドランドでは国境越えクイズに挑むも不正解でその後稲川に席を奪われ、リンカーン行き通過も7人中5番目、リンカーンで4位タイ、カンクンで4位、マイアミで3位、ワシントンでラスト通過と苦戦が多かった。準決勝では他3人の挑戦者がいずれも1問目を先取された後逆転したのに対し、唯一1問目を先取しながら続く3問を取られて敗退、敗退後の罰ゲームでハドソン川に浮いている様子が、マンハッタンへ向かう福留のヘリコプターからも撮影された。

優勝賞品
- カナダ東部のノバスコシア沖に浮かぶ島 （カンクンでクイズ前に発表された。最初は通常の島に上陸して味噌汁を作って食べたりしたが、実際の賞品として贈られた島は、その島の隣にある岩礁で、満潮時には畳一畳分を残して水没してしまう。干潮時は最初に上陸した島と岩礁の間を歩いて行き来ができる。稲川が名古屋のパチンコで敗者復活したことから「パチンコ島」と命名して、敗者復活のタスキをこの地に埋めて記念とした。放送最後は雨の中岩礁に取り残されるというほとんど罰ゲームのような終わり方をした。稲川のブログによれば、実際には最初に上陸した島も含めて賞品として貰えたという。現在も稲川はこの島を所有している。今回の優勝賞品の沈む島は第1回当初からアイデアが出ていたが、番組スタッフの希望に沿うような案件がなかなか見つからず、11年目にようやくノバスコシアで見つかったという。

テレビ放送（全4週）
- 第1週…1987年（昭和62年）11月5日『日本脱出民族大移動編』[58]：グァム・深夜トレード早押しクイズまで
- 第2週…1987年11月12日『青息吐息・西海岸漂着編』[59]：パームスプリングスまで
- 第3週…1987年11月19日『国境突破一万キロ進軍編』[60]：カンクンまで
- 第4週…1987年11月26日『最終回NY決勝戦』[61]

## 第12回（1988年〈昭和63年〉）
「昭和」最後の放送、高島と石川のコンビによるスタジオパートとコンピュータ敗者予想（同年の担当はこのコーナー唯一の女子アナ担当者ともなった、同年の新人アナウンサーだった永井美奈子）最後の回。また同年4月、平日19:00に帯情報番組『追跡』が設置されたのに伴い、『木曜スペシャル』は再び90分枠に戻ったため、全て90分枠で5週に分けて放送された（オール90分枠はこれが最後）。なお第2週放送の11月10日では、直前の『追跡』でも宣伝を兼ねた特集「ウルトラクイズうらのうら」が放送された。
参加資格年齢の上限が45歳から50歳に引き上げられ、第一次予選が初めて東京ドーム（同年3月にこけら落とし）にて行われた。敗者の味方が徳光から渡辺正行へと交代し、徳光は初めて一般挑戦者として出場した（第一問で敗退）。また、第1回クイズ王の松尾も50歳になったのを機に5年ぶりの出場となったが、第4問目で敗退した。
この年から福留は徳光の後任として、『ズームイン!!朝!』2代目司会者に就任。福留はズームイン司会就任が決定した際に上層部に本番組と『高校生クイズ』はどうするのかと問いただしたら双方続投と言われあ然とした。福留が本番組とズームイン司会を掛け持ちとなった為に、本大会から当番組ロケ期間中はズームインの正規の司会者不在という事になり、この間は系列局のキャスター等が司会を代行して、正規の司会者の福留は1ヶ月ズームインを離れることになる。第13回、第14回も同様。
本大会からコンチネンタル・ミクロネシア航空時代の第9回以前と同様、成田→グァムの移動は通常通り飛行機1機での移動に戻した。
北極圏のバローから南極圏のフェゴ島・ウシュアイアまで南北アメリカ大陸を縦断し、アメリカ本土（フロリダ半島）へ再上陸。総移動距離55,000kmという歴代で最も距離の長いルートを辿った。南米ではブラジルとアルゼンチンを経由した。アラスカのチェックポイント設定、ハワイのチェックポイント非設定はともに第6回大会以来6年ぶりとなった。
収録期間中に昭和天皇の病状が悪化したため、勝ち抜け時のバンザイがなくなり健闘を称える拍手に変わった時期がある。
決勝戦は今大会からイースト川を航行する遊覧船「プリンセス号」の船上で行われるナイター決勝となった。
機内1位の挑戦者がアメリカ大陸上陸を果たせず敗北し、第8回でもアメリカ大陸上陸を果たした2名が再度の本土上陸を果たしたり、成田・バロー・フェゴ島と3度敗退するも、いずれも敗者復活で復活した酒井敦子（東京都出身・No.12・ワシントンDCで敗退） など女性が3名南米上陸し、本土上陸後のトップ通過者の顔ぶれが固定されておらず、実力伯仲の戦いが続いた。一方で年長者、若年者は不振であり、20代の社会人挑戦者 が中心となった。
福留が挑戦者に対して説教をするシーンが多いのもこの回の特徴。
今大会は2014年6月と8月、2015年1月にファミリー劇場で再放送され（2015年1月には、再放送がひと月に2度行われた）、オリジナル番組「今だから話せるウルトラクイズ丸秘証言集」（全3回）も併せて放送された（2014年8月の第12回再放送では「丸秘証言集」の放送は無し）。「丸秘証言集」放送時のコメントによると、ウルトラクイズ参加から26年経っても参加者同士の交流が続いており、毎月誰かしら集まっているとのこと。
スカパーJSAT主催の「スカパー!アワード2014」にて、上記の「史上最大!第12回アメリカ横断ウルトラクイズ&今だから話せるウルトラクイズ丸秘証言集」が「ココロ動いた番組賞」を受賞した。
| CP | 地名 会場                                                         | クイズ                                    |
| --- | ----------------------------------------------------------------- | ----------------------------------------- |
| 第一次予選 | 東京ドーム                                                        | ○×クイズ                                  |
| 人数：20774→100 通過条件：規定人数決定まで勝ち残り 罰ゲーム：―                                                                       |                                                                   |                                           |
| 第二次予選 | 成田空港 成田エアポートレストハウス                               | ジャンケン                                |
| 人数：100→50 通過条件：3本先取 罰ゲーム：―                                                                                           |                                                                   |                                           |
| 第二次予選 敗者復活戦 | 成田空港 成田エアポートレストハウス                               | 備えあれば復活ありクイズ                  |
| 人数：50→5 通過条件：渡辺が提示した条件を満たし、クイズに1問正解 罰ゲーム：―                                                         |                                                                   |                                           |
| 第1CP | 成田→グァム 太平洋上空                                            | 機内400問ペーパークイズ                   |
| 人数：55→40 通過条件：上位40位まで 罰ゲーム：―                                                                                       |                                                                   |                                           |
| 第2CP | グァム パシフィックアイランドクラブ・ビーチ                       | 突撃○×どろんこクイズ                      |
| 人数：40→20 通過条件：1問正解 罰ゲーム：どろんこプールに入る                                                                         |                                                                   |                                           |
| 第3CP | バロー 北極海沿岸                                                 | 一問多答 人間ピラミッドクイズ             |
| 人数：20→15（5名×3チーム） 通過条件：一問多答問題をチーム全員が正解後、カラオケ通過クイズに正解 罰ゲーム：―                          |                                                                   |                                           |
| 第3CP 敗者復活戦 | バロー 北極海沿岸                                                 | しもやけ早押しクイズ                      |
| 人数：5→3 通過条件：1ポイント獲得 罰ゲーム：エスキモーオリンピック競技体験→犬ゾリを引いて走って帰国                                  |                                                                   |                                           |
| 第4CP | フェアバンクス（アラスカ鉄道） フェアバンクス→ネナナ→アンカレッジ | 勝ち抜けクイズ 三択クイズ                 |
| 人数：18→勝抜3 通過条件：規定人数決定まで勝ち残り 罰ゲーム：―                                                                        |                                                                   |                                           |
| 第4CP | フェアバンクス（アラスカ鉄道） フェアバンクス→ネナナ→アンカレッジ | 置き去りクイズ 突撃取材クイズ             |
| 人数：15→14 通過条件：1問正解 罰ゲーム：ネナナ駅に置き去り                                                                           |                                                                   |                                           |
| 第4CP | フェアバンクス（アラスカ鉄道） フェアバンクス→ネナナ→アンカレッジ | 勝ち抜けクイズ 空席待ちクイズ※1           |
| 人数：14→勝抜8 通過条件：1ポイント獲得 罰ゲーム：―                                                                                   |                                                                   |                                           |
| 第4CP | フェアバンクス（アラスカ鉄道） フェアバンクス→ネナナ→アンカレッジ | 置き去りクイズ 時間ですよ! 早押しクイズ   |
| 人数：6→5 ※2 通過条件：1ポイント獲得 罰ゲーム：線路上に置き去り                                                                      |                                                                   |                                           |
| 第4CP | フェアバンクス（アラスカ鉄道） フェアバンクス→ネナナ→アンカレッジ | 勝ち抜け&置き去りクイズ 早押しクイズ      |
| 人数：5→4 通過条件：2ポイント獲得 罰ゲーム：軌陸車に大きな野菜を荷台に乗せた後、始発のフェアバンクスに送還                           |                                                                   |                                           |
| 第5CP | サンフランシスコ サンフランシスコ証券取引所→急勾配の坂            | 知力派VS体力派トレード 新・マラソンクイズ |
| 人数：15→14 通過条件：知力派：3ポイント獲得、体力派：1ポイント獲得 罰ゲーム：自転車宅配便体験                                        |                                                                   |                                           |
| 第6CP | パシフィカ パシフィカビーチ                                       | クイズ わたしがママよ!                    |
| 人数：14→13 通過条件：クイズ正解後、子供の母親を当てる 罰ゲーム：子供に似顔絵を描いてもらう                                          |                                                                   |                                           |
| 第7CP | ラスベガス カジノ通り フレモント・ストリート                      | クラップス早押しクイズ                    |
| 人数：13→11 通過条件：クイズ正解後、クラップスで勝利する ※3 罰ゲーム：マフィア相手（マフィアは仕掛け人で、ドッキリ）にディーラー体験 |                                                                   |                                           |
| 第8CP | モハーベ砂漠 ソーダレイク                                         | バラマキクイズ                            |
| 人数：11→10 通過条件：2ポイント獲得 罰ゲーム：チケット引換券のゴルフボールでゴルフをしながら砂漠を横断                               |                                                                   |                                           |
| 第9CP | サンパウロ パレストラ・イタリア球技場                             | 勝利への脱シュートクイズ                  |
| 人数：10→9 通過条件：2ポイント獲得 罰ゲーム：キーパー特訓                                                                            |                                                                   |                                           |
| 第10CP | イグアス イグアス国立公園 (ブラジル)                              | 大滝びクイズ                              |
| 人数：9→8 通過条件：2ポイント獲得 罰ゲーム：小舟で川を下って帰国                                                                     |                                                                   |                                           |
| 第11CP | ブエノスアイレス カミニート（タンゴ発祥の地）                     | クイズ タンゴアルゼンチーノ               |
| 人数：8→7 通過条件：2ポイント獲得 罰ゲーム：ブエノスアイレス市民とタンゴを踊りながら空港まで歩く                                     |                                                                   |                                           |
| 第12CP | フェゴ島 ウシュアイア 南氷洋沿岸                                  | 最南端で災難クイズ                        |
| 人数：7→5 通過条件：5ポイント獲得、もしくは-12ポイント失格者を2人出す※4 罰ゲーム：―                                                  |                                                                   |                                           |
| 第12CP 敗者復活戦 | フェゴ島 ウシュアイア 南氷洋沿岸                                  | 二重音声クイズ                            |
| 人数：2→1 通過条件：2問同時に出題される問題に、両方正解 罰ゲーム：イマーションスーツを着用して漂流する                               |                                                                   |                                           |
| 第13CP | ゲインズビル ゲインズビル・レースウェイ                           | 爆走ドラッグレースクイズ                  |
| 人数：6→5 通過条件：2ポイント獲得後、ドラッグレースの予想を当てる 罰ゲーム：ドラッグレース体験                                       |                                                                   |                                           |
| 第14CP | ワシントンD.C. 議会議事堂前広場                                   | 大統領選挙クイズ※5                        |
| 人数：5→4 通過条件：獲得数値合計50以上 罰ゲーム：小学校に一日入学                                                                    |                                                                   |                                           |
| 第15CP | ゲティスバーグ ミリタリー・ナショナルパーク                       | 激戦!! 通せんぼクイズ                     |
| 人数：4→2 通過条件：3ポイント獲得後、通過クイズに正解 罰ゲーム：両者の片足を縛り、反対の方向にある空港までジャンケンをしながら歩く   |                                                                   |                                           |
| 決勝戦 | ニューヨーク プリンセス号船上イースト川クルーズ                   | 早押しクイズ                              |
| 人数：2→1 通過条件：10ポイント先取 罰ゲーム：―                                                                                       |                                                                   |                                           |

- ※1：解答席3に着席出来るのはネナナ[注 108]駅での正解順上位3人、4位以降は解答席を選び3席のいずれかに並び、お手つき・誤答した解答者は列の最後尾へ回る。
- ※2：4名が正解したところで列車が発車して2名が置き去りとなってしまったため、同行アナの小倉淳がヘリコプターで現場へ救助に出向き、その場でのクイズで敗者1名を決定。他方の1名はヘリコプターに乗って再びアラスカ鉄道へと合流。
- ※3：2個のサイコロを投げ、合計が7か11になったら勝ち抜け。2か3か12は負けとなり、解答席に戻る（他の合計目の場合はサイコロを振り直し）。
- ※4：最初から自分で答えれば+1、お手つき誤答は-1。他の挑戦者を指名し、その挑戦者が答えられず自分が正解すれば自分は+3で指名された挑戦者は-3。他の挑戦者が正解すればその挑戦者が+3で指名した側が-3となり、指名された側とした側がともに不正解なら指名した挑戦者のみ-3。
- ※5：正解者は州名を指定し、指定した州のアメリカ大統領選挙における選挙人の数が正解者の得点として加算される。ただし地図には州名の記載はない。お手つき誤答の場合、既に指定した州のうち最も選挙人の数が多い州が返され減らされる。

決勝戦進出者・機内1位
- クイズ王 ： 瀬間康仁（群馬県高崎市出身・大阪府在住・No.1・24歳・機内4位）
立命館大学の学生で、RUQS4代目会長。趣味は献血で、当大会参加前までに63回（本人曰く「一升瓶7本分」）も行ったというその数の多さから、イグアスの大声クイズで叫ぶ言葉も「何があっても献血」になった。第一次予選では最後の問題で敗れたが、補欠繰上げ[注 113] にて第二次予選に参加。成田空港に国家公務員1次試験合格通知を持参、9月6日に予定されていた2次試験を「グァムで帰って来りゃ何とかなるでしょ」と言った後「これに勝ったら人生捨てます」と発言しジャンケンに臨む（結局勝ち進んだことで不参加となり、後年に改めて群馬に帰郷し公務員試験を受験、合格後に群馬県職員となり、群馬県庁に勤務していた）。グァム上陸後最初に登場した。アラスカ鉄道ニナーナ（ネナナ）駅（第8回の準決勝進出者[注 44] に競り勝った）とブエノスアイレスではアルゼンチンタンゴに苦戦したこともありラスト通過となり[注 114]、モハーベ砂漠ではハズレを2回引き苦戦したが、サンフランシスコ、イグアス、フェゴ島などでは上位通過を果たし、ゲインズビル以降は全てトップ通過。ゲインズビルでは、その前のチェックポイントまでの時点で正答率において瀬間を上回り1位だった柴田章志（後述）が、ドラッグレースの予想を何度も外し敗退。準決勝では二度目の本土上陸となる挑戦者から露骨にライバル意識を剥き出され[注 115] 追随した大江からもプレッシャーを受けるも、これを退け通過クイズを一回で通過。決勝戦は紋付羽織袴を着て臨んだ[注 116]。バローの団体戦では大江と同じグループに振り分けられた。2年前の第10回の第一次予選も突破していたが、第二次予選の腕ズモウにて左利きであった瀬間は、右利きの相手と逆手で対戦し（利き手が異なる同士の対戦の場合、対戦前にじゃんけんをし勝った方が使用する腕を選べたため）、敗退した経歴がある。第11回の第一次予選も参加している姿も確認されていたが敗退している[注 117]。土産を買うならニューヨークでと心に決め、途中のチェックポイントで一切土産を買わなかった。近年（2018年）では練馬放送の「カメちゃんのザクザク雑学」（同大会でフェゴ島で敗退した女性・"カメ"（平田由佳・東京都出身・No.23）がパーソナリティーを務める）という番組に月一回「せまちゃんの酔いどれラジオ」のコーナーで準レギュラーとして出演していたが、「カメちゃんのザクザク雑学」が2023年9月で終了したに伴い「せまちゃんの酔いどれラジオ」も終了した。また、同局「TheRadioGrantHeights」での投稿ラジオネーム「謎の群馬県人」から、群馬さんとも呼ばれている。
- 準優勝 ： 大江成人（千葉県柏市出身・No.69・22歳・機内2位）
早稲田大学の学生。アラスカ鉄道でのクイズの誤答から、あだ名は「ババピー」[注 118]。道中の酒の席で、その誤答を女性解答者にからかわれ、酔った勢いもあって首に手を掛けたり、イグアスの大滝びクイズではフレーズが「ババぴー」となった（回想シーンも放送された）。本土上陸当初は中、下位での通過が多く、ラスベガスのクラップス早押しクイズでは振り直しの末後ろ向きでサイコロを振りラスト通過だったが、トップ通過したサンパウロ以降はフェゴ島でラスト通過となった以外上位通過が多かった（特にフェゴ島では、自身の他人に対する優しさから自身が危機に陥る場面があり、フェゴ島通過の際も勝ち抜いたが葛藤から涙を流す場面があった。その心情もあり、決勝まで勝ち上がった際には決勝の紹介では福留から「彼ほど、この旅で逞しくなった男は過去に見当たりません」と評された）。準決勝では瀬間の勝ち抜け後、通過席に立った挑戦者を阻止してチャンスを掴み通過クイズに進出、一問タイムオーバー[注 119] となった後の二問目で先に阻止した挑戦者との早押し対決に押し勝って決勝に進出した。第5週エンディングは自由の女神を見上げる彼の姿で締めになった。のちに、この旅で出会った（前述のフェゴ島通過の際には直接対決で一旦は倒した相手でもある）後にワシントンD.C.で敗退した酒井敦子と結婚。クイズ歴では「史上最強のクイズ王決定戦」(予選で敗退)などがある。
- 決勝戦の結果 ： （瀬間…青）+10 VS +6（大江…赤）
- 機内1位 ： 岩隈政信（東京都出身・No.26・21歳・グァムにて敗退）
早稲田大学の学生で、同大学のクイズ研究会所属。グァムのドロンコクイズで誤答して敗退(なお、機内トップの挑戦者がドロンコクイズで敗退となったのは第4回の北川と岩隈の2名のみ)。のちに日本テレビ報道局に所属。「第2回史上最強のクイズ王決定戦」では準決勝で真っ先にリーチかけるも西村顕治の猛烈な追い上げの前に決勝進出を逃した戦歴がある（「今だから話せるウルトラクイズ(秘)証言集「第12回に出演した皆様の巻」にてクイズ王の瀬間は「どろんこクイズ」で機内一位の岩隈が脱落した時点で自身が優勝できると思ったと語った）。

その他の参加者
- 古川久美子（愛知県名古屋市出身・No.59・23歳・イグアスで敗退）
名古屋短期大学保育科卒でウルトラクイズ参加時は家事手伝い（ただし福留曰く「家事を手伝わないAB型」）。グァム空港では自分でマイクを持ち実況しながらタラップを降りて来る様子が放送された。カラオケ好きでマイクを持つと離さない事から福留から「将来は突撃リポーターだよ」と言われイグアスの大滝びクイズのフレーズでは「突撃リポーター!」となった。本人曰く、答えがわからず適当に「アメリカ」と答えて2度正解になったり（バロー[注 120]、モハーベ砂漠[注 121]）、ラスベガスでは答えが出身地の愛知県という問題[注 122]で正解しクラップスも1発通過という運に恵まれたことなどもある一方、アラスカ鉄道では通過が決定しない最後の5人に残り、サンフランシスコ、モハーベ砂漠、サンパウロと最下位通過、サンパウロの通過直後には、ゴールキーパーを務め古川含め多くのシュートを止めたペレJr.との握手を促した福留に対し「嫌だこいつ（ペレJr.）」と発言。遂にイグアスで敗退し、イグアス川を手漕ぎボートで下り帰国するという罰ゲームで、1時間以上（本人曰く2時間近く）漕ぎ続けた挙句、誤って川の中にある国境を越え、本物のパラグアイ国境警備隊に拿捕された。本人はどっきりだと思っていたため慌てなかったが、予想外のトラブルのためスタッフが慌てて介入し事無きを得た。しかしそのトラブルにより帰国予定の飛行機の時間ギリギリとなり、偶然乗り継ぎが良過ぎたこともあって、イグアス→サンパウロ→リオデジャネイロ→マイアミ→ロサンゼルス→成田と途中1泊もせず33時間乗りっ放し状態で帰国したという。
- 柴田章志（愛知県岡崎市出身・No.90・26歳・ゲインズビルで敗退）
勤務先の名前の入った法被を着用して参加し、イグアスの大滝びクイズのフレーズも勤務先の「栄屋乳業」。バローの一問多答クイズで「おニャン子クラブの出身で現在もアイドルとして活躍している人は全部で22人、その名前は?」という問いに1人目にもかかわらず河合奈保子と誤答、河合その子と言い直すが時既に遅く、同チームの他のメンバーから袋叩きに遭う。モハーベ砂漠ではクイズ開始前に福留から次のチェックポイントはどこに行きたいかと問われ南米と答えた。ブエノスアイレスでは法被を脱ぎタンゴ用に着替えたスーツ姿を福留から「柴田さんが寅さんになっちまった」と評される。正答率はトップクラスで、ゲインズビルでも何度もクイズに正解しながらドラッグレースで予想を外し続け敗退した。その後、2013年にNHK総合『連続クイズ ホールドオン!』に出演するなどしていたが、先述の平田由佳によると、2016年に54歳の若さで逝去。

優勝賞品
- バイオマリンスポーツセット一式 （フェゴ島で発表された。フロリダ州のウィンターヘブンで贈呈。同時に2日間のトレーニングでインストラクター技術も伝授された。「バイオマリンスポーツ」とは馬1頭の力によって引かれる水上スキー「ホースウォータースキー」のこと。馬も賞品に含まれる。賞品地レポーターは小倉淳が務めた。瀬間はその後2014年時点でやった事こそないもののまだ水上スキーの道具一式を持っていたとのこと）

テレビ放送（全5週）
- 第1週…1988年（昭和63年）11月3日『地球大縦断編』[64]：グァム・ドロンコクイズ数名挑戦まで
- 第2週…1988年11月10日『気温差40度編』[65]：アラスカ鉄道まで
- 第3週…1988年11月17日『西海岸南進編』[66]：モハーベ砂漠まで
- 第4週…1988年11月24日『地球大縦断達成編』[67]：フェゴ島まで
- 第5週…1988年12月1日『栄光の地球大制覇編』[68]

第5週目の「12月1日」放送は歴代で最も遅く、「12月放送」も唯一（いずれも『史上最大の敗者復活戦』を除く）。

## 第13回（1989年〈平成元年〉）
「平成」初の放送。第1回から続いたスタジオパートが廃止され、代わりに人工衛星による撮影画像を用いたCGのルート紹介、スタッフや挑戦者による敗者予想など新たな趣向が試みられた。
第1問と敗者復活者が、第一次予選当日の読売新聞紙上で発表された。
徳光和夫は前回に引き続き一般挑戦者として参加、1問目を正解し、続く2問目も正解して東京ドームのグラウンドに足を踏み入れたが、3問目で失格し予選通過はならなかった。その一方、第11代クイズ王・稲川良夫が第5回での宗田利八郎（第3代クイズ王）以来8年振り（そして事実上最後）の「歴代クイズ王の第一次予選突破」、稲川はその後も勝ち進んだが、グァムのどろんこクイズで失格した。
本大会より、グァムのブーブーゲートでの効果音がブザー音声から電子音声（クイズ不正解時の効果音と同じもの）に変更になり、またグァムの泥んこクイズでは、問題が書かれた番号札（挑戦者は残っている番号札から任意のものを選ぶ）が廃止になり、挑戦者はあらかじめ用意された問題に答える方式に変更になった。この他「機内ペーパークイズ」のワースト3名には、この回から「ワーストハチマキ」という鉢巻を装着する様になり、決勝前に『今年も多くの敗者が去っていった』とそれまでの敗者を振り返るコーナーが挿入された。
本大会では初めてオセアニアに進出。ルート前半ではオーストラリアとニュージーランドに上陸し、後半でアメリカ本土を横断(最も遅く上陸でもある)。ただし、オーストラリアでは、同年8月から年末まで続いた民間航空会社パイロットによる大規模ストライキの影響で、当初チェックポイントとして想定していたエアーズロックなどの遠隔地を外し、ルートを変更せざるを得なかった。シドニーではMr.マリックがゲストとして出演し、敗者復活戦も行った。また、前年からニュージーランドで初めて営業を開始し、当時まだ一般向けに公開されてから1年足らずだったバンジージャンプが罰ゲームとして利用された。
前年とは異なり、機内ペーパークイズ（筆記試験）で学校勤務の女性教師、続くグァムの突撃○×どろんこクイズで「ワースト3位」と書かれたハチマキを装着した女性参加者が泥プールの犠牲者第一号、女性機内1位も敗退するなど、同クイズ終了時点で通過者25人中女性は僅か2人しか残らず、1人はオーストラリア・モーリーで、もう1人はニュージーランド・クイーンズタウンで敗退したため、『今世紀最後』を含め番組史上唯一、北米大陸上陸を果たしたのが全員男性で、ロサンゼルスで敗退した1名を除き大学クイズ研究会所属またはOBばかりであった。全大会中でも、国内予選を通過した挑戦者のクイズ知識が際立っていた大会とされ、特に後半のチェックポイントで激戦が繰り広げられた。さらに準決勝ボルティモアの通せんぼクイズでは長戸勇人だけでも8度、他の3人もそれぞれ複数回通過席に立ったものの、40分間のクイズで通過者が決まらず準決勝用に用意された問題が使い果たされる（日本から急遽問題を送ってもらい対応。そのため1時間以上収録が中断した）など、第5回準決勝や第10回決勝戦と並ぶ激戦が繰り広げられ、福留も「13年の歴史の中で、最も素晴らしい戦いだった」と評した。この大激戦の模様を放送する為最終第5週のみ『追跡』を休止して19時からの2時間番組として放送された。長戸によれば、収録再開後50問ほどクイズをやって決着が付かなかった場合は、4人で決勝を行うという話も出ていた。
準決勝ボルティモアで敗者となった2人に対し、大会が始まって以来、初めて「3位決定戦」が行われた。ただ、あくまで罰ゲームの延長線上でという位置付け。1814年の米英戦争当時、言うことを聞かない兵士へのお仕置きとして行われていた罰を真似たもので、1800年当時のアメリカ15州の名前をリレークイズで順番に答え、誤答もしくは制限時間内に答えられないと体の前に付けられた大きな袋にレンガを5個ずつ入れられるというルールで、先に袋が地面についた方が負け。3位の賞品として、「アメリカ合衆国州ジグソーパズル」が贈られたが、ニューヨーク州のピースは没収された。
最終週以外の回のエンディングでナレーションが入るようになったのもこの大会から。。
第12回の再放送に続き、今大会もファミリー劇場で2015年1月〜2月と3月、6月〜7月に再放送され（1月〜2月は5週連続、3月は5日連続。6月〜7月は再放送が2度行われた）、各週の再放送後にはオリジナル番組「今だから話せるウルトラクイズ丸秘証言集 PART II」も併せて放送された（全5回）。
| CP | 地名 会場                                                                                           | クイズ                                            |
| --- | --------------------------------------------------------------------------------------------------- | ------------------------------------------------- |
| 第一次予選 | 東京ドーム                                                                                          | ○×クイズ                                          |
| 人数：24115→100 通過条件：規定人数決定まで勝ち残り 罰ゲーム：― | |                                                   |
| 第一次予選 敗者復活戦 | 東京ドーム 球場内グラウンド                                                                         | 皆勤出場者+皆勤出場者の好きな芸能人※1に似ている人 |
| 人数：24015→4 通過条件：第一次予選13回全てに参加した皆勤出場者。皆勤出場者が提示した条件の該当者 罰ゲーム：― | |                                                   |
| 第二次予選 | 成田空港 成田エアポートレストハウス                                                                 | ジャンケン                                        |
| 人数：104→52 通過条件：3本先取 罰ゲーム：― | |                                                   |
| 第二次予選 敗者復活戦 | 成田空港 成田エアポートレストハウス                                                                 | 先に泣いた方が復活!!                              |
| 人数：52→3 通過条件：早く涙を流した人、先着3名（目に触るのは禁止） 罰ゲーム：― | |                                                   |
| 第1CP | 成田→グァム 全日空911便機内                                                                         | 機内400問ペーパークイズ                           |
| 人数：55→40 通過条件：上位40位まで 罰ゲーム：― | |                                                   |
| 第2CP | グァム パシフィック・スター・ビーチ                                                                 | 突撃! ○×ドロンコクイズ                            |
| 人数：40→22 通過条件：1問正解 罰ゲーム：どろんこプールに入る | |                                                   |
| 第2CP 敗者復活戦 | グァム パシフィック・スター・ビーチ                                                                 | 逆ドロンコクイズ                                  |
| 人数：18→3 通過条件：サドンデス 罰ゲーム：マットの上 | |                                                   |
| 第3CP | グァム→ オーストラリア パシフィック・スターホテル ※2                                                | 3時のあなた 私がマクラをかかえたらクイズ          |
| 人数：25→24 通過条件：最下位以外 罰ゲーム：― | |                                                   |
| 第4CP | ゴールドコースト ゴールドコーストビーチ                                                             | 団体一問多答 ライフセーバーのようなクイズ         |
| 人数：24→18（6名×3チーム） 通過条件：一問多答問題をチーム全員が正解 罰ゲーム：― | |                                                   |
| 第4CP 敗者復活戦 | ゴールドコースト ゴールドコーストビーチ                                                             | ダウトクイズ                                      |
| 人数：6→4 通過条件：1ポイント獲得 罰ゲーム：飼育員として餌作りの後、餌の皿を体に付け、食べながらフンをするロリキートに餌付けしながらフンを体に浴びる                                                                 | |                                                   |
| 第5CP | モーリー モーリー郊外草原地帯                                                                       | 史上最大! サバイバルクイズ                        |
| 人数：22→14 通過条件：2ポイント獲得 罰ゲーム：ヒマワリで自由の女神の地上絵製作作業 | |                                                   |
| 第6CP | ブルーマウンテン ブルー・マウンテンズ国立公園                                                       | ステレオ 二重音声クイズ                           |
| 人数：14→7 通過条件：2問同時に出題される問題に、両方正解 罰ゲーム：― | |                                                   |
| 第6CP | ブルーマウンテン ブルー・マウンテンズ国立公園                                                       | モノラル 一問二答クイズ                           |
| 人数：7→6 通過条件：1問につき正解が2つある問題で、2つとも正解 罰ゲーム：ユーカリの樹海を歩いて空港に向かう | |                                                   |
| 第7CP | シドニー オペラハウス前広場                                                                         | 日豪親善 超インスピレーションクイズ               |
| 人数：13→10 通過条件：2ポイント獲得 罰ゲーム：― | |                                                   |
| 第7CP 敗者復活戦 | シドニー コンベンション・ステーション                                                               | サイキックイズ                                    |
| 人数：3→1 通過条件：最後の1名まで勝ち残り、不正解は即失格 罰ゲーム：Mr.マリックによるハンドパワーで、敗者復活戦で出てきた15個の単語を、順番の番号も含めて永久的に記憶させられる                                      | |                                                   |
| 第8CP | クイーンズタウン マウント・ニコラス牧場                                                             | Mt. Nicholas まァ! うんと憎らし早押しクイズ       |
| 人数：11→10 通過条件：3ポイント獲得※3 罰ゲーム：蒸気船アーンスロー号の石炭運搬・罐焚き作業 | |                                                   |
| 第9CP | ショットオーバー カワラウ渓谷吊橋横                                                                 | 地獄のお叫びクイズ                                |
| 人数：10→9 通過条件：2ポイント獲得 罰ゲーム：バンジージャンプ（跳ぶ寸前で、ストップがかけられた） | |                                                   |
| 第10CP | ロサンゼルス パサデナ バットマンハウス                                                              | クイズ わたしがママよ                             |
| 人数：9→7 通過条件：2ポイント獲得後、子供の母親を当てる 罰ゲーム：撮影機材の後片付けと積み込み | |                                                   |
| 第11CP | ツインレークス                                                                                      | トマト戦争 遠すぎた塹壕                           |
| 人数：7→6 通過条件：2ポイント獲得※4 罰ゲーム：上手な死に方の演技講習 | |                                                   |
| 第12CP | チムニーロック ネブラスカ州道88号線 （ネブラスカ州ハリスバーグのバーナー小学校校庭→チムニーロック） | 爆走!! コンボイリレークイズ                       |
| 人数：6→5 通過条件：最前列でクイズに正解、もしくは最前列で1対1の対決に勝利※5 罰ゲーム：組み立て式のエンジン付きボードで空港に向かう                                                                                  | |                                                   |
| 準々決勝 | メンフィス ピーボディー・ホテル                                                                     | アヒルタイムショック                              |
| 人数：5→4 通過条件：最下位以外 罰ゲーム：盥、ロープ、箒の柄を使いベースを手作り、その後演奏 | |                                                   |
| 準決勝 | ボルティモア フォートマクヘンリー                                                                   | 激戦!! 通せんぼクイズ                             |
| 人数：4→2 通過条件：3ポイント獲得後、通過クイズに正解 罰ゲーム：3位決定戦(※前述の概要も参照)の際、不正解で15州時代の合衆国軍兵士の懲罰である体の前の袋にレンガを入れる罰を受け、終了後レンガを入れたまま空港に向かう | |                                                   |
| 決勝戦 | ニューヨーク プリンセス号船上イースト川クルーズ                                                     | 早押しクイズ                                      |
| 人数：2→1 通過条件：10ポイント先取 罰ゲーム：― | |                                                   |

- ※1：山下真司似1名と賀来千香子似男女各1名の3名。
- ※2：グァム国際空港で結果発表。
- ※3：全員一斉早押しクイズでポイント獲得者が2名発生した時点で1vs1対決クイズに移行、対決クイズの勝者は相手のポイントを総取り。
- ※4：お手つき・誤答の場合、解答者がスタート地点に戻る際に1人だけを狙ってトマトが投げつけられる。
- ※5：解答順はリレークイズ前に3択クイズで決定

決勝戦進出者
- クイズ王 ： 長戸勇人（京都府京都市出身・No.60・24歳・機内1位）
立命館大学の学生だったが、休学して第一次予選の参加直前まで南米旅行をしていた。RUQS5代目会長。ポイント通過時にプレゼンターの女性をハグする、プレゼンターのいないチムニーロックで通過した際には南米旅行中にアルゼンチンとチリ国境で出会った女性マルタの写真にキスをするなど、極めて豪快な性格と言動が特徴[注 133]。第12回にも出場したが第一次予選で敗退している。翌年の第一次予選終了後に南米旅行時に感染したA型肝炎で入院したが、第二次予選直前に退院して参加した。第二次予選と機内クイズは髭面でのパジャマ姿で臨み、グァムで髭は剃り落としたものの、決勝戦も再びパジャマ姿で臨んだ[注 134]。2浪して立命館に入学したのと、その髭面の風貌もあって、グァムのタラップでは福留が「立命館OB」と紹介、自ら4回生と訂正する。「クイズはスポーツ」が信条で、クイーンズタウン以降はラグビーのオールブラックスのジャージを着てクイズに臨む（着替えるシーンも放送された）こともあった。ほかにスーツも持参していたが、メンフィスを準決勝と勘違いし同地で着用した。トップ通過はクイーンズタウンとボルティモアのみで、グァムでは「たとえ刑務所の囚人であっても、働かせ過ぎると労働基準法に引っかかる」という問題に○と答え誤答で泥へ、敗者復活戦では正解し再び泥へ落ち、その夜の『3時のあなた 私がマクラをかかえたらクイズ』の前、部屋を訪れた福留とカメラマンに自分で洗っていた泥まみれの下着を晒され、1時過ぎまで飲んでいたこともあってか同クイズでは失格にこそならなかったが3問中最初の1問のみ正解。ゴールドコーストでは「唱歌『手のひらを太陽に』に出てくる生き物は全部で7種類います。その生き物とは何でしょうか？」という問いに6番目で答えられず（ミツバチ、人間が残っていた）、その後3チーム目（チームとしてはラスト）で通過、モーリーでは通過14人中11番目、チムニーロックでは解答順が6人中5番目でラスト通過し続くメンフィスでは通過者中最低ポイント、トップ通過のボルティモアでも通過席に8度も立つ（特に6度目に阻止された時は、相手に早押しボタンを先に押された瞬間正解だと確信したのか、自分のウルトラハットを相手が答える前に外している）など、後半は苦戦の連続だった。準決勝で敗退した秋利美記雄（山口県出身・No.13・23歳）とライバル的な扱いをされ、ショットオーバーでの絶叫フレーズは「秋利帰れ」となった[注 135]、ただしゴールドコーストの団体戦では同じチームだった。決勝進出決定の際には、対戦相手の永田について「成田空港で（決勝進出を）考えた時の最高の相手」「そのために僕は残って来ました」と評した。なお、肝炎の既往歴を考慮して、優勝者に与えられるシャンパンが見た目がシャンパン風のジュースに差し替えられていたが、オンエアでは「お酒ってこんな味やったんですね」と発言。また本番組において歴代最後の敗者復活からの優勝者でもある。福留からは「20世紀最強のチャンピオン」と呼ばれ、本番組のビデオでは「早押し0.07秒」と紹介された。第15回では冒頭この回で勇退する福留への労いの言葉を述べ、また“今世紀最後”では中断中に誕生した息子を連れて参加した。現在はクイズ作家として活躍している。
- 準優勝 ： 永田喜彰（兵庫県神戸市出身・No.50・26歳・機内3位）
大阪大学出身、システムエンジニア。第5回から第一次予選に参加しており、大学在学中は青春18きっぷを利用しての電車旅行ついでに予選参加していたという、第2回クイズ王の北川と同じく鉄道ファンであった。シドニーでは、残り1枠で同時に正解した東大卒富士通の田川憲治[注 136]（長崎県出身・No.90・26歳・機内4位・準決勝敗退）との勝者決定戦に敗れ一旦は敗退するも敗者復活。クイーンズタウンから再合流して以降準決勝まで、クイズ挑戦時には常に、シドニーでの敗者復活時にMr.マリックからもらった「ハンドパワーTシャツ」を着用し続けた（決勝ではTシャツは着なかった）。この事もありショットオーバーの大声クイズのフレーズは「マリック様さま」となった。長戸と違ってトップ通過が多く、シドニー以外は安定していた。但し、チムニーロックでは、コンボイの乗車順=解答順を決める三択クイズで最も不利な最後尾となったものの、挑戦権を獲得した通過問題では一発正解し結局4番目に通過している。決勝進出の際には、対戦相手の長戸を「最低の相手」「こいつとだけはやりたくなかった」と評した。歴代準優勝者の中で唯一、二度の国内予選突破者であり、第10回でも優勝した森田と同様に成田の○×問題で誤答し×機のペーパークイズで敗者復活したものの、この時はグァムで敗退している（「他の人の問題を聞いても間違えてばかり」という理由で、問題を聞く前に○へ行くと宣言したものの、よりによって国鉄運賃に関する問題が出され「しまった」と言いながらも結局宣言通り○に飛び込んでドロンコになった）。翌年の1987年（昭和62年）からは、外部生ながらRUQSに所属していた。後に長戸と共にバラエティ番組に出演するなどクイズタレント（Twitterなどでは、ボルティモアの通過クイズの答え「冬虫夏草」にちなみ『とうちゅう永田』名義）としても活動している。
- 決勝戦の結果 ： （永田…青）-1 VS +10（長戸…赤） [注 137]

その他の参加者
- 青野志津江（群馬県出身・No.5・モーリーにて敗退）
成田のジャンケン直前、家を出る際に両親に何と言われたか?という福留の問いに「『これっきりにしてくれ』って」と答え、福留から「結構歳ですね」とツッコミを入れられる。ジャンケンでも相手に先行されあいこが続くと震え出し結局勝ち抜け、グァム空港のタラップでは残り通過者1名という状況で登場、「ダメなのわかってますからぁ〜」と発言、福留に踏まないで帰るか尋ねられ「一応」踏んだところ通過で膝から崩れ落ち涙。グァムのドロンコクイズでは着衣を脱ぎブルーのビキニ姿でクイズに挑戦、男性挑戦者らからは嬌声が挙がり、福留から「あの、大変失礼なこと言いますが、飛び込んだ拍子に取れないように気をつけていただきたいです。私はその事だけが心配で、出て来る時に一度確認をしてから出て来ていただきたいと思いますが」「テレビをご覧の皆様、お待たせをいたしました」とツッコミを入れられるも正解し通過。ゴールドコーストでは、長戸、秋利らと同じ『遊び気分で参加しているチーム』で溺れ役になり最終通過。モーリーでは1問目の問題を取る途中で転倒し誤答、放送上の2問目に「驚いた時逆立つのは髪の毛、では美人が怒った時に逆立てるものは?」という問題を読んだ後、考え中に福留が「君が怒った時に逆立てるのは何だ?」と突っ込むも答えられず（正解は柳眉）、直後に泣き顔になりながら走るのをレポーターの小倉アナに指摘される。放送上3問目でようやく正解した時点で既に残り通過枠は1、他の挑戦者から頑張れと声がかかったものの、次の問題に並んでいる最中に最後の通過者が出て敗退。罰ゲームで鍬を振るう姿を見た福留からの、手にマメが出来ていないか心配した後の「こういうのを見たら彼が助けてくれるかな?」という問いに「勿論」と返し、福留が「ご馳走様です、そういう言葉が返ってこないぐらいまだやってもらいましょう」とツッコミを入れられた。

- 阿部光枝（千葉県出身・No.27・クイーンズタウンにて敗退）
今大会女性参加者最後の生き残りで、番組史上ニュージーランド上陸を果たした唯一の女性参加者。千葉北部生コンクリート協同組合勤務の、福留曰く「5時までOL」。グァム空港タラップで通過直後、足元のコンクリートを撫でる。酒好きで、グァムで洋酒を3本買い込み、ブルーマウンテンの時点で既に1本空けていた。オーストラリアへ移動する際のグァム空港では最後まで搭乗券が渡されず（放送でも一旦「失格」のテロップが表示され）失格と思い残念がるが、直後に搭乗券を渡され安堵でしゃがみ込む（阿部の直前に搭乗券を渡されていた挑戦者[注 138]が失格で阿部は通過）。ゴールドコーストで『仕事・学校・家庭が気になっているチーム』に入り敗退した後、敗者復活戦で誤答[注 139]を見抜かれず2番目に復活。モーリーの時点で友人の結婚式が翌日に迫っており「今日のあたしは違いますひと味。吹っ切って来ましたから」と言い切り、放送上最初の問題でハズレを引いたものの、残り3人の段階で通過し、万歳の後福留に「ひと味違ったなおい」と言われ、結婚する友人に謝った後「徹底的に行ってきます」と宣言。ブルーマウンテンでは二重音声クイズは放送上解答権を得られずも続く一問二答クイズではトップ通過、シドニーではトップタイで通過も、続くクイーンズタウンでは、放送上2度挑んだ対決クイズにいずれも敗れ、クイズ途中福留から『男と女のラブゲーム』の一節「飲み過ぎたのは、あなたのせいよ」を歌われからかわれ[注 140]最後は田川に3問連続正解され敗退。罰ゲームでは「かわいそう私〜」石炭タンクに入れと指示されると「ノーサンキュー」、タンクに入りながら「呪ってやるぅ〜」などと弱音を吐いていたが、ナレーションで福留が、普段は男3人がやる仕事を難なく1人でこなし、家では頑固親父と頑固母さんの末っ子だが、ウルトラクイズの勝ち残りが学生中心だったため、一気に10人のお姉さん役になったとフォローした。

- 加藤安司（No.17・神奈川県出身・ショットオーバーで敗退）
アマダソノイケ（合併により現在はアマダ）の経理担当。成田空港では敗者復活戦でワサビを使い涙を流し最後に復活し、グァムでも長戸ともども敗者復活。ゴールドコーストでは『仕事・学校・家庭が気になっているチーム』ではなく『まぁ、それなりに普通の人々のチーム』（2抜け）だったが、シドニーの時点で次週早々に仕事に戻らないと勤務先の約600人の給料が払えなくなることを公表、シドニーで他4名と同時に4抜けした後、クイーンズタウンの時点で近畿日本ツーリストの『アイスマン小池』こと小出靖夫添乗員に敗者予想されるところが放送された[注 141]が7番目に勝ち抜け。次のショットオーバーでは、福留に会社の方はどうかと聞かれ「藤吉常務、こんな所まで来てしまってすいません。あの〜今月は多分帰りませんので、来月からまたよろしくお願いします」とコメント、クイズで叫ぶ言葉を「藤吉常務すいません。」にされた際「すいませんもつけるんですか?」と発言、福留から「当たり前だろ。すいませんの気持ちないのか?」とツッコミが入る。結局放送上残り通過者1人となった時点で1度も解答権を獲得出来ておらず、同時点で-1ポイントだった挑戦者に逆転を許し敗退。罰ゲームのバンジージャンプに向かう直前にコメントを求められ「藤吉常務、無事に帰れるかわかりませんけどとりあえず行って来ます」と言った後、福留に恋人に言うことはないかと問われ「チヨコちゃん、待っててね」とコメント。ジャンプ直前で中断されると仰向けに倒れ込み「これで日本に帰れる」と発言した。
その後、国家資格である社会保険労務士と行政書士の試験に合格し、『ウル虎社会保険労務士事務所』を設立。屋号の『ウル虎』はウルトラクイズと学生時代からのファンである阪神タイガースにかけている。

- 正木茂（No.61・兵庫県出身・ロサンゼルスで敗退）
慶應大学経済学部。一次予選通過者に同姓がいたため、名札は「正木（茂）」とされていた。大学生の参加者中クイズ研究会所属が大半を占める中、クイズ研究会所属でないことを誇りにしていた。無類のギャンブル好きで、グァムでクイズ直前に福留から勝負事の面白さについて聞かれた際「少ない投資で莫大な利益」と答え、福留含め周囲を爆笑させる。ゴールドコーストでは敗者復活戦で敢えて悩むフリをしながら自分の大好きな椎名誠を正答し他挑戦者のダウト失敗を誘い復活、ブルーマウンテンでも最後の2人になったところで誤答による1回休みとなり敗退の危機となりながらもラスト抜けの後、シドニーでは阿部とトップタイ通過、クイーンズタウンでは7番目通過[注 142]。ショットオーバーの絶叫クイズのフレーズを「崖っぷちのギャンブラー」にされそれ自体は本人もご満悦だったが、得意の競馬に関する問題[注 143]の解答権を他挑戦者に取られ福留に「君にもってこいの問題だったんだけどな」とツッコミを入れられ、7番目に通過した際は喜ぶどころか「こんなん（バンジージャンプ）したくないですよもう」と愚痴と不満顔だった。ロサンゼルスでは放送上4問正解し指名権を2度獲得しながらもいずれも指名失敗し敗退。罰ゲームでは長距離で鍛えた体力を発揮し福留に褒められた。

- 恒川岳久（No.80・大阪府出身・ロサンゼルスで敗退）
立命館大学RUQSからの参加者で、東京ドーム最初の通過者7名のうちの1人。第11回の第一次予選では後に第12回大会の優勝者となる瀬間康仁らと共に参加したが、終盤で敗退している。成田ではジャンケン敗退も欠伸で涙を流し2番目に敗者復活。グァムでマイ枕を持参しているところを福留に珍しいと指摘される。ゴールドコーストは長戸、秋利らと同じ『遊び気分で参加しているチーム』で通過。モーリーでは放送上3番目、ブルーマウンテンでは二重音声クイズで6番目、シドニーでは3番目（4人目）[注 144]、クイーンズタウンでは対決クイズで連勝し長戸に次ぐ2番目で通過。ショットオーバーで福留から「この人については困ったんだよね、色々ニックネームが出来過ぎちゃって」と、サンダーバード、パーマン2号など、風貌をネタとしたニックネームを列挙されたが、絶叫フレーズは「小学生のアイドル」となり、「納得してます?」と聞いた福留に「結構な」と満足げに発言、同CPも3番目に通過と比較的好成績が続いていた。RUQS仲間の長戸に、ロサンゼルス収録日9月20日の翌々日が誕生日だったためそれまでは居たいと言っており、ロサンゼルスを通過していれば叶うはずだったが、放送上誤答2度のみで指名権を1度も得られず敗退[注 145]。罰ゲームでは、荷物が持てず正木に助けられる場面や、当時47歳の福留すら難なく運べる荷物を両手に持って一度に3m程度しか進めず、スタッフから「遅いよ〜」と揶揄されながら追い越される場面があり、福留から体力のなさを指摘されると「浪速の商人ですから」と一言。積み込み作業が終わったところで号泣、ニューヨークで嬉し涙を流したかったと語った。ロサンゼルス空港で小倉アナウンサーに尋ねられた敗者予想で、結果的に次のツインレークスの失格者を当てていた。
その後、「探偵！ナイトスクープ」2021年7月23日放送分に出演。

- 及川純也（No.19・岩手県出身・チムニーロックで敗退）
東京大学工学部船舶工学科。ゴールドコーストでは永田らと同じ『健全にクイズに取組んでいるチーム』でトップ通過、モーリーで2番目、ブルーマウンテンで3番目と順調に勝ち進んだが、そのためクイズ旅行の旅程が前期試験と重なり試験を受けられず、シドニーの時点で既に3つか4つ試験が終わっていることを告白、留年するかもしれないぞと言った福留に「親カンカンです」と一言。ショットオーバーで改めて福留に両親の反応を尋ねられ「もう知らん」と言われたことを告白、絶叫フレーズを「仕送り止めないで!」とされ5番目通過。ロサンゼルスではトップ通過したものの、ツインレークスでは通過6人中5番目で、チムニーロックでは3択クイズで本クイズ解答順3番目となりながら、最初の解答機会となった全体の2問目は誤答、次の問題では正解したものの対決クイズで秋利に敗れ、その後は正答すれば勝ち抜けだった問題を4度誤答、対決クイズでは永田には及川の解答機会なく勝ち抜けられ、長戸とは1度は両者正解出ず、2問目で長戸が正答し敗退。勘が働かなかったのが敗戦理由とし、留年するかもしれないが許してくださいと両親に謝罪、残る東大組2人の決勝進出を期待し、最後に福留からウルトラクイズは君にとって何だったかと聞かれ、人生が変わったかもしれないが最高のクイズとコメントした。

優勝賞品
- 人間冷凍保存 会員権 （オークランドで贈呈。賞品贈呈パートは罰ゲームのテーマで開始された。国内一次予選の東京ドームにて「10万26歳[注 146]」「タイムカプセル」「2001年宇宙の旅」という3つのヒントが与えられていたが、賞品の全貌を知らされたのは優勝者である長戸のみであった。実際に冷凍保存する手順の一部（氷漬け）まで体験した長戸は「だから準優勝が一番ええて言うたんや俺」と愚痴をこぼし、福留から生きたまま保存するか死んでから保存するかを尋ねられると後者を即答していた。なお冷凍保存を提供するアメリカン・クライオニクス協会と Trans Time Inc. は2025年現在も存在しており、長戸は現在もこの会員権は所持しているという。

テレビ放送（全5週）
- 第1週…1989年（平成元年）10月26日『めざせ米豪2大陸』[74]：グァム・ドロンコクイズ1名挑戦まで
- 第2週…1989年11月2日『激戦オーストラリア初上陸編』[75]：モーリーまで
- 第3週…1989年11月9日『サイキックでニュージー突入編』[76]：クイーンズタウンまで
- 第4週…1989年11月16日『アメリカ上陸!!戦場どまん中編』[77]：ツインレークスまで
- 第5週…1989年11月23日『勇者6人激突クライマックス編』[78]

## 第14回（1990年〈平成2年〉）
レギュラー放送で福留が全編担当をした最後の大会。日本テレビがタイアップしていた映画『バック・トゥ・ザ・フューチャー PART3』に因み、「バック・トゥ・ザ・フューチャー」がテーマとなっていた。
第1問が第一次予選当日、早朝のテレビ番組で発表された。またその番組を見た視聴者の内、福留の年齢（当時48歳）以上である48歳〜50歳の人は飛び入りで参加出来る資格を設け、その結果16名が参加、全員「黒の「特」の文字が振られた赤のゼッケン を着けて参加したが、第一次予選3問目で歴代クイズ王もろ共全滅した。その第一次予選では、「一旦100名未満の挑戦者が勝ち抜けし、不正解者で再びクイズ」という事が無く、いきなり100名決定するという珍しい事が起きた。
グァムでは台風の影響で、突撃○×どろんこクイズのパネルを、スタッフが手で押さえないと倒れてしまうという事態が発生し、スタッフの緊急ミーティングが行われた。ミーティングの結果、急遽実質○×札上げクイズ（問題に対し、挑戦者は○×の板を上げて正解ならそのまま勝ち抜け、不正解なら失格でその後任意で泥プールに飛び込んでもよい）という、変則的な形式で行われた。中には正解にもかかわらず記念的な意味合いで泥プールに飛び込んだものもいた。その後はフランス領ポリネシアのタヒチに上陸。アメリカ本土西海岸のオレゴン州エコーラ・ポイント上陸後は、準決勝・東海岸のノースカロライナ州・キティホークまで21日間かけて約8750㎞の距離を全てチャーターバスのみで移動し、日本人があまり訪れない秘境でのクイズも行われた。サンフランシスコとロサンゼルスで行わなかったのは初回以来、また歴代で唯一カリフォルニア州を訪れなかった大会でもある。
クイズ研究会対策として採用された「クイズ研殺し」の問題が一部の問題で出題されたことから、クイズ経験者や大学クイズ研究会の強者が多数勝ち残った前年とはうって変わり、学生はアーチーズで最後の敗者となる、レバノンでの逆転負けなど多くが振るわなかった。前年同様、前半のオレゴン街道・グランドテートン・ソルトレークで女性が全滅し、後半に勝ち残ったのは男性ばかりであった。後半に勝ち進んだ挑戦者には社会人やクイズ未経験者が多く、30代以上の本土上陸者、妻帯者や父親である者も多かった。準決勝で、残っていた学生2人が敗れたことにより、決勝進出者は第10回大会以来4年振りに社会人のみとなった。
また、バスツアーや車中泊・番組史上初となる罰ゲーム以外でのサバイバル体験入学・大西洋到着など、クイズ以外の場面での挑戦者の表情が映し出される場面が多く、全体的なBGMの選曲も相まってヒューマン・ドキュメンタリー色の濃い大会となった。バスツアーでありなおかつ秘境でのクイズが多かったため、失格者帰国のテロップには?マークがつくことが多かった。
第13回に続き、今回も準決勝キティーホークで敗者となった2人に対し、3位決定戦が行われた。三択クイズで、正解した方が3位となった。3位、4位両者に賞品が送られたが、中身は掃除用具（モップとたわし）。その掃除用具で、挑戦者ツアーバスの掃除をするのが、罰ゲームとなった。
前回・前々回と出場した徳光は、『クイズダービー』『徳光のTVコロンブス』とその年に始まったレギュラー番組の仕事のため出場出来ず、福留より早く『ウルトラクイズ』から身を引いた。徳光の後任渡辺正行が、成田空港第2次予選の冒頭で『バック・トゥ・ザ・フューチャー』のドクの扮装で登場した。また第一次予選の「優勝旗返還」は、この年から前年のクイズ王のみが入場する様に変更された。
この回から最後となる第16回までは、第1週のみ『追跡』を休止して2時間枠で放送、以後は通常枠で放送された。
2017年10月8日に「第14回アメリカ横断ウルトラクイズ 出場者&視聴者大同窓会ナイト！」が開催された。
| CP | 地名 会場                                                          | クイズ                                     |
| --- | ------------------------------------------------------------------ | ------------------------------------------ |
| 第一次予選 | 東京ドーム                                                         | ○×クイズ                                   |
| 人数：26735→100 通過条件：規定人数決定まで勝ち残り。最後の問題には173名が挑戦し、○に100名、×に73名が入り、○が正解であったため、この回では一気に100名が決定した。 罰ゲーム：― |                                                                    |                                            |
| 第一次予選 敗者復活戦 | 東京ドーム                                                         | 大ジャンケン大会                           |
| 人数：26635→1 通過条件：ジャンケン勝ち残り 罰ゲーム：― |                                                                    |                                            |
| 第二次予選 | 成田空港 成田エアポートレストハウス                                | ジャンケン                                 |
| 人数：101→50 通過条件：3本先取 罰ゲーム：― |                                                                    |                                            |
| 第二次予選 敗者復活戦 | 成田空港 成田エアポートレストハウス                                | 顔面の温度を上昇させる                     |
| 人数：51→5 通過条件：顔面の温度上昇度が高かった、上位5名 罰ゲーム：― |                                                                    |                                            |
| 第1CP | 成田→グァム 太平洋上空                                             | 機内400問ペーパークイズ                    |
| 人数：55→40 通過条件：上位40位まで 罰ゲーム：― |                                                                    |                                            |
| 第2CP | グァム パシフィック・スター・ビーチ                                | 台風直撃!! 緊急事態○×クイズ                |
| 人数：40→24 通過条件：1問正解 罰ゲーム：（飛び込みたい者は）どろんこプールに入る                                                                                             |                                                                    |                                            |
| 第3CP | タヒチ モーレア島クック湾浅瀬                                      | 無人島カヌー対決クイズ                     |
| 人数：24→12 通過条件：2ポイント先取 罰ゲーム：カヌーで海に曳航 |                                                                    |                                            |
| 第3CP 敗者復活戦 | タヒチ クック湾                                                    | 近似値クイズ                               |
| 人数：12→5 通過条件：正解に近い挑戦者、上位5名 罰ゲーム：浮き輪で帰国 |                                                                    |                                            |
| 第4CP | タヒチ PART2 モーレア・ビーチコンバー・ホテル他                    | 早い者勝ちクイズ→ゲリラクイズ              |
| 人数：17→16 通過条件：1ポイント先取 罰ゲーム：現地の人を相手にゲリラクイズ                                                                                                   |                                                                    |                                            |
| 第5CP | オレゴン街道 ポートランド郊外エコラ・ステート・パーク              | 幌馬車マラソンクイズ                       |
| 人数：16→12（4名×3チーム） 通過条件：通常クイズに2名が正解後、1問2答問題を残り2名で正解 罰ゲーム：―                                                                          |                                                                    |                                            |
| 第5CP 敗者復活戦 | オレゴン街道 ポートランド郊外エコラ・ステート・パーク              | リレークイズ                               |
| 人数：4→1 通過条件：1問正解 罰ゲーム：「ロデオ」のピエロ役体験 |                                                                    |                                            |
| 第6CP | グランドテートン グランドテートン国立公園                          | 13人のガンマン 対決!大声クイズ             |
| 人数：13→12 通過条件：ピストルとハットを両方獲得 罰ゲーム：「シェーン」の撮影時の演出体験                                                                                    |                                                                    |                                            |
| 第7CP | ソルトレーク 大陸横断鉄道前                                        | 空席待ち列車タイムショック                 |
| 人数：12→8 ※1 通過条件：3ポイント獲得または下位2名以外 罰ゲーム：― |                                                                    |                                            |
| 第7CP 敗者決定戦 | ソルトレーク グレートソルトレイク砂漠                              | バラマキクイズ                             |
| 人数：4→2 通過条件：1ポイント獲得 罰ゲーム：手作りトロッコをレールの上に転がし帰国※2                                                                                         |                                                                    |                                            |
| 第8CP | アーチーズ ルート「QUIZ」→アーチーズ国立公園                       | 地獄のクイズ道                             |
| 人数：10→8 通過条件：3ポイント獲得 罰ゲーム：移動式お風呂に入りながらの街頭宣伝                                                                                              |                                                                    |                                            |
| 第9CP | ツインレークス                                                     | トマト戦争 遠すぎた塹壕 PART2              |
| 人数：8→7 通過条件：2ポイント獲得※3 罰ゲーム：トマトクエスト |                                                                    |                                            |
| 第10CP | レバノン センター・ポイント（地理的中心地）                        | アメリカど真ん中 距離獲得クイズ            |
| 人数：7→6 通過条件：獲得数値合計5000km以上 罰ゲーム：NY製の子豚を連れて帰国                                                                                                  |                                                                    |                                            |
| 第11CP | エリー ミネソタ・アウトワード・バウンド・スクール（OBS）           | サバイバル Wチャンスクイズ                 |
| 人数：6→5 通過条件：3ポイント獲得 罰ゲーム：OBSの最難関アスレチックコース挑戦                                                                                                |                                                                    |                                            |
| 第12CP | レイクミシガン ミシガン州ニューバッファロービーチ                  | バック・トゥ・ザ・フューチャークイズ       |
| 人数：5→4 通過条件：2ポイント獲得 罰ゲーム：― |                                                                    |                                            |
| 第12CP | レイクミシガン インディアナ州ミシガンシティ時計台前                | バック・トゥ・ザ・フューチャークイズ PART2 |
| 人数：5→4 ※3 通過条件：2ポイント獲得 罰ゲーム：― |                                                                    |                                            |
| 第12CP 敗者決定戦 | レイクミシガン インディアナ州ミシガンシティ時計台前                | 二重音声クイズ                             |
| 人数：2→1 ※4 通過条件：2問同時に出題される問題に、両方正解 罰ゲーム：ぶどう潰し競争に参加                                                                                    |                                                                    |                                            |
| 準決勝 | キティホーク キルデビルヒルズ ライト兄弟メモリアル・キルデビルヒル | 激戦!! 通せんぼクイズ                      |
| 人数：4→2 通過条件：3ポイント獲得後、通過クイズに正解 罰ゲーム：挑戦者バスの清掃(※前述の概要も参照)                                                                          |                                                                    |                                            |
| 決勝戦 | ニューヨーク プリンセス号船上イースト川クルーズ                    | 早押しクイズ                               |
| 人数：2→1 通過条件：10ポイント先取 罰ゲーム：― |                                                                    |                                            |

- ※1：0ポイントだった挑戦者が4名出たため。
- ※2：但しレールは短く、通ったレールを次に移す作業を含む
- ※3：お手つき・誤答の場合、解答者がスタート地点に戻る際に1人だけを狙ってトマトが投げつけられる。
- ※4：1回目の敗者も参加。
- ※5：1回目・2回目の各々の敗者が参加。

決勝戦進出者・機内1位
- クイズ王 ： 佐藤光邦（秋田県花輪町（現・鹿角市）出身・神奈川県在住・No.64・33歳）
成蹊大学出身、田園調布郵便局勤務。血液型B。口髭を生やしていることと、中学生時代から名前の「光邦」を徳川光圀に掛けて「黄門様」と呼ばれていたことにちなみ、愛称は「ヒゲの黄門様」。クイズ番組への参加も海外旅行も全くの未経験だった。アメリカ本土上陸時点で所持金が少なくなっており、グランドテートンの時点で既に残金2万円程度にまで減っていたため、同地の大声クイズにおける絶叫フレーズは「金欠 黄門様」。早押しクイズでは実力を見せたが、トマト戦争など体力系のクイズでは苦戦し、またエリーでは結果的にトップ通過はしたものの、OBSでの訓練中は、福留はじめスタッフから死ぬのではないかと心配されるほどだった。オレゴン街道の団体戦では後述の高松と同じチームだった。優勝時には福留から「黄門様」に因んで、福留が石鹸箱から作った「『葵の御紋』の印籠」が贈られた。2017年9月に刊行された『QUIZ JAPAN』Vol.8に他の第14回本土上陸者と一緒に出演し当時の思い出を語った。
- 準優勝 ： 高松康典（熊本県出身・No.54・25歳）
熊本県立八代工業高等学校卒、日本特殊機器勤務。血液型A。佐藤とは対照的にトマト戦争などの体力系のクイズを得意としていた（但し本人は体力には全く自信はないと発言）。勘がずば抜けており、「バックトゥザフューチャークイズPART2」ではクイズの意図をいち早く見抜いて一抜けをしている。グランドテードンの大声対決クイズでのフレーズは「九州男児ここにあり」。その他の早押しクイズでの解答権取得の素早さも際立ったものの誤答も多く、エリーではラスト抜けを争い相手にリーチのかかった状態で誤答し一回休みと追い詰められたが、準決勝では放送上わずか6問目で通過クイズ最速クリア記録となるトップ通過。決勝戦では自分の勤務する会社の制服を着て臨んだ。本人のTwitterによると2019年3月に36年務めた会社を退職。
- 決勝戦の結果 ： （高松…青）-5 VS +10（佐藤…赤）[注 159]
- 機内1位 ： 土屋仁志（神奈川県出身・No.18・28歳・タヒチにて敗退）
第9回でも第一次予選を突破していたが、この時は成田のジャンケンで敗退している。

その他の参加者
- 三浦禮子（神奈川県出身・No.33・48歳・オレゴン街道にて敗退）
主婦。予定していたハワイ旅行をキャンセルして参加。成田空港通過者最年長で、福留から「お母さん」と呼ばれ「若い人の面倒色々見てくださって有難うございます」と感謝されていた挑戦者。息子が21歳で、タヒチの1vs1クイズでは息子より若い挑戦者を倒し通過。同地のゲリラクイズで、部屋に来た込山（後述）に敗れた三浦と同室の鈴木（同）とそのままの流れで対戦することになった際「良かったお化粧しといて。すっぴんじゃなくて」と発言、福留に「まだ化粧で化けるからいい」と突っ込まれる。オレゴン街道では2度勝ち抜けクイズに挑戦するも一度は他の挑戦者、もう一度は三浦自身の誤答で通過を逃し、敗者復活でも勝ち残れず他2名の女性挑戦者とともに敗退。
- 込山尚人（東京都出身・No.32・20歳・ソルトレークにて敗退）
早稲田大学の学生。地元の町内会・荒川文化会の浴衣に雪駄姿で成田空港に参戦したものの、浴衣の着崩れ具合を「入院してから3日目」と福留から揶揄され「これで海外を歩くなよな」と言われ、グァムに到着した機内で降機直前に先述の三浦に着付けを直してもらったため、後で三浦がグァム空港を通過した際また着付けしてもらえることを喜んでいた。グァムでは豪雨の中○×クイズの最初の挑戦者として福留が『旅の宿』（よしだたくろう）の一節「浴衣の君は〜」を口ずさみながら指名、自らの希望でドロンコプールに飛び込んだ（正解の×を選んだもののマットがないためそのまま泥の海へ）。タヒチの1対1で優勝した佐藤に敗れた際は福留に「いい奴を亡くしました」とコメントされ、本人も「町内会の皆さんすいません」と叫んだがその後敗者復活。グランドテートンの絶叫は「ゆかたでファイト」とされトップ通過したが、続くソルトレークで敗退、「チクショー!」と絶叫し悔しがったものの、その後勝ち抜いた挑戦者に「みんな頑張れよー!」と叫んだ。
- 高井恵子（岐阜県出身・No.29・機内39位・グランドテートンにて敗退）
家事手伝い。9月20日に結婚式を予定していたが、結婚式準備を夫に全て託し9月2日に日本を出発した今回のクイズ旅に参加。機内ワースト2位かつ結婚式が迫る中、福留から「いざとなったらウルトラの途中で結婚式ってのも悪くない」と言われつつ9月12日のグランドテートンまで勝ち残った。同地の絶叫フレーズは、婚約者の名前入りで「あつしさん困っちゃった」にされた。
- 鈴木恵子（埼玉県出身・No.70・27歳・ソルトレークにて敗退）
帝国警備保障勤務。光GENJI・諸星和己の大ファンでブロマイドを何枚も持ち歩き、グァム空港のタラップを降りる際は光GENJIの追っかけさながらの服装を福留に揶揄された。タヒチの1対1では上記の高井との「恵子対決」に敗れその後敗者復活。オレゴン街道の団体戦では佐藤と高松と同じチームだった。グランドテートンの絶叫フレーズは、諸星のニックネームにちなみ「カー君大好き」。女性挑戦者で最後まで勝ち残り、ソルトレークで敗退したが、罰ゲームではともに敗退した年下の込山に自分の乗ったトロッコを押させていた。
- 原田泰孝（東京都出身・No.56・22歳・準決勝(キティホーク)にて敗退）
早稲田大学の学生。タヒチではカヌー対決クイズで敗れて敗者復活、さらにゲリラクイズでは女性機内トップの挑戦者に対決を申し込まれた後放送上5回目、最後の対決で勝利して勝ち抜けと苦戦続きによりグランドテートンでの絶叫フレーズは「俺は落ちない」。その後もソルトレークの列車タイムショックでは1問も押せず敗者決定戦に回りツインレークスではラスト抜けと苦戦が続いたが次のレバノンで一抜け、エリーは3問全てダブルチャンスで獲得、レイクミシガンでは記憶していた答えをずっと待つなど勝負強い一面も見せた。『一番逞しくなった』と福留に評された準決勝キティホークでは通過クイズでの誤答が重なり決着時放送上-3ポイントで敗退、罰ゲームの3位決定戦も敗れ4位となった。現在は弁護士として活動してる。

優勝賞品
- "ラスベガス"のカジノのオーナー権 （第10CPレバノンへ向かう途中で発表される。ネバダ州ではなく、ニューメキシコ州のラスベガスで贈呈。ゲームは「牛糞ビンゴ」だったが、ニューメキシコ州では、ネイティブ・アメリカン以外による賭博開帳は禁止されているため、収益は全額寄付しなければならなかった。牛糞ビンゴで使われた土地と牛2頭が佐藤に贈られた。賞品地レポーターは小倉淳が務めた）

テレビ放送（全5週）
- 第1週…1990年（平成2年）10月25日：『アメリカ大陸完全走破9000キロの旅いざ出発』[80] グァムまで
- 第2週…1990年11月1日：『最後の楽園タヒチの勝者USA上陸編』[81] オレゴン街道まで
- 第3週…1990年11月8日：『爆走！大西部を行く編』 [82] アーチーズまで
- 第4週…1990年11月15日：『大平原の戦場突破編』 [83] エリーまで
- 第5週…1990年11月22日 :『3万キロ制覇&NY決勝編』 [84]

## 第15回（1991年〈平成3年〉）
第1問をもって福留が降板し、新出題者として福澤朗が着任。3年ぶりにスタジオパートが復活し、併せて第13回以降中断されていた電飾ルートも復活した。総合司会は小倉淳と永井美奈子。ただ、このペアでのスタジオパートは今大会限りだった。
第5回以来、第1夜のスタジオパートの紹介（第13・14回はCGルート紹介）は第1問の正解発表前に行っていたが（第9回は除く）、今回は先述の通り「福留→福澤へのバトンタッチ」の映像を見せた後に行った。
補足（ツッコミ）テロップの多発など、当時のバラエティ番組の演出が色濃く盛り込まれるようになった。
第一次予選通過者が130名に拡大されたが、出題者の交代と同時にマンネリ化を打破するため、敗者復活戦の廃止、敗者インタビューの減少、罰ゲームの過激化、更にはルールを大幅に改正されるなど妥協と甘えを許さないサバイバル性の強い大会となった。この回から付いたキャッチフレーズは「明るく楽しい生存競争」、「一度負けたら、ハイ!それまでヨ」。また、ここ2年と違いベスト10まで2名、ベスト6まで1名女性が進出した。ルートでは4年ぶりにハワイを訪れ、第3回同様、アメリカ本土の南側に加えメキシコ、ドミニカ共和国を経由している。
この回からテレビ放送が全4週に戻った。
| CP | 地名 会場                                        | クイズ                           |
| --- | ------------------------------------------------ | -------------------------------- |
| 第一次予選 | 東京ドーム                                       | ○×クイズ                         |
| 人数：28523→130 通過条件：規定人数決定まで勝ち残り 罰ゲーム：―                                                                 |                                                  |                                  |
| 第二次予選 | 成田空港 成田エアポートレストハウス              | ジャンケン                       |
| 人数：130→65 通過条件：3本先取、炎の一本勝負は1本先取 罰ゲーム：―                                                              |                                                  |                                  |
| 第1CP | 成田→グァム 太平洋上空                           | 機内400問ペーパークイズ          |
| 人数：65→40 通過条件：上位40位まで 罰ゲーム：―                                                                                 |                                                  |                                  |
| 第2CP | グァム パシフィック・スター・ビーチ              | 突撃○×どろんこクイズ             |
| 人数：40→26 通過条件：1問正解 罰ゲーム：どろんこプールに入る                                                                   |                                                  |                                  |
| 第3CP | ハワイ ワイマナロビーチ                          | 対決生首クイズ                   |
| 人数：26→13 通過条件：3ポイント先取 罰ゲーム：首だけ出ている状態で砂に埋められ、潮が満ちるまで放置                             |                                                  |                                  |
| 第4CP | ロサンゼルス フラートン・エアポート              | 恐怖のドッグファイト早押しクイズ |
| 人数：13→12 通過条件：2ポイント獲得 罰ゲーム：空中ドッグファイト                                                               |                                                  |                                  |
| 第5CP | モハベ ソーダレイク                              | 砂漠の熱闘 バラマキクイズ        |
| 人数：12→11 通過条件：2ポイント獲得 罰ゲーム：砂漠をスキーで歩いて帰国                                                         |                                                  |                                  |
| 第6CP | サンシティ                                       | クイズ あの時君は若かった!       |
| 人数：11→10 通過条件：1ポイント獲得後、写真の人物を当てる 罰ゲーム：チアガール体験（しかも年配女性に変装させられる）・強制結婚 |                                                  |                                  |
| 第7CP | エルパソ シウダー・フアレス リオ・グランデ川沿岸 | 国境突破!! 大声クイズ ※1         |
| 人数：10→9 通過条件：2ポイント獲得 罰ゲーム：スプラッター料理食体験                                                            |                                                  |                                  |
| 第8CP | ジャクソン マッコーム オフロード                 | 早押しクイズ                     |
| 人数：9→8 通過条件：3ポイント獲得 罰ゲーム：どろんこバギーに乗車                                                               |                                                  |                                  |
| 第9CP | ニューオリンズ バーボン・ストリート              | ジャズ歴史三択クイズ             |
| 人数：8→7 通過条件：3ポイント獲得 罰ゲーム：人間シェーカー                                                                     |                                                  |                                  |
| 第10CP | ドミニカ共和国 サントドミンゴの植民都市 オサマ砦 | 新大陸獲得クイズ                 |
| 人数：7→6 通過条件：各セット毎、最後まで残った1名 罰ゲーム：現地の風習による花屋行商                                           |                                                  |                                  |
| 第11CP | オーランド ユニバーサル・スタジオ・フロリダ      | マラソンクイズ                   |
| 人数：6→5 通過条件：3ポイント獲得 罰ゲーム：車上スタント体験※2                                                                 |                                                  |                                  |
| 第12CP | オーランド                                       | 奇襲大作戦                       |
| 人数：5→4 通過条件：3ポイント獲得 罰ゲーム：火だるまスタント体験                                                               |                                                  |                                  |
| 第13CP | ヨークタウン ネルソン・ハウス裏庭                | 激戦!! 通せんぼクイズ            |
| 人数：4→2 通過条件：3ポイント獲得後、通過クイズに正解 罰ゲーム：ルー・テーズとプロレス無制限一本勝負                           |                                                  |                                  |
| 決勝戦 | ニューヨーク プリンセス号船上イースト川クルーズ  | 早押しクイズ                     |
| 人数：2→1 通過条件：10ポイント先取 罰ゲーム：―                                                                                 |                                                  |                                  |

- ※1：メキシコの国境にて行われ、勝ち抜け後アメリカへ再入国しエルパソへ。
- ※2：次のCPの罰ゲームの始めに本番を行い、その後車上に乗ったまま帰国

決勝戦進出者・機内1位
- クイズ王 ： 能勢一幸（埼玉県越谷市出身・No.84・22歳・機内2位）
一橋大学出身、埼玉県庁職員。一橋大学クイズ研究会出身で、それまでクイズ歴は豊富なものの優勝経験が一度もない「無冠の帝王」（一人で挑戦する『クイズ・タイムショック』では「10問正解」と表記された）。福澤からクイズおたくと呼ばれるも本人は否定。しかしエルパソの大声フレーズは「クイズおたく(※おたくの上に・・・が付く)と呼ばないで」となった。『第3回FNS1億2,000万人のクイズ王決定戦!』の予選通過を辞退しての参加。他のクイズ王と違い優勝直後から他局のクイズ番組の出演が多く、後にウルトラクイズにおける自身の体験談を『能勢一幸のクイズ全書1』（情報センター出版局、1993年）という著書として発表している。アメリカ本土上陸後は大石禎と共に上位通過が多く、大石と共に決勝でやりたいと青写真を描いていたが、ドミニカ共和国で大石と共に集中的に狙われ、残り3人で最初に正解した際に、大石と他の挑戦者のどちらかの解答権を封鎖(※「新大陸獲得クイズ」でのルール参照))する際に、能勢は迷って大石を選択したが、この判断が次の問題で誤答を招き、もう一人の挑戦者が勝ち抜けされてしまう。最終的に大石と直接対決する展開になり、ラスト抜けするが、その際、大石が破れ去る事に能瀬は大石の肩で涙を流した。それ以降、大石の思いを背負ってオーランド・ヨークタウンを突破し優勝するが、この間でも大石のことを気にする言動や能勢自身の心情が取り上げられている。第16回大会では予選第一問で敗退した。能勢の優勝により、2年連続で公務員[注 170] がクイズ王となった。
- 準優勝 ： 松原史和（神奈川県出身・No.49・21歳）
一橋大学の学生で、同大学のクイズ研究会所属。夢は軍人になることと公言、迷彩服姿でクイズに挑んだり、勝ち抜けると匍匐前進[注 171]を披露したことなどから「ゲリラ松原」と福澤から呼ばれていた。しかしドミニカからは海軍服にモデルチェンジし、あだ名も「ネイビー松原」と変わったが、福澤からは相変わらず「ゲリラ松原」と呼ばれ続けた。能勢とは大学の先輩後輩にあたる。松原は遅生まれで能勢は早生まれ（1月1日）のため、年齢は1つ違いだが能勢は社会人、松原は大学3年生であった[注 172]。サンシティのクイズでは漁夫の利で1抜けしたりドミニカのクイズでは幾度も解答権と正解を繰り返して2抜けするなど、実力派には申し分ないのだが、スタジオにおける優勝者予想では対象から外されたり、スタジオでの優勝者入場のシーンでも準決勝の敗者2人まで呼ばれたのに対して自分は呼ばれないなど、所々で不遇な扱いを強いられていた。なお能勢も含めて当時の一橋大学クイズ研究会はあらゆるクイズ番組に顔を出していたが、松原がそういった番組に出場したかどうかは不明。
- 決勝戦の結果 ： （松原…青）+8 VS +10（能勢…赤） [注 173]
- 機内1位 ： 大石 禎（三重県出身・東京都在住・No.96・25歳・ドミニカ共和国にて敗退）
名古屋大学出身、週刊TVガイド記者[注 174]。大学ではクイズ研究会出身で、初代副会長だった。能勢と共に上位通過を果たしたが、ドミニカでは能勢と共に封鎖され続けた結果、能勢との直接対決でどちらかが落ちるという状況になり、最終的に敗退した。

その他の参加者
優勝賞品
- プライベート温泉 （第8CPのジャクソンで発表、アメリカンロッキーで贈呈。熱い源泉と川の水を混ぜ合わせたもの。近くに鴨がいたので「かもの湯」と命名するが、"「おたく湯がいいのに」とスタッフは思った"[注 175] とテロップが出されている）

テレビ放送（全4週）
- 第1週…1991年（平成3年）11月7日：グァムまで
- 第2週…1991年11月14日：サンシティまで
- 第3週…1991年11月21日：ドミニカ共和国まで
- 第4週…1991年11月28日

## 第16回（1992年〈平成4年〉）
レギュラー開催最後の大会。番組テーマ曲が従来の曲のアレンジバージョンに変更。スタジオパートは再び無くなり、ルートの紹介は他大会のように事前には行われず。番組冒頭に流れた前週までのプレイバックでのみ行われ、次のチェックポイントは挑戦者と同様に直前に発表されるまで視聴者が知ることはできなかった。
台風上陸の影響と司会者の交代、女性参加者の早期全滅にクイズ研究会の台頭、前回での敗者復活戦の廃止が響き、第一次予選参加者が前回よりも減少した唯一の大会でもある。レギュラー放送全16回の中で最低の視聴率であったことが影響し、翌年（1993年）に今大会での打ち切りが決定された。
敗者復活戦が再開されるなどルールが前年より若干緩和されたが、第一次予選通過者が100名に戻されるなど、妥協と甘えを許さない姿勢は変わらず、女性はハワイで1人を除いて敗退、唯一勝ち残り本土上陸を果たした、勝ち抜けの度に福澤にキスをするため「接吻マダム」と呼ばれていた主婦もサンフランシスコで敗退した。アメリカ本土上陸した参加者11名のうち、10代が4名（うち社会人1名）、大学生が先述の10代含め6名、平均年齢24歳と福澤曰く「若さ漲る」構成で、キャメロンパークで最高齢の40歳男性が敗退した後は、準優勝した大西以外全員が22歳以下という若さであった。
チェックポイントが第6回以来のアメリカ合衆国内に留まり、スケールが縮小された。
前回の第15回は第1問のみ前任者の福留が担当したが、今回は第1問から福澤が担当した（史上唯一）。そのため本大会は、唯一福留が出演しない回であった。なお福留は開催前の同年4月2日に放送された、『木曜スペシャル』20周年企画『驚異と爆笑の決定版 初公開・世界の超能力から日光猿軍団まで…全部見せますTV』に出演、当時を振り返った。
第14回に続き、今大会でもグァムで台風の被害を受けた（ただし大会中の直撃ではなく、大会直前にグアム島に上陸し大被害を与えた平成4年台風第15号の復旧途中）。第1CP(チェックポイント)機内400問ペーパークイズの通過可否を、第15回までは空港に到着した飛行機から階段を降り、その先にあるブーブーゲートの床を踏むことで行っていたが、今大会は空港内では台風による緊急物資の輸送などが慌ただしく行われていたため、第15回までのように空港で通過可否はできなかった。そのため、挑戦者を全員グァムに上陸させ、その後バスに乗り、ホテルに到着したところで、バスの降り口にステップ「ブーブーステップ」を設置して、通過可否を行った。また、第2CPでも、第15回までは突撃○×どろんこクイズだったが、今大会では台風の影響により急遽「空席待ち早押しクイズ」に変更され、早々と早押し機が登場した。
この回ではグァムと決勝戦以外の不正解のペナルティが、すべて一回休みであった（グァムでは列の最後まで廻される、決勝では従来通りマイナスポイント）。
第一次予選にはラサール石井が参加していたが、第1問で敗退した。その他にも前回クイズ王の能勢一幸が第1問で敗退した。その一方で、初参加の第4回から連続出場しているものの、その第4回から12年連続第1問で敗退という珍記録を達成していた「疫病神」の蓑原弘豊 が初めて第1問を突破し、ついに第1問での連敗記録をストップさせ、第1問正解の瞬間、勝者の数人で蓑原を胴上げして祝福していた。
ただ本放送（開催時点）では「今年が最後」とは言われなかった。これは放送時には翌年以降の開催も計画されていたためであり、それを裏付ける様に、勝者が敗者に「来年また（東京）ドームで会いましょう」と声を掛けたシーンが放送され、最終週エンディングでも「ドームへおいで下さい。お待ちしております」という福澤のナレーションで締めていた。
この年から日本テレビのマークが「なんだろう」に変更されたため、第2回から使用された2代目マークに代わり「なんだろう」が第3週・第4週のエンディングクレジットに表記、また翌1993年までの「開局40周年」が始まった年でもあるため、クレジットには「40th」も併せて表記された。
2017年6月と7月、2018年3月にファミリー劇場にて再放送が行われた。
| CP | 地名 会場                                                    | クイズ                          |
| --- | ------------------------------------------------------------ | ------------------------------- |
| 第一次予選 | 東京ドーム                                                   | ○×クイズ                        |
| 人数：26121→100 通過条件：規定人数決定まで勝ち残り 罰ゲーム：―                                                                      |                                                              |                                 |
| 第二次予選 | 成田空港 成田エアポートレストハウス                          | ジャンケン                      |
| 人数：100→50 通過条件：3本先取、炎の一本勝負は1本先取 罰ゲーム：―                                                                   |                                                              |                                 |
| 第二次予選 敗者復活戦 | 成田空港 成田エアポートレストハウス                          | 心の優しい方                    |
| 人数：50→5 通過条件：ピコピコハンマーで渡辺正行を叩いた時の衝撃度下位（軽く叩いた人）5名 罰ゲーム：―                                |                                                              |                                 |
| 第1CP | 成田→グァム 太平洋上空                                       | 機内400問ペーパークイズ         |
| 人数：55→40 通過条件：上位40位まで 罰ゲーム：―                                                                                      |                                                              |                                 |
| 第2CP | グァム リーフホテル・ビーチ                                  | 空席待ち早押しクイズ            |
| 人数：40→24 通過条件：1ポイント獲得 罰ゲーム：台風によって荒らされたビーチの清掃作業                                                |                                                              |                                 |
| 第3CP | ハワイ オアフ島カネオヘ湾海上                                | 対決 ドボンクイズ               |
| 人数：24→12 通過条件：2ポイント先取 罰ゲーム：浅瀬を歩いて帰国                                                                      |                                                              |                                 |
| 第4CP | ハワイ PARTII ヌアヌ・パリ→カメハメハ大王像前→ワイキキビーチ | 真夜中のウルトラツアー○×クイズ  |
| 人数：12→11 通過条件：最下位以外 罰ゲーム：カピオラニ・ビーチ・パーク沖の海上に浮かぶ、敗者の荷物が入ったボートへ取りに向かう       |                                                              |                                 |
| 第5CP | サンフランシスコ マリンカウンティ・ベイエリア                | 11人早押しクイズ                |
| 人数：11→9 通過条件：2ポイント獲得 罰ゲーム：人口霧製造機を抱えながらの写真撮影                                                     |                                                              |                                 |
| 第6CP | キャメロンパーク 飛行場跡地                                  | 飛行時間獲得クイズ              |
| 人数：9→8 通過条件：獲得数値合計2000以上 罰ゲーム：滑走路の白線を塗り潰す                                                           |                                                              |                                 |
| 第7CP | レイクパウエル グレンキャニオンダム・湖畔                    | 湖に絶叫!! 大声クイズ           |
| 人数：8→7 通過条件：3ポイント獲得 罰ゲーム：「カタマバイク」による湖横断                                                            |                                                              |                                 |
| 第8CP | サンタフェ ブラック・メサ付近の大平原                        | 聖地を駆けろ!! 新バラマキクイズ |
| 人数：7→5 通過条件：2ポイント獲得 罰ゲーム：―                                                                                       |                                                              |                                 |
| 第8CP 敗者復活戦 | サンタフェ                                                   | 国際電話連想クイズ              |
| 人数：2→1 通過条件：獲得ポイントが多い方 罰ゲーム：ペインティングアートのモデル                                                     |                                                              |                                 |
| 第9CP | アトランタ ストーンマウンテン公園                            | クイズ 私がママよ               |
| 人数：6→5 通過条件：2ポイント獲得後、子供の母親を当てる 罰ゲーム：ピーチツリープラザ最上階・72階を目指しての階段登り（段数…1136段） |                                                              |                                 |
| 第10CP | フロリダキーズ セブンマイル・ブリッジ                        | マラソンクイズ                  |
| 人数：5→4 通過条件：3ポイント獲得 罰ゲーム：ジャグラー特訓して発表会で披露                                                          |                                                              |                                 |
| 第11CP | フィラデルフィア バレーフォージ                              | 激戦!! 通せんぼクイズ           |
| 人数：4→2 通過条件：3ポイント獲得後、通過クイズに正解 罰ゲーム：クイズ人力車                                                        |                                                              |                                 |
| 決勝戦 | ニューヨーク プリンセス号船上イースト川クルーズ              | 早押しクイズ                    |
| 人数：2→1 通過条件：10ポイント先取 罰ゲーム：―                                                                                      |                                                              |                                 |

決勝戦進出者
- クイズ王 ： 田中健一（大阪府出身・東京都在住・No.14・22歳・機内1位）
東京大学法学部3回生で、同大学のクイズ研究会所属。サンフランシスコで福澤から、その容貌が似ていることから「ミニラ」と命名される。ハンバーガーは食べられるがそれ以外の肉が大嫌いなため、レイクパウエルでの絶叫フレーズを「高いお肉はダメなんだ」にされた。上位通過が多かったが、私がママよでラスト通過・次のマラソンクイズでトップ通過と浮き沈みもあった。決勝の相手である大西とは本番組参加前から『FNS1億2000万人のクイズ王決定戦』（フジテレビ系列）で知り合っていた。決勝では最初の誤答お手つきで-2ポイントとなりながら盛り返し逆転した。その後家庭教師を経て、現在は『クイズ!ヘキサゴンII』をはじめとしたクイズ作家として活躍している。
- 準優勝 ： 大西 肇（京都府出身・No.7・34歳・機内2位）
関西大学出身、呉服店店主[注 178]で既婚者。福澤からは「呉服屋の若旦那」、「親父のブルマー」と呼ばれた。娘が2人と息子1人がおり、レイクパウエルでの大声クイズの絶叫フレーズはその3人の子供の名前にされていた。第13回で準優勝した永田に誘われ、関西クイズ愛好会に所属。社会人になってからクイズを始め、クイズ番組出場経験多数の実力者だった。当大会参加時期に妻とスペイン旅行を予定していたが予選通過したためキャンセルし参加、「芸能神社」として知られる車折神社の御守をもらい持参、「クイズは芸事です」が信条。東京ドームからニューヨークまで一貫してクイズには和服を着て臨んだため、サンフランシスコでは日本の映画俳優と勘違いされサインを求められた（ただし、移動時には普通の服を着ており、クイズ収録時に和服に着替えていたとのこと。同時期の『史上最強のクイズ王決定戦』『FNSクイズ王決定戦』の本選でも毎回和服姿で挑戦していた）。サンフランシスコでトップ通過、準決勝でも通過クイズを1問でクリアしトップ通過だったが、成田で敗者復活、ハワイでは2度誤答し、1問休みの間に対戦相手が正解すれば失格の窮地に立たされるも相手が答えられず次の問題で何とか通過、キャメロンパーク、レイクパウエルでは5番目通過、サンタフェでは4番目通過と苦戦続きだった。後に2001年に放送された「家族の愛よ!甦れスペシャル オーストラリア大陸縦断5000キロ!冒険家族クイズ2001」に家族4人で参加した。
- 決勝戦の結果 ： （大西…赤）+7 VS +10（田中…青）

その他の参加者
優勝賞品
- ワイン用ブドウ畑 （第9CPのアトランタで発表、ワシントン州のスノコルミーで贈呈。1列のみだが、それでも年間ビン500本分のブドウ酒を収穫できる。造られたワインは「ミニラチューチュー」と名づけられた。維持費と税金の問題で畑を手放し、約300本のワインと交換した。しかし本人を含め家族全員下戸だったため、ワイン全部を知人縁者に配ったという。

テレビ放送（全4週）
- 第1週…1992年（平成4年）10月22日：グァムまで
- 第2週…1992年10月29日：キャメロンパークまで
- 第3週…1992年11月5日：アトランタまで
- 第4週…1992年11月12日

## “今世紀最後”（第17回・1998年〈平成10年〉）
日本テレビ開局45周年記念番組として、6年ぶりで1度限りの復活。「Mr.ウルトラクイズ」として福留が再登板し、"敗者の味方"も徳光が担当した。復活したスタジオ司会は伊東四朗と松本明子が務め、ルート紹介はCGで行われたが、決勝地は衛星生中継となり決勝が行われる直前まで明らかにされなかった。
再登板した福留は、この年の8月限りで『ズームイン!!朝!』司会を勇退。そのため、東京ドームでの1次予選は福留がズームイン司会を担当する最終回の前日に実施され、福留がズームイン司会を勇退後に2次予選以降が行われた。
当初はトヨタ自動車の販売店である「トヨタオート店」がメインスポンサーであったが、トヨタオート店が「ネッツトヨタ」として改組したことで「ネッツトヨタ発足記念番組（ネッツトヨタスペシャル）」となり、当時のトヨタ・ネッツ系の自動車ディーラー（旧トヨタオート店）ではウルトラクイズの参加申込書が各営業所内に置かれた。また、番組放送後に視聴者に優勝者予想クイズ（実際は番組終了後に応募可能のため、予想ではなく確定後に優勝者の名前を記入して応募）が実施され、当選者にはトヨタ・アルテッツァが商品として贈られた。
第二次予選でのピカイチ技・ポン食い予選の導入および開催場所の変更、機内400問3択ペーパークイズの廃止と、それまでの伝統を一新した内容を取り入れた。
参加年齢の上限が廃止され、最高齢出場者は萩原豊一（86歳→87歳）であった。萩原は第1問を正解したものの、続く第2問で失格となったが、一旦は敗者復活となった。しかし、萩原は第二次予選のポン食いに失敗して敗退した。
その他の60歳〜70歳代の挑戦者も国外チェックポイントまで進出したものの、それに配慮して体力系クイズはグァムでの団体戦綱引きクイズのみ行い、バラマキクイズや大声クイズは行われなかったり、高齢者が敗退した時の罰ゲームを参加者の任意としたケースもあった。
「クイズの都」として歴代クイズ王を輩出したニューヨークは準決勝のチェックポイントとなり、決勝戦は西インド諸島のサン・サルバドル島で泥んこクイズを行い、その模様を衛星生中継で放送した。
女性挑戦者はサンフランシスコ上陸者11名のうち2名で、うち1名は成田空港からの「一足飛び」だったが、デュランゴで失格、残りの1名は準決勝地のニューヨークまで進出、「女性挑戦者が準決勝まで進出した」というのは第9回以来であった。
この回では他にも歴代のクイズ王が一部参加したが、第4回クイズ王の山口由美、第5回クイズ王の真木法男、第7回クイズ王の横田尚、第15回クイズ王の能勢一幸は全員第1問で敗退し、第6回クイズ王の高橋直樹が自身の娘である高橋美穂（当時20歳）とともに参加（美穂は初出場）したが、父の直樹は第1問で敗退した（直樹にとっては結果的には生前最後のクイズ挑戦となった。なお、美穂は第1問を突破したものの、続く第2問で敗退したため、第一次予選通過はならなかった）。第12回クイズ王の瀬間康仁と第13回クイズ王の長戸勇人も揃って第3問で敗退した。また、第16回クイズ王の田中健一も参加していたが、何問目で敗退したのかは不明。
成田→グァム間を移動する航空会社を第2回から第10回まで使用のコンチネンタル・ミクロネシア航空に戻した。全日本空輸からコンチネンタル・ミクロネシア航空に戻した理由は不明。
全体的に、アメリカの古き良き歴史をテーマにしたチェックポイントが多かった。
第2夜のラストは、第6回以来の司会者による口上と番組テーマ「スタートレックのテーマ」で締めた（ただし第6回はナレーション抜きなのに対し、今回はナレーション入り）。
今大会も第10回とともに放送ライブラリーに保存されている。
なお第1夜放送前には事前番組『今世紀最後!!史上最大!アメリカ横断ウルトラクイズ ㊙密着ドキュメント』が14:00 - 15:25（『日曜特番』枠）で放送された。
| CP | 地名 会場                                               | クイズ                                |
| --- | ------------------------------------------------------- | ------------------------------------- |
| 第1次予選 | 東京ドーム                                              | ○×クイズ                              |
| 人数：50453→100 通過条件：規定人数決定まで勝ち残り 罰ゲーム：―                                                            |                                                         |                                       |
| 第1次予選 敗者復活戦 | 東京ドーム                                              | 高齢参加者による○×クイズ ※1           |
| 人数：50353→28 通過条件：抽選の当選者（○×クイズ正解人数分）、正解した高齢参加者 罰ゲーム：―                               |                                                         |                                       |
| 第2次予選 | 成田空港 ホテル日航ウインズ成田                         | ピカイチ技 & ゆで卵ポン食い決戦!      |
| 人数：128→70 通過条件：ピカイチ芸合格orポン食い成功 罰ゲーム：―                                                           |                                                         |                                       |
| 第2次予選 特別企画 | 成田空港 ホテル日航ウインズ成田                         | 掟破りの大勝負 ジャンケン ※2          |
| 人数：2→1 通過条件：3本先取 罰ゲーム：―                                                                                   |                                                         |                                       |
| 第2次予選 敗者復活戦 | 成田空港 ホテル日航ウインズ成田                         | ジャンケン                            |
| 人数：59→1 通過条件：全体のジャンケンで勝ち残った2名で3本勝負 罰ゲーム：―                                                 |                                                         |                                       |
| 第1CP | 成田→グァム 太平洋上空                                  | フィッシュorチキンクイズ              |
| 人数：69→42 通過条件：上位42位まで 罰ゲーム：―                                                                            |                                                         |                                       |
| 第2CP | グァム リーフホテル・ビーチ                             | 大家族どろんこ綱ひきクイズ            |
| 人数：42→21（7名×3チーム） 通過条件：一問多答問題をチーム全員が正解 罰ゲーム：「日テレ営業中」CM撮影                      |                                                         |                                       |
| 第2CP | グァム ショッピングセンター                             | 奇襲クイズ団体行動                    |
| 人数：21→18 通過条件：最下位以外 罰ゲーム：―                                                                              |                                                         |                                       |
| 第2CP 敗者決定戦 | グァム リーフホテル                                     | 深夜の出前クイズ ※3                   |
| 人数：3→2 通過条件：サドンデス 罰ゲーム：ホテル内に置き去り                                                               |                                                         |                                       |
| 第3CP | ハワイ 機内ハワイ上空4000m                              | 負けたらスカイダイビングクイズ        |
| 人数：20→10 通過条件：2ポイント先取 罰ゲーム：スカイダイビング                                                            |                                                         |                                       |
| ― | サンフランシスコ ゴールデンゲートブリッジ               | 合流○×クイズ ※4                       |
| 人数：1→1 通過条件：1問正解 罰ゲーム：なし（○×クイズに正解し合流が決定したため、行われず）                                |                                                         |                                       |
| 第4CP | サンフランシスコ アラモ・スクエア公園                   | THIS IS AMERICA                       |
| 人数：11→8 通過条件：4ポイント獲得 罰ゲーム：帰国途中のタクシー車内で運転手から恐喝                                       |                                                         |                                       |
| 第5CP | レイクパウエル ナバホ族聖地・メサ「タワービュート」頂上 | クイズ完璧主義                        |
| 人数：8→7 通過条件：4問連続正解 ※5 罰ゲーム：ナバホ族サウナ風呂体験                                                       |                                                         |                                       |
| 第6CP | シルバートン デュランゴ・アンド・シルバートン狭軌鉄道   | 列車クイズ 止まってドボン!!           |
| 人数：7→6 通過条件：列車停止時、最後尾以外 ※6 罰ゲーム：トロッコ押し                                                      |                                                         |                                       |
| 第7CP | デュランゴ デュランゴ駅前                               | お友達クイズ                          |
| 人数：6→4（2名×2組） 通過条件：3ポイント獲得 罰ゲーム：―                                                                  |                                                         |                                       |
| 第7CP 敗者決定戦 | デュランゴ デュランゴ駅前                               | お友達絶縁クイズ きのうの友は今日の敵 |
| 人数：2→1 通過条件：2ポイント先取 罰ゲーム：ロバを連れて帰国                                                              |                                                         |                                       |
| 第8CP | テキサス ダラス郊外 サンダース牧場                      | 牛追いタイムバトルクイズ              |
| 人数：5→4 通過条件：最下位以外 罰ゲーム：ロデオ                                                                           |                                                         |                                       |
| 準決勝 | ニューヨーク クイーンズ区・イースト川沿岸               | 通せんぼクイズ                        |
| 人数：4→2 通過条件：3ポイント獲得後、通過クイズに正解 罰ゲーム：目隠ししたまま、ニューヨークの摩天楼を見られず強制帰国 ※7 |                                                         |                                       |
| 決勝地 | 西インド諸島・バハマ サン・サルバドル島                 | 突撃○×ドロンコ決勝                    |
| 人数：2→1 通過条件：両者5問解答時点で正解数が多い方 罰ゲーム：ドロンコまみれ ※8・優勝賞品爆破                             |                                                         |                                       |

- ※1：第1回が開催された1977年（昭和52年）時点で参加不可年齢である46歳以上（1931年（昭和6年）以前生まれ）だった人が対象。
- ※2：ピカイチ芸&ポン食いの勝者のうち希望者2名のみ参加。ジャンケン勝者は一足先にサンフランシスコに行き（第1〜第3CPも免除）、敗者は敗者復活戦に回る。
- ※3：奇襲クイズで最下位だった3名のうち2名は遅刻が原因だった。
- ※4：※2で勝利した挑戦者1名に対しグァムから電話で出題、後日ゴールデンゲートブリッジの上で解答、正解し合流決定。
- ※5：正解した挑戦者に3連答のクイズが出題され、連続正解なら通過、間違いもしくは解答できないと再び全員に出題。
- ※6：レイクパウエルでの通過順に1列に並び、ロックウッド駅到着まで先頭から順に列車が停車するまで1問ずつ出題。ただし最後尾には解答権がなく、間違いもしくは解答できないと最後尾に回され、他の挑戦者が前に繰り上がる。
- ※7：テキサスからニューヨークに向かう飛行機で、経由地のワシントンD.C.出発後の機内から挑戦者4名は目隠しをさせられ、それ以降「トイレ以外の場所で目隠しを外す」行為はいっさい許されなかった。通せんぼクイズも目隠しをしたまま行われ、勝者2名だけが勝ち抜け後目隠しを外すことを許されニューヨークの摩天楼を見ることができたが、敗者2名は、帰国便がジョン・F・ケネディ国際空港を離陸しておよそ30分後、ニューヨークが完全に見えなくなってからようやくアイマスクを外すことが許された。
- ※8：優勝者のみ、用意されたドラム缶風呂に入ることができた。

決勝戦進出者・機内1位
- クイズ王 ： 小川圭太（新潟県出身・No.93・21歳）
立命館大学中国文学専攻3年生で、RUQS所属（後に17代目会長に就任したことにより立命館クイズ研出身・所属の優勝者は全員歴代会長に就任したことになる）。アルバイトで駿台予備校塾講師をしていた。クイズには立命館クイズ研の法被を着て臨むことが多かった。グァムの団体戦では後述の村田と同じチームとなり、奇襲クイズでは遅刻し最後に合流するというミスがあったが、敗者決定戦を待たずに勝ち抜け。シルバートン以降を全て上位で通過。デュランゴでは清水とペアを組んでいた。旅の途中で相部屋になった参加者が、立て続けに次のチェックポイントで落ちるというジンクスがあった。ピカイチ技は「南京玉すだれ」であったが一次審査で不合格、優勝した際に改めて披露した。優勝後、日本のスタジオに来ていた祖母と父親と衛星中継で会話した。後にフジテレビの「超逆境クイズバトル!! 99人の壁」に挑戦者として20年振りに一般参加としてテレビ番組に登場した。[注 184]
- 準優勝 ： 清水耕司（No.7・25歳）
信州大学4年生。小川同様グァムの奇襲クイズには遅刻しており、その敗者決定戦で辛くも勝ち抜けた。ハワイとニューヨークでは、勝ち抜けしたときに号泣した。特にハワイでは、相手が先行しリーチの後、自身は誤答し-1対+1の状況から3連続正解での逆転通過だった。決勝前、RUQSに所属する小川との対戦となったことについて「大学野球部に草野球チームが闘いを挑むようなもの」と評していた。
- 決勝戦の結果（○×どろんこ決勝の結果。不＝不正解、正＝正解）

| 挑戦者       | 1  | 2  | 3  | 4  | 5  | 計 |
| ------------ | -- | -- | -- | -- | -- | -- |
| 清水（先攻） | 不 | 不 | 不 | 正 | 不 | 1  |
| 小川（後攻） | 不 | 不 | 正 | 正 | /  | 2  |

- 機内1位 ： 村田栄子（東京都出身・No.60・67歳・ハワイにて敗退）
過去、多数のクイズ番組で優勝の経験を持つが[注 4]、ウルトラでは年齢制限オーバーにより一度も参加が叶わなかった。福留からは「クイズの女王」と呼ばれ、第二次予選のピカイチ技は「クイズ」[注 186] だった。ハワイで敗退した際、クイズに負ければ罰ゲームのスカイダイビングが待っているという状況が「（精神的に）厳しかった」と述べたため、年齢も考慮して福留がスカイダイビングを拒否することも可能だと伝えたものの、「降ります」と躊躇なく参加した。クイズサークル「ホノルルクラブ」２代目会長。2024年6月8日死去(93歳)。

その他の参加者
優勝賞品
- 高級ハウスボート （第5CPのレイクパウエルで発表。マイアミ沖に浮かんでいたが、魚のためのハウスボートだったためにすぐさま爆破されて魚礁となった）

テレビ放送（2夜連続）
- 第1夜…1998年（平成10年）11月22日（日曜）19:56 - 22:24（JST）：アメリカ本土上陸直前（合流○×クイズ含む）まで
- 第2夜…1998年11月23日（月曜）20:00 - 22:24（JST）：生放送

2週放送は初回以来だが、「非単発枠での放送」 と「2時間越え」は史上唯一。また初回のみだがフライングスタートも唯一。なお「22:24終了」は歴代でも一番遅い。

## 史上最大の敗者復活戦（1982年〈昭和57年〉）
1982年（昭和57年）に日本テレビ開局30周年記念特番として、「ウルトラクイズ 史上最大の敗者復活戦」という特別企画が行われ、同年12月31日（金曜）18:30-21:48（JST）に『第24回日本レコード大賞』・『年忘れにっぽんの歌』・『第33回NHK紅白歌合戦』などの裏番組として放送された。
全国各地で予選を実施し、その地域に密着したユニークなクイズを出題しようという試み。この大会は、18歳以上であれば高校生も参加することができた。応募人数は77,779名、これまで後楽園球場に行かなければ予選に出場できなかったものを地方ごとの予選にしたことが大きかった。過去の「アメリカ横断ウルトラクイズ」で勝ち残った挑戦者もクローズアップされた。司会は福留が務め（関西地区予選のみ司会は小林大作、リポーターは羽川英樹。ただしOA分では羽川の出番はなし）、徳光 もリポーター・敗者の味方として登場した。そしてクイズは準決勝と決勝は生放送で行われた。
「複数の個所で予選を行う」というのは、「ウルトラクイズ」の企画段階「ジャンボクイズ大会」規約に「関東・関西・福岡・札幌で予選を行う」と記載されており、5年目にして日の目を見たことになる。
クイズが全て日本国内で行われたこともあり、ウルトラクイズの番外編扱いをされていた。「アメリカ横断」というフレーズが番組タイトルになかったのもそのためである。
この企画を受けて、出場資格がなかった高校生を対象として、翌1983年（昭和58年）に「ウルトラスペシャル 全国高等学校クイズ選手権」（高校生クイズ）の第1回大会を実施するきっかけを作った。この高校生クイズでも、関東・関西地区同時予選やどんでん返しなどのアイデアが引き継がれた。高校生クイズは、当初、夏・冬の年2回にわたって行われたが、1986年（昭和61年）以降は夏の年1回のみの開催となり、ウルトラクイズが終了した現在も続いている。
なお関東地区では、翌1983年2月5日の『ビッグサタデー』の放送枠を13:00 - 16:00 に拡大して再放送したが、放送枠が3時間弱であるため、内容を再編集して放送された。

### 内容
- 北海道地区予選の第1問は、2カ所のサークルにいる幼稚園児のどちらが人数が多いかというものだった（理論的には数えればわかる問題であった）。この後○×クイズを行い、勝ち抜け者は抽選で1対1の対戦相手を決めると、双方に同じ問題が6問与えられ、勝ち抜け者は相手がわからないと思う問題を福留に通じて出題、双方2回・計4回行ったところで、正解が多い方が勝ち抜けとなる（同点時はサドンデス。後年第11回で行う「つぶしあいクイズサミット」の前身）。
- 東北地区予選では、○×クイズの勝ち抜け者が○か×かによって別の船に乗るという、本番組史上初の企画が行われた（福留が乗った方が正解）。
- 関東・関西地区予選は平日にナイターで開催され、史上初の2カ所同時中継による○×クイズ（勝ち抜け人数も両地区の合計で決まっており、「関東○名、関西○名」という定員ではなかった）だった。また「第1問A」と「第1問B」が同時に発表されて4カ所のスタンドに分かれるという企画が行われ、挑戦者は次のように移動した。

| 第1問A | 第1問B | 場所     |
| ------ | ------ | -------- |
| ○      | ×      | 一塁側   |
| ×      | ○      | 三塁側   |
| ×      | ×      | レフト側 |
| ○      | ○      | ライト側 |

- 四国地区予選では、第1問が○か×かで別の小学校のグラウンドに向かい、正解が発表されないまま両会場で2問目以降のクイズが行われた。そして両会場6名ずつが決定した時点で初めて第1問の正解が発表された。勝ち抜け者は金刀比羅宮の石段から上300段を使ってのバラマキクイズに挑戦、石段両脇の土産屋から封筒を入手し、福留のいる最上段まで持って行って答える（オリジナル版同様「ハズレ」もあり）のだが、封筒を入手する時にはその土産屋に決められた「指令」を実行しなければならない（森の石松の扮装をして写真撮影する、ラムネを2本分飲む、讃岐うどんを1杯食べる、土産用煎餅を食べる、など）。
- 九州地区予選では、温泉につかりながら頭につけたボタンを押すという早押しクイズが行われた。それまでの、解答席に座るという概念を覆す画期的な企画だった。
- 24,642名が挑戦した各地の予選通過者82名が全国大会に進出し、高尾山でペーパークイズなどさまざまなクイズに挑戦。勝ち上がった4名が成田空港で行われた生放送での7分間早押しクイズ（準決勝。後の「タイムレースクイズ」の原型）、さらに勝ち上がった2名が7ポイント先取のジャンケン（決勝。家族も参加）に駒を進めた。
  - 高尾山でのペーパークイズの結果発表は、名前を呼ばれた挑戦者が前に出るように言われ、最後に僧侶が振り向くとそれは徳光で「という以上の皆さんが私のお友達（＝敗者）でございます」と発表する形式だった（これが史上初のどんでん返しであり、「高校生クイズ」に継承された）。
  - 高尾山で、勝者8名に対して「罰ゲーム」ともいうべき滝修行があった（なお、高尾山では各クイズの敗者にもすべて罰ゲームがあった）。このとき徳光も一緒に滝に打たれた。
  - 準々決勝を行う前に、歴代クイズ王がどれだけすごいのかを見せるべく、クイズ王によるエキシビションマッチを行った（第11回第一次予選よりも前に今回が早く行われていた）。
  - 準決勝の結果は、1位が14ポイントとダントツだったのに対し、5ポイントで次点が2名いたたため、同点決勝として早押しクイズを行ったが、片方が誤答したため、もう片方が何も答えずに決勝進出となった。
  - 決勝戦の演出は、2名が早押し機についている状態で「ウルトラクイズ史上最大の敗者復活戦でまだやっていないのはどれ? 1番、早押しクイズ、2番、○×クイズ、3番、ジャンケン 」と問題を読み上げ、解答者がボタンを押し「ジャンケン」と答えたところで「考えてみれば、この番組の名物・ジャンケンをやってないのは不思議だ。ジャンケンで決勝戦をすることにした!!」と言い、早押し機を撤去してジャンケンのセットに替えるというものだった。
- 優勝者は北海道の主婦・佐藤麻利子（百八問ペーパークイズ女性1位）だった。優勝者は「自由の女神」を模ったトロフィーを獲得、また家族そろってニューヨーク旅行に招待されるとともに、翌1983年（昭和58年）の第7回大会のシード権（国内予選と機内ペーパークイズの免除）を獲得した。
  - この大会は番外編（アメリカ横断ウルトラクイズの敗者復活戦）扱いであったため、佐藤は歴代のクイズ王扱いにはならない。しかしながらウルトラクイズ関連の優勝者としては、第4回の上田由美に次いで2人目の女性優勝者となった。また、上田は第4回当時「未婚者」であったため（結婚は1986年）、「既婚者」は唯一、また「北海道」出身者も唯一となる[注 190]。
  - この大会では準優勝者の門田雅志（百八問ペーパークイズ総合1位。桃山学院大学の学生。ココス島の名誉島民権という賞品を獲得。後に『史上最強のクイズ王決定戦』（TBS系列）、『FNS1億2000万人のクイズ王決定戦』（フジテレビ系列）等のクイズ番組に70本以上出場し、『史上最強のクイズ王決定戦』では第10回で準優勝、『FNS1億2000万人のクイズ王決定戦』では第7回、最後のクイズ王で優勝、クイズ王の称号を得た。2018年（平成30年）5月19日、がんのため死去。晩年もワールドクイズクラシック参加やクイズ専門書籍の取材に応じていた。
- 佐藤は第7回大会でシード権によりグァム[注 191] から参加したが、400問ペーパークイズを最下位で通過した者との○×クイズで敗退。結局、ペーパークイズ失格者と共に帰国した。
  - 佐藤は本戦のグァムで敗退し帰国したため、「敗者」となるところだが、第15回冒頭の「福留の勇退発表」での福留の台詞では、「今まで私は158,772人の敗者[注 192]を作ってきました」と言っており、「『ウルトラクイズ』本戦の敗者」扱いはされなかった。

### ルートとクイズ内容（放送順）
史上最大の敗者復活戦では、地区大会全体が第一次予選と称された。これは初期の高校生クイズの参加規定にも引き継がれた。

#### 九州地区予選
- 11月14日開催
- 対象都道府県 - 福岡県・佐賀県・長崎県・大分県・熊本県・宮崎県・鹿児島県・沖縄県・山口県
- 参加1,232名

| 会場             | クイズ            | 人数    |
| ---------------- | ----------------- | ------- |
| 阿蘇・草千里ヶ浜 | ○×クイズ          | 1232→10 |
| 垂玉温泉         | いい湯だな!クイズ | 10→4    |

#### 四国地区予選
- 11月23日開催
- 対象都道府県 - 香川県・愛媛県・徳島県・高知県
- 参加536名

| 会場       | クイズ                      | 人数  |
| ---------- | --------------------------- | ----- |
| 丸亀       | うちわ○×迷城クイズ→○×クイズ | 536→6 |
| 金刀比羅宮 | 石段バラマキ無理ヤリクイズ  | 6→2   |

#### 東北地区予選
- 11月28日開催
- 対象都道府県 - 青森県・岩手県・秋田県・宮城県・山形県・福島県
- 参加1,591名

| 会場   | クイズ                          | 人数    |
| ------ | ------------------------------- | ------- |
| 松島   | ○×クイズ→○船×船乗船クイズ       | 1591→16 |
| 桂島   | 涙の桟橋お別れクイズ            | 1591→16 |
| 野々島 | 野々島の人100人に聞きますクイズ | 16→5    |

#### 北海道地区予選
- 12月5日開催
- 対象都道府県 - 北海道全域
- 参加1,183名

| 会場         | クイズ                                             | 人数   |
| ------------ | -------------------------------------------------- | ------ |
| 羊ヶ丘展望台 | 史上初!! 数えればわかる!! 目で見るクイズ →○×クイズ | 1183→8 |
| 羊ヶ丘展望台 | ニガ手問題出しっこクイズ                           | 8→4    |

#### 関東・関西地区予選
- 11月30日開催
- 対象都道府県 - （関東）茨城県・栃木県・群馬県・埼玉県・千葉県・東京都・神奈川県・山梨県・新潟県・長野県・静岡県
- 対象都道府県 - （関西）滋賀県・京都府・大阪府・奈良県・和歌山県・兵庫県・愛知県・岐阜県・三重県・富山県・石川県・福井県・鳥取県・島根県・広島県・岡山県
- 参加20,100名（関東15,420名・関西4,680名）

| 会場                 | クイズ   | 人数                        |
| -------------------- | -------- | --------------------------- |
| 後楽園球場・大阪球場 | ○×クイズ | 20100→67 （関東41・関西26） |

#### 全国大会
- 12月24日（第2次予選）、12月25日（第2次予選・準々決勝）、12月31日（準決勝・決勝 / 生放送）実施

| CP        | 会場                 | クイズ                           | 人数  |
| --------- | -------------------- | -------------------------------- | ----- |
| 第2次予選 | 高尾山薬王院         | 煩悩ふり払い百八問ペーパークイズ | 82→30 |
| 第2次予選 | 高尾山薬王院         | 石の上にも三人クイズ             | 30→10 |
| 第2次予選 | 高尾山薬王院         | 極楽・地獄座禅右左クイズ         | 10→8  |
| 準々決勝  | 日本テレビ Gスタジオ | チャンピオン胸貸しクイズ         | 8→4   |
| 準決勝    | 成田空港             | 7分間タイムレース                | 4→2   |
| 決勝戦    | 成田空港             | ジャンケン                       | 2→1   |